# 桑田佳祐
桑田 佳祐（くわた けいすけ、1956年〈昭和31年〉2月26日 - ）は、日本のシンガーソングライター。ロックバンドサザンオールスターズのバンドマスター、ボーカル・ギターを担当。
神奈川県茅ヶ崎市出身。所属事務所はアミューズ。所属レコード会社はJVCケンウッド・ビクターエンタテインメント、所属レコードレーベルはタイシタレーベル。
鎌倉学園高等学校卒業、青山学院大学経営学部除籍。
妻はサザンオールスターズのキーボード・ボーカル担当の原由子、姉は作詞家の岩本えり子。
1978年のデビュー以来多くのヒット曲をリリースし、バンド・ソロの両方で活躍しており、音楽活動を通して、幅広いテーマの楽曲と生まれ育った茅ヶ崎および日本への強い愛情と世界平和を希求する思いを発信し続け、被災地支援やエイズ啓発などの社会的貢献も行っている。

## 概要
1978年にサザンオールスターズのボーカルとしてメジャーデビューを果たし、1987年に「悲しい気持ち (JUST A MAN IN LOVE)」でソロ活動を開始した。サザンとソロ活動を交互に行い、ソロとして「波乗りジョニー」「白い恋人達」「明日晴れるかな」などがヒットしている。オリジナル・アルバムは1988年に『Keisuke Kuwata』、1994年に『孤独の太陽』、2017年に『がらくた』など計5枚、ベスト・アルバムは2002年に『TOP OF THE POPS』、2012年に『I LOVE YOU -now & forever-』、2022年に『いつも何処かで』など計4枚、ミニ・アルバムは2021年に『ごはん味噌汁海苔お漬物卵焼き feat. 梅干し』が発売されており:168,174,176、3時代および5年代でアルバム首位の記録を持つ。
楽曲のテーマは幅広く、ラブソング、エロティックな楽曲、生まれ育った茅ヶ崎および日本への強い愛情が表れた楽曲、世界平和などのメッセージが込められた楽曲、反戦歌、プロテストソング、応援歌、コミックソングやナンセンスな楽曲などが存在しており、茅ヶ崎および日本への愛情や誇りを持つ姿勢に関しては後述の通り生まれ育ったことへの感謝の念や日本人としてのアイデンティティを語ったり:52、古より伝わる日本語や日本の文化の大切さを説く言動をしたり、国旗日の丸の掲揚および国歌「君が代」の歌唱といったパフォーマンスをライブで行ったことでも表れている。当初は歌詞の意味に特段のこだわりはなかったが、活動が続くにつれてファンや周囲の反応から心境が変化していき、洗練されたものになっていった:79:8。1980年代にはKUWATA BANDで全編英語詞のアルバムにも挑戦したが、1990年代以降は日本語を前面に押し出した作風に方向性を転換し、「月」（1994年）や「東京」（2002年）など、文学性と日本情緒をたたえた作品を発表。年輪を重ね、歌詞の世界は陰影を濃くしていった。Apple Musicからは「『がらくた』の時期には極めて洗練された日本語ポップスの境地へと到達している」と評されている。また、後述にもあるように当初は海外のロックやソウルミュージックの影響が強いソングライティングや歌唱法で知られていたが、次第に日本の伝統芸能や歌謡曲に対する研究の成果が現れ、そういった日本的な要素を積極的に取り入れるようになった。振り幅の広さもあって楽曲・音楽性・功績はジャンルを問わず広範なミュージシャンから高く評価されている。
世界平和を希求したり、戦時中の兵隊の苦悩や戦死者や遺族などへの思いを馳せた楽曲を発表したり、北朝鮮による日本人拉致問題や新疆ウイグル自治区騒乱の被害者の心情に寄り添う言動を行うなど政治的な側面が存在するほか、エイズ啓発運動であるアクト・アゲインスト・エイズへの参加や、東日本大震災を含む様々な災害の被災地復興支援活動を行っており、2022年には同級生のアーティストらと制作した楽曲「時代遅れのRock'n'Roll Band」で収益の一部をセーブ・ザ・チルドレンに寄付するなど、音楽活動を通して社会的貢献を行っている。
トークの軽妙さも特徴の一つであり、ラジオパーソナリティとしても活躍し、ユニークな名言及びいわゆる迷言や、思想・哲学が発せられている。

## 人物
- 愛称は、佳ちゃん[注釈 8]、スケちゃん[注釈 9]、桑っちゃん[注釈 10]、桑っちょ[注釈 11]、桑田くん[注釈 12]など。
- 身長170 cm[77]。

### 音楽性
自身について桑田は「僕は、男っぷりや人間性、社会性は他のミュージシャンに負けているかもしれない」と謙遜したうえで、これだけは譲れないアイデンティティとして音楽活動を行っている旨を述べている。自身の音楽観について「言い訳が許されない音楽っていうのが一番正しい」と述べており、それは自身にとってはポップスであるとしている。また、桑田は「楽曲というのはその時々の気分を反映したもの」といった持論を述べている。

#### 楽曲制作
音楽活動においてソロ・サザンを問わず、メンバーやスタッフとの連携を大切にしており、ライブのリハーサルの際には誰よりも早くスタジオに入り、一人一人に挨拶をして回ることが語られている。レコーディングの際には作ってきた歌詞がついていないメロディのみの曲をギターで弾きながらメンバーやスタッフに聴かせ、各自がコード、リズムパターン、フレーズ、各楽器の音色などを確認し、練習中に投げかけられるメンバーからの質問に丁寧に答え、桑田からもアレンジについての気づいた点を伝えていくなど、綿密な打ち合わせを行っている。この作業で桑田の頭の中にあるメロディをメンバー各自が共有し、演奏に向けたイメージを膨らませていき、アレンジにアクセントを付けながら曲の特徴を出していく。桑田は「曲作りは総力戦です。サザンのメンバーはもちろん、スタッフも、曲作りのきっかけになり得る。誰かの鼻歌や雑談から曲が膨らむのも、よくあること。サザンというのは五人のことじゃなく、数十人のスタッフをひっくるめた総称ですよ」と発言している。制作のモチベーションが上がるきっかけはクライアントやスタッフからの依頼があり、締め切りが明確に存在してからであるといい、自身の立ち位置を「職業作家」と語っており、タイアップ先のコンセプトや内容に合わせて制作することもある。近年はコンプライアンスにも配慮しており、レコード会社やマネジメントの若いスタッフに相談を持ちかけることがある。
ソロとサザンの違いについて桑田は「やってる途中でよくわからなくなってきた」と述べており、ソロのほうが「逆に匿名性が高い」「フェイクしやすい」と述べている。またインタビューで「サザンはサザンの楽しさがあるんですが、ソロは課外授業的な楽しさがあるんですよ」「サザンがあるからこそ、ソロが美味しいのかな」と語ったり、「自分にとってサザンは家庭・家族みたいなものであり、言わばサザンの楽曲はその子供たち。一方、ソロの曲は愛人の子供みたいなもの」と例えたり、武藤敬司とグレート・ムタとの違いを引き合いに出したりしたこともある。また、ソロ活動については「でも僕はずっと仲間とやってきてますから、ソロだけどソロじゃないな、って思うんですけどね」とも発言している。桑田は音楽において名義は重要かつ雄弁に方向性を指し示すものであり、音楽のモチベーションを高める最大の要素であるという持論を語っている。妻の原は桑田のソロとサザンの違いについて聞かれ「ソロ作品は、サザンという名前に縛られず、より自由に私的に音楽表現を楽しんでいるように思います」「その時々の桑田の精神状態でしたり、時代背景が思い出されますね」「素晴らしいミュージシャンの方々との出会いもあって、刺激され新しい扉を次々に開けて、切なくも自由奔放に歌うソロ作品が大好きです」と語っている。
歌唱法はジョー・コッカーや前川清から影響されており、シンコペーションを多用している。学生時代にダミ声が流行しており桑田も声を潰そうと思って声質をより近付けるため、ウイスキーを飲み自宅の部屋にこもって枕に顔を押し付けて大声を出し続けるといったことを行っていた。なお、これとよく似た都市伝説として「歌声をしゃがれさせるためにウォッカでうがいをしていた」という内容のエピソードが語られることも多いが、この件については桑田本人が「まったくでたらめです」と語り否定している。アマチュア時代および活動初期は日本語と英語のダブルミーニングの歌詞や早口な歌い方を取り入れていた。この歌いまわしは「桑田節」「桑田語」と形容されることがある。桑田の早口の歌い方に視聴者が「歌詞が判らない」と苦情を寄せたことが、テレビの音楽番組において歌詞の字幕スーパー（テロップ）が流される端緒であるといわれており、テレビ局が桑田の歌い方に対応するために音楽番組での字幕スーパー表示を行ったとされる。桑田はかつての自身の表現方法への反省の弁を語ることがあり、近年は楽曲によって自覚的に前述の手法を取り入れたり、明解な日本語で歌詞を書いて丁寧に歌ったりするなど、表現を使い分けている。この変化に関しては「日本人歌手としての自覚が強くなった」と語っている。また、英語や早口な歌い方を用いない美しく明解な日本語の歌詞の楽曲を制作した例では原由子に提供した「花咲く旅路」「京都物語」「旅情」などがあり、桑田は原の歌声の魅力を「日本の原風景を感じさせる要素がある」と考えている。歌の上手さを数値化したり説明したりすることはナンセンスという持論があり、桑田が思う最強の男性歌手は尾崎紀世彦、最強の女性歌手はちあきなおみである。
楽曲の制作はほとんどが作曲した曲に詞を当てはめる「曲先」で行うが:79、楽曲によっては作詞から先に行う「詞先」の場合もある。作曲はギターを弾きながらメロディを口ずさむアナログな方法で行われており、パソコンを使う作業の大半はスタッフに任せている。このギターを弾きながら行われる作曲作業の際にサビの歌詞の断片が口をついて出てくることがある。その代表的な例として「エロティカ・セブン」「マンピーのG★SPOT」が挙げられている。また、「イヤな事だらけの世の中で」はサビの歌詞とメロディの断片が同時に浮かび、そこから逆引きして楽曲を書いていった。アイディアが浮かぶタイミングは一人で車を運転しているときや仕事先に向かう移動中など、何かを考えながら動いているときが多い。常にICレコーダーを携帯しており、思いつくと録音を行っている。曲作りに関する持論として「狙うとダメなんですね」と語っており、桑田が言うには狙って曲を作った時期も存在したが、そういった曲に関しては「そういうときの作品は今思うと……どの曲とどの曲とは言いにくいけれど、やっぱりダメだな、と」と振り返る発言を行っている。また、2025年に『日曜日の初耳学』（毎日放送）に出演した際には「企み始めるとバレる。でも、意図しないものは強い。純粋無垢で企みがない時は、それなりのものを作ってきた」とも語っている。レコーディングは作曲作業と事実上並行する形で楽曲の断片をスタジオに持ち込むところから始まっており、テンポを決めて「クリック」と呼ばれるガイド音を作成したのち、ギターやシンセサイザーを弾きながらイメージを模索し、1つの楽曲としての骨格が見えてきたら仮歌を吹き込み、気になった箇所を歌い直す作業を繰り返していき、桑田の頭の中にある理想のメロディに近づけるために慎重かつ丁寧に突き詰めていく。この制作方法は通称「桑田スタイル」と言われている。以後も各楽器を録音し、作詞をした後にボーカルやコーラスを録音していき、楽曲の完成形を模索する。原由子や坂本冬美などの女性歌手に楽曲を提供する場合は最初に桑田自身のキーで楽曲を作り、レコーディング時にその歌手と共にキーを調整していく。桑田は楽譜を読めず、サザンのメンバーで楽譜を読めるのは原のみである。ICレコーダーが普及する前は楽譜やコード譜などは原が書いていた。ICレコーダーの普及後は編曲や全ての楽器を桑田が担当した「MUSIC TIGER」「素敵な未来を見て欲しい」のように原を頼らない形での楽曲制作やレコーディングが不定期ながら行われることもあった。現在はコード譜に関しては桑田も書けるようになっており、レコーディングに向けたリハーサル合宿では桑田がコード譜をホワイトボードに書き、歌詞がついていない状態のメロディを歌い、それに合わせてメンバーが演奏していき、アレンジを模索していく。また、原由子に提供した「夢をアリガトウ」のレコーディング時には作者である桑田がサポートメンバーの片山敦夫に原のキーに合わせた際のコード進行のイメージを予め伝える場面が記録されている。コード進行が分かるようになってからも、テンションについては原に考えてもらっている。
作詞はソロ・サザンを問わず、エロティックな内容や放送禁止にならないギリギリの線を狙う場合も多く、意味不明なものや辻褄が合わないものもある:9。本来とは異なる語法を使うことがあり、例えば「Ya Ya (あの時代を忘れない)」「希望の轍」などにおける作詞では「忘れられぬ」を「忘られぬ」と表現している。また、下記の真面目な楽曲や反戦や社会風刺がテーマの楽曲によりアルバムがシリアスになりがちなため、エロティックな作風の楽曲はそのようになり過ぎないようにするためのバランスとしての役割も果たしている。生まれ故郷の茅ヶ崎市や高校時代を過ごした鎌倉市への郷土愛や、気に入っている御霊神社を始めとした鎌倉市周辺の散策コース、自身が好きな街と公言している京都や日本に生まれ育ったことへの誇りを持っている旨などを歌詞のモチーフにすることもある:213。かつては「自分もアメリカ人やイギリス人みたいになりたい」「いつかなれるんじゃないかって本気で思ってた」と考えるほど海外のロックに憧れていた。1980年代にはバブル景気などの影響も相まって「日本人のポップスやロックが、海外でも通用するんじゃないか」という期待が湧いたこともあり、全編英語詞の楽曲を制作したり、外国人のレコーディング・エンジニアを起用したり、海外のアーティストとコラボレーションするなどの活動を行っている。しかし、海外に出向いての活動を経験すると自信を失ってしまったといい、「向こうの流儀を真似しているようでは、太刀打ちできないのは当然」と思うようになったと明かしている。次第に欧米人になれるわけがないと気づき「やっぱり、自分では日本語しか操れないってことが、逆にそれは強い武器になると思うんだ」「だからこそ自分がロックっていう枠組みに向かっていくときには、逆に日本人の良さを出したいというか、和の感じで勝負したいなと思うんです」「日本人として、日本の皆さんに楽しんでもらえる、日本語としてのポップスを作ろうと思った」「あくまで国内で、いろんな世代に向けて発信する良さもあると思うんですよ。例えば歌舞伎とかお相撲とか花火とか、そういう日本の情緒感を持った、日本人が日本人のためにやる芸能やお祭り事の面白さがわかるようになったのも、お客さんやスタッフのおかげです。昔はロックやポップスはアメリカやイギリスに通じなきゃダメだと思っていたんだけど、我々は日本ローカルの重要性に気づけてから、少し気が楽になりましたね」と方針転換をし、日本語の歌詞や日本の文化の良さを重視した和洋折衷な作品を目指すようになった。この方針転換は日本の文化などが取り入れられた「愛の言霊 〜Spiritual Message〜」「通りゃんせ」「盆ギリ恋歌」や、日本への強い愛情が込められた「東京VICTORY」「歌えニッポンの空」「神様からの贈り物」などのような楽曲の歌詞や、桑田の思想・言動、さらにはライブでの国旗日の丸の掲揚および国歌「君が代」の歌唱といったパフォーマンスなどにも反映され、大きな影響を与えている。日本語で歌詞を書くことについては「日本語ならではのエモーション、情念みたいなものが出やすいと思います」と語っており、例えば奥村チヨの「恋の奴隷」に関しては「今だとありえないような曲ですからね。だけど、道徳と不道徳が歌のなかで相まみえるのは、すごくいい世界だなと思うんです」と述べている。また、2013年のインタビューでは「古来、百人一首や万葉集の頃から、日本語には言い回しや隠れた言葉の裏読みといった、通信機能や暗号のような楽しさがある。たとえば"き"という言葉があるとしたら、それは気や木や記と、イントネーションひとつでいろんな意味へと変換できる。いい歳をして、そんな日本語の凄みにようやく開眼したところなんですよ」と語っている。1998年と2018年にそれぞれ発売されたサザンのベスト・アルバム『海のYeah!!』と『海のOh, Yeah!!』を聴き比べた際に、前者を「英語と日本語を融合させようとあれこれ格闘している跡が見てとれます」、後者を「やっぱり日本語を大切にして歌いたいという気持ちが、全面に出ていますね」と自己分析した。高瀬康一はアルバム『ROCK AND ROLL HERO』への批評文において「西洋の音楽への憧れと、自分の中に流れる日本人の血との折り合い。そんな全ての日本人アーティストが思い悩む課題を、桑田佳祐は完璧にクリアしたと言っていいかも知れない」と評し、小林克也も2017年のインタビューで桑田のことを「日本人の洋楽コンプレックスを解放してくれた男」「明治や大正の文豪に連なる人」と評価している。桑田はインタビューで最近の音楽にハナ肇とクレージーキャッツやザ・ドリフターズが持っていた演芸の要素が乏しいことを嘆いており、日本人のお祭り騒ぎの血や海外の表現を模倣する楽しさをメインストリームで表現することの大切さを語っている。また、スペイン語やハングルを「ミスマッチの仕方が、多少定番とズレている方が面白い」という興味本位な理由で歌詞や映像に取り入れたことがある。しかしハングルを取り入れた「LOVE KOREA」は出自や思想に関するデマがネット上に流れる遠因になった:14 - 17。「愛の言霊 〜Spiritual Message〜」ではインドネシア語のラップの歌詞を書いた。インチキ外国語が主体の楽曲も存在しており、藤村有弘やタモリに少なからず影響を受けた。タイトルについては「名曲に名タイトルあり」「ポップスはタイトルがすべてである」といった言葉を名言と述べており、あまり悩むことなく付けられたタイトルほど楽曲の出来栄えと共にはまり方がよかったとしている。日本人の造語感覚が大いに発揮されているのが邦題であるといい、ピンク・フロイドの「原子心母」(Atom Heart Mother) やニール・ヤングの「孤独の旅路」 (Heart Of Gold) といった邦題を称賛している。以前は作曲家としての自分と作詞家としての自分の棲み分けが微妙であったが、現在は作曲作業とは別に作詞するという作業があることに神聖さと喜びを感じていると述べている:10。

#### 音楽ルーツ
幅広いジャンルの音楽やミュージシャンの影響を洋邦や年代を問わず受けている。10代のころから広範な洋楽を聴き、桑田自身が言うには「咀嚼じゃなく丸呑み」するように吸収してきた。学生時代に影響を受けたアーティストは、ビートルズ、ローリング・ストーンズ、エリック・クラプトン、デヴィッド・ボウイ、リトル・フィート、ボブ・ディラン、ニール・ヤング、レイ・チャールズ、スティーヴィー・ワンダー、レオン・ラッセルなどがいる。また、サザンとしてのデビュー後も、ビリー・ジョエルやレディオヘッドなど様々なアーティストから影響を受けた。特にビートルズから受けた影響は大きく、姉やピアノを弾いてハモり方を桑田に教えた友人の影響もあり、高校一年の頃には全ての楽曲を覚えていたという。サザン名義の「Young Love（青春の終わりに）」や、ソロ名義の「踊ろよベイビー1962」「本当は怖い愛とロマンス」など、ビートルズを意識した楽曲も制作している:180。また、奇しくもジョージ・ハリスンが死去した日に開催された『Act Against AIDS 2001 桑田佳祐 plays "The Beatles" クワガタムシ対カブトムシ』の中で「音楽を教えてもらったのはビートルズでした。僕が今日ここ（パシフィコ横浜 国立大ホール）にいられるのも、ビートルズのおかげなんです」といった発言をしている。自著では、種々の音楽をビートルズを基準に聴いていると述べており、ビートルズは「人生の道標」としている。メディアなどではジョン・レノンからの影響を受けた側面が語られる頻度が多いが、実際はポール・マッカートニーから受けた影響も大きく、桑田は「ビートルズは本当はポールが一番好き」「ポール・マッカートニー派」といった旨を度々語っている。無人島に1枚だけアルバムを持っていくとしたらポールの『マッカートニー』であるといい、中でも「ジャンク」と「恋することのもどかしさ」が好きである。また、ポールの「ラム」が世界で1番好きなアルバムとも語っている。亀田誠治は桑田の音楽性について「桑田さんの中にはジョン・レノンとポール・マッカートニーの両方が存在してる気がするんですよ」「いわゆるジョンのディープな精神性と、ポールのポップな音楽性。その両方が絶妙にブレンドされてる」と指摘している。また、このころの桑田は『TBS歌のグランプリ』などの1960年代当時の流行の歌謡番組も欠かさず観ており、美空ひばり、石原裕次郎、欧陽菲菲、辺見マリの楽曲を全部知っていたというほど歌謡曲にも熱中していたが、それを本人が言うには「馬鹿だったから」という理由により当時は周囲に言えなかったことを明かしており、自身が年齢や音楽的なキャリアを重ねたことで「だから今はもう自信を持ってね、歌手として日本人として声を大にして歌謡曲のファン、申し子であることをカミングアウトできるんです（笑）」という心境に至ったことを2007年のインタビューで語っている。2019年にリリースされたBlu-rayボックス『平成三十年度! 第三回ひとり紅白歌合戦 三部作コンプリートBOX大衆音楽クロニクル』の特典のブックレットのインタビューでは「日本の歌謡曲は実に偉大じゃないかと。誇るべきものであって、決して侮れないし、これからもう一度学ぶべきじゃないかって。かつての昭和40年代、50年代、遡って昭和30年代もそうですけど、その時代の歌謡曲や演歌を集めて聴き始めた時に、全部が自分の身体に沁み込んでいる、血肉になっているじゃないかと。まあ、歳をとればとるほど（笑）気付かされるんです」と語っている。また、吉田拓郎、加山雄三、筒美京平、すぎやまこういち、宮川泰の作品やフィラデルフィアポップスにも影響を受け、それらは後の演奏や作曲などの音楽活動の下地になっている。特に吉田拓郎から受けた影響は大きく、桑田が作曲を始めた動機は1972年に富士フイルムのCMソングとして使用されていた「HAVE A NICE DAY」を聴いたことによるものだった。また、桑田は「拓郎さん目標に、憧れて音楽やってきた人、私もそうですけど、いっぱいいます」「おとこ気とかカリスマ性という感じの人じゃなくて、もっと細い、甘酸っぱい、手の届きそうな、頼りになる兄貴のような人物でして。拓郎さん、私もファンでございます。（中略）私は高校1年の時ですよ、『元気です。』『人間なんて』…その風を真正面に受けて、夢を見せてもらいました」などとも述べている。加山雄三は桑田の楽曲に自身からの影響を感じ「似てるな?」と指摘したことがあり、これに対して桑田は素直に「マネしてます」と答えたため、「それで良いんだよ」と進言している。また、桑田はすぎやまこういちの才能や人柄への敬意や思い入れの深さを度々語っており、すぎやまがパーソナリティを務めたラジオ番組を愛聴していたほか、すぎやまが作曲した「君だけに愛を」「学生街の喫茶店」「恋のフーガ」「銀河のロマンス」を『ひとり紅白歌合戦』でカバーしている。特に「学生街の喫茶店」に関しては「ものの見事に完成されたプログレッシブ・ロックなんだよね」と高く評価する発言をしている。また、文部省唱歌、沖縄音楽などの影響も受けており、度々そのイメージを楽曲に取り入れている。先述の通り1990年代後半にはレディオヘッドに傾倒し「01MESSENGER 〜電子狂の詩〜」「世界の屋根を撃つ雨のリズム」などの当時のサザンの楽曲に影響を与えている。ほかにも尾崎紀世彦、内山田洋とクール・ファイブ、ザ・ピーナッツ:206、ハナ肇とクレージーキャッツ:329、宇崎竜童、藤圭子、浅川マキ、弘田三枝子、中島みゆき、坂本九、森繁久彌、加藤登紀子、小林万里子、岡林信康、野坂昭如、早川義夫などのミュージシャンにも影響を受けた。このように様々なミュージシャンからの影響や要素を音楽性に取り入れていくことについて桑田はインタビューの中で「模倣とか妄想とか。この喋り方だって、誰かを真似しているわけだしね。それは最近、しょうがないと思って。オリジナリティってないんですよね、自分のなかに」「自分らしさを訴えていくのは苦しい。好きな人がいっぱいいるというのが幸せ」といった旨を語っている。また、桑田は多くの同世代や若手のシンガーやミュージシャンの才能や歌唱力を分け隔てなく認めている。さらに彼らからも桑田の才能や歌唱力が熱くリスペクトされており、その人望の厚さゆえに交友関係は非常に幅広い。
国民の生活に寄り添う内容となっている「現代人諸君!!」のような楽曲が存在するほか、いじめや差別などを「飛べないモスキート (MOSQUITO)」「どん底のブルース」の歌詞のテーマにしたり:57,58、北朝鮮による日本人拉致問題の解決を求めてソロ名義の「漫画ドリーム07」やサザン名義の「Missing Persons」などを制作したり、新疆ウイグル自治区騒乱といった事件を「漫画ドリーム09」の歌詞のテーマにするなど重大な人権問題の被害者の心情に寄り添う楽曲も発表している。また、拉致問題、ミサイル発射実験、核問題や主体思想といった北朝鮮の諸問題への批判をビートルズの「サン・キング」に乗せて歌う、ボブ・ディランの「風に吹かれて」を意訳して歌う、米軍基地問題について「どん底のブルース」の歌詞のテーマにする、自身がレコーディングに使用している青山ビクタースタジオに近い明治神宮外苑の再開発計画に対する問題提起を歌った「Relay〜杜の詩」をサザンの楽曲として発表するなど時事問題を歌にすることがある。このように社会を風刺したり世相を憂う趣旨の楽曲も多数存在するが、特別な意図を持って制作していたわけではなかった旨がインタビューで語られており、桑田は「正直、そこまで社会に対して問題意識を抱いていたわけじゃなかった」「ジャーナリスティックな視点でロックやポップスを描くようなトレンドがあって、自分もそこに乗っかっていた」、ビクターのスタッフは「桑田さんは、ミュージシャンである前に一人の日本人だということを昔からよく言っていたので、今の日本の置かれている状況を感じ取って、特別に意図的ではなく、自然な感じで作っていると思うんですよね。桑田さんはあくまで音楽の表現者であり、世の中に対して直接政治的な動きは全くしないでしょうから」という見解を示している。実際に桑田が公の場所で歌以外の手段を使って政治的な言動を行うことは非常に稀であり、先述のビクターのスタッフは「一人の日本人としての責任や自覚をしっかり持っているということだと思います」と評している。これについて桑田は2015年にSWITCHのインタビューで「そもそも風刺というのは人を過剰に傷つけるものではあってはならないと思うんです」「僕は何かのデモや運動の先頭に立って旗を振りたいわけじゃない。ただ、それでもおかしいことはおかしいと思うものだし、たまたまそれがきっかけで音楽が生まれたのなら、それを歌えない空気も、そこで歌えない自分も僕は嫌なんです」と語っている。また、明治時代に流行した「オッペケペー節」については強烈に世相を皮肉ったものであり、このような反骨精神や滑稽と風刺の精神が肝心であるといい、闇雲に正義を振りかざせばいいわけではない趣旨を述べている。2021年にYahoo! JAPANのインタビューを受けた際には風刺をする上での『似合う』/『似合わない』や、ビートたけしと明石家さんまを比較した上での芸風やキャラクターによる政治的な発言の『向き』/『不向き』、直接的な政治批判を否定的に捉え、ボブ・ディランの「風に吹かれて」の示唆的な表現を評価した上での『上手い』/『下手』といった分析を行っている。反戦や平和への願いを込め、戦時中の兵隊の苦悩や戦死者や遺族などへの思いを馳せた楽曲も存在している。桑田は「歌を歌うこともある意味語り部のようだと思う」と語ったことがある。桑田の反戦を訴える姿勢は祖母や満州からの引揚者だった父の影響によるものである。桑田は「戦争なんて悲惨なことはもう二度とやるもんじゃないというのは、ともかく親父から刷り込まれました」と語っている。こうした思いおよび風刺や反戦をテーマとした楽曲の歌詞やステージでの演出意図がうまく伝わりきらなかったり、桑田自身の意図に反する形で特定の思想を持つ人物・団体・メディア・国家に歌詞やパフォーマンスが政治利用されたり、左翼的な思想の持ち主であると誤解されてしまったり、日の丸の掲揚に関連する間違った内容のエピソードや先述した出自や思想に関する間違った内容の情報などのように、本来伝えたかった意図とは真逆の解釈のデマが流れたことがあるが、これについて桑田は「一部だけ切り取られて、まったく別の意味に受け取られるのは残念だなと。希望とか友好とか、前向きな思いが聴き手に残ってほしい」と語っている。
ベース、ドラム、ピアノ、キーボードなどバンドで必要な楽器は、一般に披露することは滅多にないが、一通り演奏できる。ごく一部のソロ作品のレコーディングでは桑田が全ての楽器のパートを担当した楽曲もある。特にベースを弾くことについてはかなり細部までこだわりがあることが語られており、原由子に提供した「夢をアリガトウ」のレコーディング風景にスポットを当てた『桑田佳祐の音楽寅さん 〜MUSIC TIGER〜』2009年7月19日放送分第12回 「夢のような企画」では、自分が納得するまで余念なくベースのフレーズを追求し弾き続ける桑田の姿が放送された。スライドギターのボトルネック奏法によるソロプレイをレコーディングやライブで度々行っている:87。
視聴者や観客を冗談や物真似および扮装で笑わせることを重要視している。また、自身のことやこれまでの音楽活動を自虐的に語り、制作した楽曲やアルバムの反省点を述べたり、過去の言動やパフォーマンスに行き過ぎた部分があった場合には自らの非を認めることもある。音楽活動の中で一番好きなのはライブのメンバー紹介で、あの時間だけは永遠に失いたくないと語っているが、一方、音楽活動の中で一番苦手なのはライブであり、ライブという団体競技が性分に合わないことや段取りの大変さ、体調に対する心配などを述べている。
カバーしたい楽曲はあると桑田は公言しており、自身の冠番組『桑田佳祐のやさしい夜遊び』『桑田佳祐の音楽寅さん 〜MUSIC TIGER〜』やライブ『ひとり紅白歌合戦』にてジャンルやキャリアを問わず洋邦幅広い楽曲のカバーを行っているが、カバーアルバムは制作しないとコメントしている。一方で『ひとり紅白歌合戦』『THE ROOTS 〜偉大なる歌謡曲に感謝〜』のようにカバー曲をメインとした映像作品は存在している。また、藤代冥砂から「消えゆく日本の古い歌、民謡などを桑田さんの声でカバーアルバムとして後世に残してほしいのですが、実現の可能性は?」と質問された際には、「いいですねェ」と前向きな反応を示し、企画が実現する可能性を「期待を込めて70パーセントぐらいでしょうか?」と肯定的に述べていた。
自身が制作した楽曲の中で好きな楽曲は「あなただけを 〜Summer Heartbreak〜」「SEA SIDE WOMAN BLUES」「イエローマン 〜星の王子様〜」「女神達への情歌 (報道されないY型の彼方へ)」「ゆけ!!力道山」「悲しみはブギの彼方に」「 (The Return of) 01MESSENGER 〜電子狂の詩〜 <Album Version>」「100万年の幸せ!!」と語っている。また、桑田が考える日本の三大名曲として植木等の「ハイそれまでョ」、笠置シヅ子の「買物ブギー」、藤本二三吉の「祇園小唄」を、世界で一番好きな楽曲としてミーナ・マッツィーニの「砂に消えた涙」やヒデとロザンナの「愛の奇跡」を挙げている。愛唱歌としてビートルズの「イン・マイ・ライフ」を挙げており、先述した通り、無人島に1枚だけアルバムを持っていくとしたらポール・マッカートニーの『マッカートニー』であるといい、中でも「ジャンク」と「恋することのもどかしさ」が好きである。

### 思想・哲学
桑田は生まれ育った日本及び茅ヶ崎への強い愛情や世界平和を希求する思いを持っており、2000年にサザンとして行った『茅ヶ崎ライブ』では「茅ヶ崎に生まれて良かったです!!」と感謝の言葉を述べ、東日本大震災発生から一週間後に放送された自身のラジオ番組『桑田佳祐のやさしい夜遊び』では「日本の国民のみなさんは素敵で優しい人たちだと思う。この国に生まれて良かったなと思います」と発言し、2014年秋に紫綬褒章を受章することが報じられた際には「日本が、そして世界が平和でありますように」とコメントした。さらに、平和や日本的なものという広い意味で「”和”という言葉が好き」といった発言も行っている。また、「平和の街」や「東京VICTORY」「歌えニッポンの空」「神様からの贈り物」のようにそういったテーマの楽曲を制作する他、「蛍」及び「鬼灯」のように戦死者や遺族の心情に寄り添う楽曲や、「漫画ドリーム」などのように現実に起こっている問題をテーマに歌ったり、同楽曲の替え歌で北朝鮮による拉致やウイグルの事件などの人権問題の啓発を行い、被害者の心情に寄り添う側面も存在し、国民の心情や生活に寄り添い、日本人としてのアイデンティティを語り:52、古より伝わる日本語や日本の文化を大切にし、国旗日の丸の掲揚や国歌「君が代」の歌唱を行う、日本や日本人及び日本の文化の将来への強い危機感から独自の鎖国論を唱えるといった側面が存在するなど、その意思を表す言動や行動を度々行っている。こうした側面の一部分しか知らない者から批判や誤解を受けることもあるが、桑田は「大衆音楽というか大衆芸能というか、そういうことを生業（なりわい）にしていると誤解と曲解とか、そこはさけて通れないし、我々は腹を決めなければいけないし、覚悟していますよ」と述べて割り切っており、自身の思想についても「僕には何か特定の主義もなければ思想もありませんし、右でも左でもリベラリストでもなけりゃ、聖人君子でも何でもない」と説明している。桑田が持っている日本への強い愛情については内村光良（ウッチャンナンチャン）が2025年に「新作（サザンオールスターズの16作目のオリジナル・アルバムとして発表された『THANK YOU SO MUCH』）を聴いてまず感じたのは、桑田さんはこの国のことが大好きなんだなと。年を重ねられて思うことがあるのかなと思いましたし、（日本人形を登場させた）ジャケットも含めて、ニッポンということを感じました」と語っている。また、勝谷誠彦も生前に桑田の思想・哲学について「桑田佳祐は右でも左でもない。アナキストなのだ。ただし、愛国者であるなとは、私はときどき感じるのである」と分析している。
世界平和を希求する発言をしている一方で、日本人の従順さや平和な状況を甘んじて受けながら戦争や平和、安全保障などの現実に対して見て見ぬ振りをする所謂平和ボケをしている自分たちを戒める発言も行っており、「真夜中のダンディー」「漫画ドリーム」「貧乏ブルース」「汚れた台所」「ROCK AND ROLL HERO」「現代人諸君!!」「いいひと 〜Do you wanna be loved?〜」のようにそうした自戒の念や政治への風刺、マスコミおよびメディアへの批判などを歌詞に込めた楽曲や先述したいじめや差別、北朝鮮による拉致やウイグルの事件など人権問題をテーマにした楽曲も存在している:57,58。中野富士見中学いじめ自殺事件で亡くなった男子中学生がサザンのファンであったことが報じられており、この事件に心を痛めていた桑田は当時の墓前に花を供えた。桑田は日本社会の風潮について、文藝春秋（2018年10月号）のロングインタビューの中で「決して何かが解決したわけじゃないのに、なんとなくタブーみたいにして、そっと触らず済ませてしまおうということって多いように思います。それで、ちゃんと見つめてこなかったツケが、東日本大震災のときにまた噴き出してきた気もする」「政治のゴタゴタなんかも含めて、そういうことを言い募ったりすると、ましてや表現の中に織り込んだりすれば、『なんかちょっと変わってるね』『そういうの、あんまり面白くないからさ』と言われがちですが、そうやって未解決のものを積み上げてきてしまったことが、日本の最も弱い部分になってしまっているのでは?」と指摘し、向き合うべき深刻な問題を議論の俎上に載せることを避け、その場しのぎで見て見ぬ振りをしてやり過ごすことを危惧する発言を行っている。また、広島県および長崎県に投下された原爆に関して桑田は「人類史上最悪の不条理」と表現している。「ROCK AND ROLL HERO」のようにアメリカの功罪に触れた楽曲や、先述した「蛍」及び「鬼灯」のように戦死者や遺族の心情に寄り添う楽曲も存在するほか、激動の時代を生き抜いた先人への感謝の念も述べている。それが故に映画版『永遠の0』や三代目 桂春蝶の新作落語『明日ある君へ ～知覧特攻物語～』の内容に共感する側面も存在する。音楽ライターの兵庫慎司は桑田のことを「基本的に、民主主義と平和と自由を愛し、権力やファシズムを嫌う、すこぶる“ロックなミュージシャン“である」と評している。
2014年秋に紫綬褒章を受章した際に皇居で拝謁した経験がある上皇・明仁や皇室に対する尊敬の念があることを述べている。また、伝達式の翌日に放送された『桑田佳祐のやさしい夜遊び』では拝謁した際の気持ちを「天皇陛下がお出ましになって、凄いねぇ、涙が出た」と語り、敬意と感謝の念を込めている。その為、同年の年越しライブでの騒動については、後に自らの非を素直に認めて謝罪をしている。なお、皇室関係者では天皇・徳仁がサザンの楽曲を好んでいることが理髪を担当していた人物の証言によって明かされている。また、旧皇族の竹田家（旧：竹田宮家）出身である政治評論家の竹田恒泰はライブに訪れるほどの桑田のファンである旨を自ら公言している。
1993年に開催された泉谷しげるの奥尻島救済コンサートおよびAct Against AIDS '93に参加して以来、チャリティー活動にも熱心に取り組んでいる。特にAct Against AIDSではエイズに対する正しい知識を広めるため、桑田佳祐&Mr.Childrenの作品として発表された「奇跡の地球」の収益の全額（約2.4億円）をエイズ対策に使用し、それ以降もコンサート活動やグッズ販売およびそこから得た利益を啓発パンフレットやポスターの制作、教育機関や保健所への発送に充てるなど役割を果たし終えるまで活動に貢献し続けた。事実上最後の参加となった2018年の『Act Against AIDS 2018 平成三十年度! 第三回ひとり紅白歌合戦』ではアンコールの際に原由子から「長い間お疲れさまでした」と花束を贈られている。桑田は25年に及ぶAct Against AIDSでの活動について「当時（1993年）はエイズについての理解も、感染や予防についての情報も、きちんと浸透していなかった。それを少しずつ知っていく過程は"差別"や"偏見"という言葉の意味を、あらためて理解するという点においても、とても良い機会となりました」と振り返っている。また、治療法の進歩による死亡率の激減や正しい知識の浸透により2020年にAct Against AIDSの活動が終了したことについては「今日、治療が飛躍的な進歩を遂げたこともまた、急激な時代の変容のひとつだったといえます。活動当初は想像もしなかった画期的な展開でした（中略）『ひとり紅白』のナレーションでもお話しした通り、AAAの活動の根底には"人の弱さに寄り添う"というテーマがありました」と語っている。また、楽曲やライブの収益を被災地へ寄付するなど、東日本大震災を含む様々な災害の復興支援活動を熱心に行っており、チーム・アミューズ!!名義のチャリティー・シングル「Let's try again」のリリースに際して発表されたコメントでは、犠牲者への追悼の言葉、被災者やその家族へのお見舞いおよび現場で命がけで救援、支援活動を行っている者への激励の言葉を述べている他、同じく2011年にリリースされた「明日へのマーチ」では歌詞の「願うは遠くで生きる人の幸せ」という部分を「願うは東北で生きる人の幸せ」と聴こえるように歌っている。それ以降も自然災害の被災者へのお見舞いの言葉をライブのMCや替え歌で発信し「元気にいこうぜ!!アナタもアタシもこの国も」というメッセージを送ったりするなど、国民の生活に寄り添う発言を度々行っている。
違法薬物の存在や薬物乱用については批判的な立場で「ドラッグに頼ればいい音楽をつくれるわけでもありませんしね」「（酒席でドラッグの使用を勧められた過去や、時間にルーズ・演奏中に高熱を出すといった薬物使用者の症状を語った上で）そんな風にはなりたくないなと思ったんですよね」「そっちの方向に流されなかったのは、運が良かったのかもね」と語っており、薬物の所持などで逮捕された元サザンメンバーの大森隆志を『桑田佳祐のやさしい夜遊び』で叱責したこともある。

#### 語録
先述の通り桑田は生まれ育った茅ヶ崎市への強い愛情を持っており、2006年に『ap bank fes '06』に出演した際には「自分の中だけの原風景があるんです。それが『ふるさと』でね。僕のふるさとは茅ヶ崎なんですよ。そこの沼や池の匂い、そして街の肌触りとか、母のぬくもりがずっと心の中に残り続けていて。そういう母性や匂いを作品にしていくこととか、そういう気持ちがエコロジーなんだと思うんです」という思いを語り、実際に2007年には茅ヶ崎での少年時代の思い出を歌ったソロ名義の楽曲「MY LITTLE HOMETOWN」が発表された。また、同様に茅ヶ崎での少年時代をテーマにし2023年にサザンの楽曲として発表された「歌えニッポンの空」は『茅ヶ崎ライブ2023』のテーマソングになり、実際のライブでも「ここ（茅ヶ崎市）で生まれて良かったという実に他愛もない新曲を歌わせてください」とMCで語った上で歌唱している。同曲を作詞する上での思いは強く、桑田は「歌詞を作ってる中で、日本人だったら自分の故郷とかね、離れた場所を思うとか、こう気にかけるってことがあると思うんですよね。特に今こう色々、日本中が過疎化してる。で、過疎化して地方から若者が外に出ていく。地方に仕事がないということがずいぶん多いと思うんですけど。そういうことをまあ、多少こう気に留めつつの『故郷』（というフレーズ）なんですけど」「正直やっぱり茅ヶ崎ライブでこの曲を歌っているってことを想定してましたけど、もっと茅ヶ崎だけじゃなくてなんか国民それぞれの『我が家』とか『故郷』という意味でね、そっち（のニュアンス）にちょっと振ったんですけどね」とレコーディング時に語っている。
桑田は国旗日の丸の掲揚に肯定的であり、自身のソロライブ『宮城ライブ 〜明日へのマーチ!!〜』『I LOVE YOU -now & forever-』では「月光の聖者達」を歌唱した際にバックモニターに掲揚された他、サザンの楽曲「東京VICTORY」の歌詞にも「Rising sun」という言葉を用いてモチーフに取り入れられた。後者の理由については「戦場にもっていくとか、Show the flagじゃなくて（中略）スポーツとか音楽とか映画とか文化的なもので日本の国旗がたなびく感じ」「”金メダルを獲りました! “とか”頑張れ～!“的な、そんなイメージもあるんですよね」と説明している。「東京VICTORY」のタイトルに「東京」を冠したことについては日本の象徴や「母国」「祖国」といった意味合いがあることを語っている。こういったことから同楽曲のタイトルと歌詞に対して日経エンタテインメント!（2018年9月号）では「桑田の日本に対する強い愛情がにじみ出た」と高く評価された。また、桑田は発売時のインタビューで「タイトルは東京ですけど、それぞれ自分の故郷を大切にしようと思っていただけたら」「これからはちゃんと地方のことも考えていかないとダメな時代なんだろうな」といった全国のファンの心情に寄り添った発言も行っている。
日本の音楽シーンで長く活躍していることについて桑田は「好きな音楽を（2010年の時点で）32年間続けてこれたのは自分の才能とかじゃなく、スタッフやファンのお陰である」「自分は優秀なミュージシャンじゃない。（ファンやリスナーは）自分の手癖を愛してくださってるんじゃないかな」と語っており、福山雅治や平井堅がこのことを証言している。また、ドラマ『Sweet Season』（TBSテレビ）の内容に合わせて「LOVE AFFAIR 〜秘密のデート」の歌詞を書き下ろす際の打ち合わせで「僕は（音楽の）天才じゃないから、ただ（音楽が好きだから）人の三倍は努力するけどね」と発言した逸話も残っている。オファーしたプロデューサーの貴島誠一郎は桑田の姿勢を「桑田さんは努力する才能がある『努力の天才』なのかもしれませんが、そういう意味では『桑田佳祐は長嶋茂雄と同じだ』と思いました」と高く評価した。
2005年にサザン名義で発表したインストゥルメンタルの楽曲「キラーストリート」のことを「もしかしたら音楽の神様がこの曲を私に与えてくれたのかもしれない」と語ったり、2008年に日産スタジアムで開催されたサザンのライブ『真夏の大感謝祭』のMCで「音楽の神様に乾杯!!」「音楽の神様が皆さんに微笑んでくれますように心から祈っています」と観客やファンおよび関係者に向けて叫ぶなど、「音楽の神様」という言葉を度々好んで使う。その一方で無神論者である旨を語ったこともある。
40歳のころに「他者との比較ではなく自分のなかで一番信じられる才能は?」との問いに「17歳のころの感性をいまだに信じられるところ」と答えた。太田光（爆笑問題）はこのエピソードを気に入っており、著書『違和感』で話題に挙げている。
座右の銘として「また逢う日まで」を挙げており、「『こんにちは』でも『さよなら』でもない、けっして重くも軽くもなく、人に対してこんなに気遣い溢れる、さりげない思いやりの言葉、美しい響き」と語っている。また、植木等の「だまって俺について来い」の一節「そのうちなんとかなるだろう」も座右の銘として挙げている。
桑田はサザンを解散させず長く続けている理由として「絶対、サザンオールスターズは解散しません。だってさぁ… もったいないじゃん!」と語っており、2005年に開催した全国ツアー『みんなが好きです!』の東京ドーム公演のMCではサザンの活動について「これからもゆっくり、命ある限り続きますんでよろしくお願いします」と発言している。
ファンや観客への呼びかけとして『宮城ライブ 〜明日へのマーチ!!〜』の終盤のMCで「諦めないで 何事も 無理しないで 何もかも 人生を楽しんでください」と発言したほか、近年のライブではエンディングで「みんな死ぬなよ!」「頑張ろうな!」と叫びエールを贈ることが多くなった。
愛妻家として知られており、自身のラジオで「女の人の意見とかね、女の人の顔色うかがうっていうのは、これ基本ですね。生きる上で」といった発言をしている。2010年夏の食道がんの早期発見は、妻の原や幼なじみの医療関係者などを始めとした周囲の行動の結果であることが語られている。そのため桑田は病状の発覚直後に出演した自身のラジオ番組で「今後は原由子には頭が上がらないでしょう」と感謝の念を発言した。
作詞家としての秋元康の才能を認めており、秋元が作詞した楽曲を『桑田佳祐のやさしい夜遊び』でかけた際には「秋元さん弟子にしてください、稼ぎたい!」「（秋元が）『ザ・ベストテン』で構成作家していた頃に、（桑田が）アルバムを何枚も渡したじゃないか。仕事回してくれよ!」などとジョークを述べたこともある。
1981年にアンネット『アンネシャンテS』のCMに出演。椅子に座った桑田が「僕は男にも生理日があるべきだと思います。ああ、偉大なる女性に感謝」などと語る内容が女性層からの絶大な支持を受けた。当初は5月に2週間だけ放映する予定だったが、再放映を希望する声がアンネ本社に殺到し、「アンコール・キャンペーン」を張る女性誌まで現れ、同年8月から10月まで再放映された。当時男性が女性用生理用品のCMに出演するのは前代未聞の快挙であった。
2013年のサザンの活動の中で映画版『永遠の0』の主題歌のオファーを受けた際に製作途中の映画を観賞し、本人が言うには「手ぬぐいがビショビショになるほど」涙を流し、親しい関係者に「今年No.1の映画になるのではないか」と話し、「蛍」を書き下ろし提供した。桑田は情報の解禁に伴い発表されたコメントにおいて「『家族のために必ず生きて帰る。それこそが愛ではないか。』そう信じ、『待っている人がいる』ことそのものが生きる力となり、生きる原動力となっている。現代を生きる私たちにも通ずる、そんな主人公・宮部久蔵の姿に非常に大きな感動をいただきました」と述べた。同曲は『永遠の0』の原作者の百田尚樹から自身のTwitterで「胸に染みいるような素晴らしい歌」と評価されているほか、サザンファンを公言している政治家の北村晴男や山田宏からも高く評価されている。特に北村はサザンファンであるがゆえに、自身の葬儀では「蛍」を含めたサザンの楽曲をメドレー形式でかけることを希望している。
玉井詩織（ももいろクローバーZ）は自身の名前の由来がサザンの「栞のテーマ」から来ていることを桑田に直接伝えた。桑田はそれを受けて「（僕が）名付け親みたいなもんですね」と自慢し、笑いを誘った。
オカマのことを「男と女のハーフだからニューハーフだね」と、1980年〜1981年ごろに大阪のラジオ番組で「Bettyのマヨネーズ」（パブ）のママに名付けた。「ニューハーフ」という言葉を世間に広めたのは桑田だと言われることも多いが、厳密に言えば当時の桑田がノリで発した言葉をメディアや世間が転用して使うようになっていった側面も強いため、桑田本人は「自分が広めたわけではない」という旨の発言を度々行っている。

### エピソード

#### 主な別名・変名
桑田特有の遊び心・おふざけは数多くの変名にも反映されている。代表的な例は以下の通り。
- 嘉門 雄三 - かもん ゆうぞうと読む。由来は英語の「COME ON（カモン）」と、桑田と同郷で敬愛する加山雄三から。1981年のライブ「嘉門雄三 & VICTOR WHEELS LIVE!」などで使用した。嘉門の名前は後に元落語家でシンガーソングライターの鳥飼達夫に譲っており、鳥飼は現在も芸名を嘉門タツオと名乗っている[338]。
- 桑竹 居助 - くわたけ いすけと読む。名前の区切りを変えたぎなた読み。漢字は当て字である[339]。1988年のRCサクセションのアルバム『COVERS』の収録曲「バラバラ」「サン・トワ・マミー」や1995年の世良公則のアルバム『Do (動)』の収録曲「あと2分の永遠」「PASSION」など、親交のあるミュージシャンのアルバムにゲスト参加した際などに使用した[339]。
- JOHN PAUL MacLENNON - ジョン・ポール・マッカレノンと読む。名前の由来はビートルズのメンバーのジョン・レノンとポール・マッカートニーを足して割ったものである。1988年の泉谷しげるのアルバム『吠えるバラッド』の収録曲「果てしなき欲望」にスライドギター奏者として参加した際に使用した[337][340]。
- 夷撫 悶汰 - いヴ もんたと読む。名前の由来はフランスの俳優イヴ・モンタンより[341]。1996年のAct Against AIDSライブ『夷撫悶汰レイト・ショー』で使用した[342][337]。
- 古賀 紅太 - こが こうたと読む[343]。名前の由来は桑田がCMソングを担当した「コカ・コーラ」のもじり[337]。2001年、シングル「波乗りジョニー」のMVなどで使用した[344][337]。
- 波乗亭 米祐 - なみのりてい べいすけと読む[345]。2016年および2017年に落語を披露した際に使用した。初出はNHK『SONGS』2016年12月1日放送分[346][345][347]。
- 稲川ジェーン・フジオカ - 名前の由来は怪談の語り手の稲川淳二、桑田が監督を担当した映画『稲村ジェーン』、ディーン・フジオカの3種類を組み合わせたものである[239]。2017年のLIVE TOUR 2017『がらくた』のツアー本編で映し出された映像で使用した[239]。
- 紫苑 小煉 - しおん こねりと読む。名前の由来は俳優のショーン・コネリーより。他の歌手に楽曲提供する際に使用する予定のペンネームであるが、現時点では実現には至っていない。この名前はグレタ・ガルボをもじったペンネームである呉田軽穂を松任谷由実が使用していることがヒントになっている[348]。

#### ラジオ・パーソナリティとして
ラジオ・パーソナリティとしての評価も高く、特に『桑田佳祐のやさしい夜遊び』では自然体なトークや、楽曲制作の裏話、生歌などを繰り広げている。同番組では度々ユニークな名言及びいわゆる迷言を発しており、先述した思想や語録の一部は番組の中で発せられたものも含まれている。桑田は本番前からメモ書きなどの用意周到な準備を綿密に行い、アドリブでのトークを時間内に終わらせるように気を配っている。また、ラジオでのトークに関して『オールナイトニッポン』については「気さくな兄貴風の語り口で人気を集めた」と後年に評され、『やさしい夜遊び』については「噺家のような桑田節で、放送コードギリギリのワードを巧みに操り番組を盛り上げる」とPOPEYE 2020年11月号で紹介されている。
楽曲と同様にエロティックな要素のある発言も多く見受けられており、当初は言葉が出なかった時や、シリアスな生歌や話題の後に照れくさくなると放送禁止用語を唐突に発言することもしばしばあったが、現在はトークのスキルが上がったこともあり、番組内でそういった発言をする頻度は減少傾向にある。

#### 日本文化への造詣

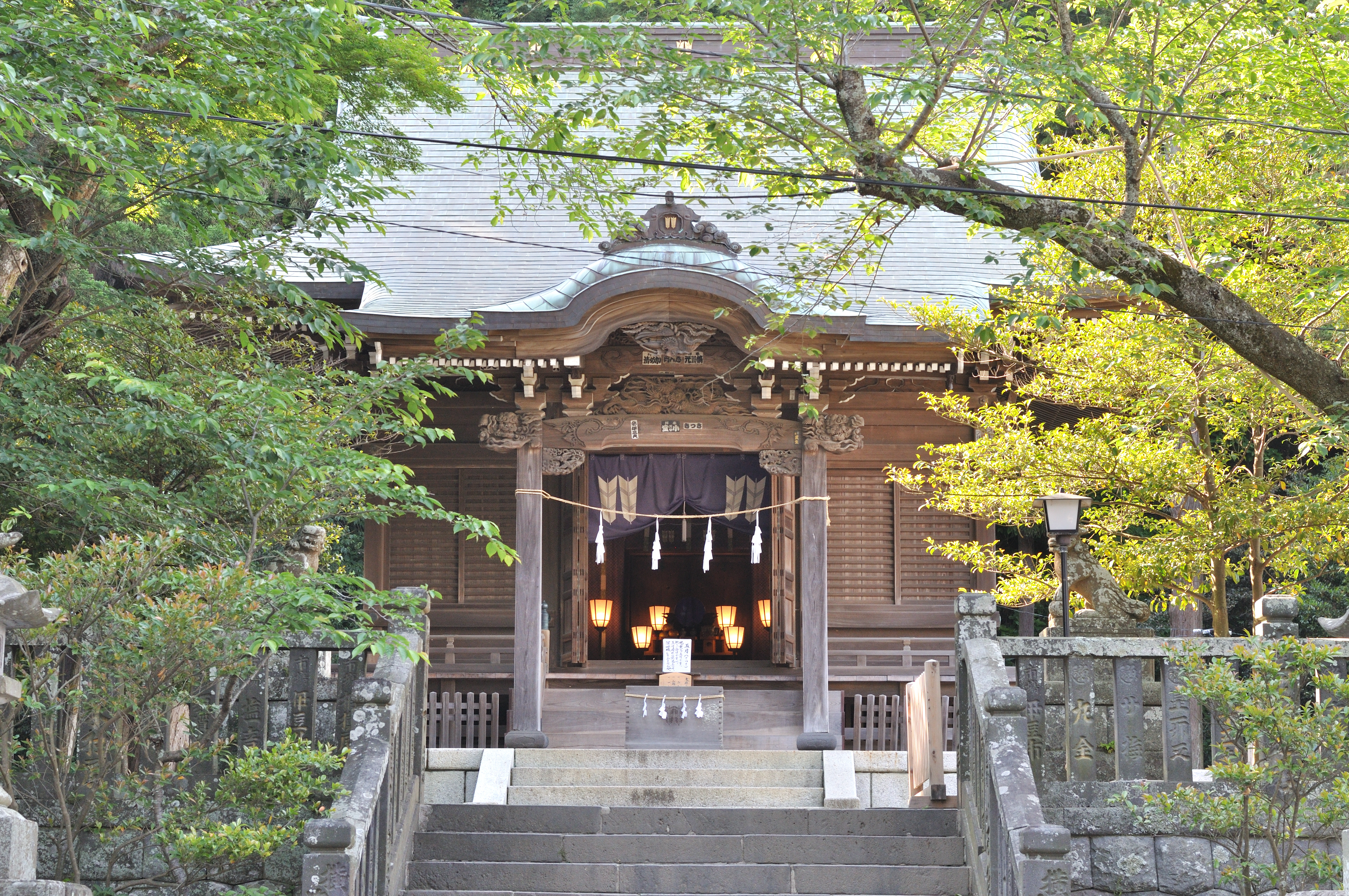
権五郎神社社殿。桑田は神社仏閣への参拝に肯定的で、ここを含む鎌倉市のエリアを気に入っており、楽曲のモチーフにすることがある。『週刊文春』2014年9月18日号でのインタビュー特集『僕はポップスとニッポンを愛す』では桑田がこの神社の社殿を訪れて、力餅屋の「権五郎力餅」を食べている写真が掲載された。

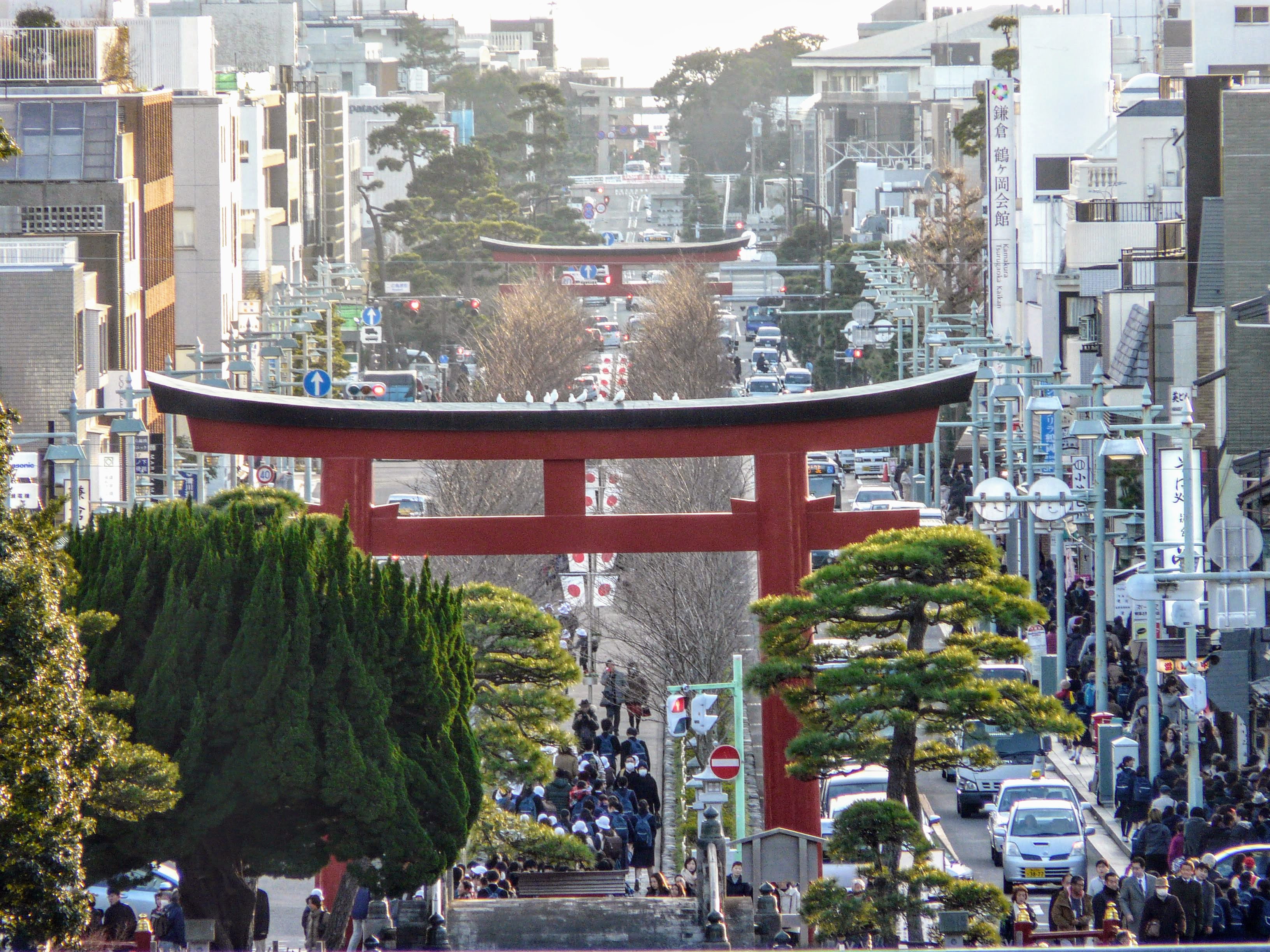
鶴岡八幡宮拝殿前の大石段から見た若宮大路の鳥居。手前から三の鳥居、二の鳥居、一の鳥居。この三つの鳥居が「通りゃんせ」の歌詞に登場する。

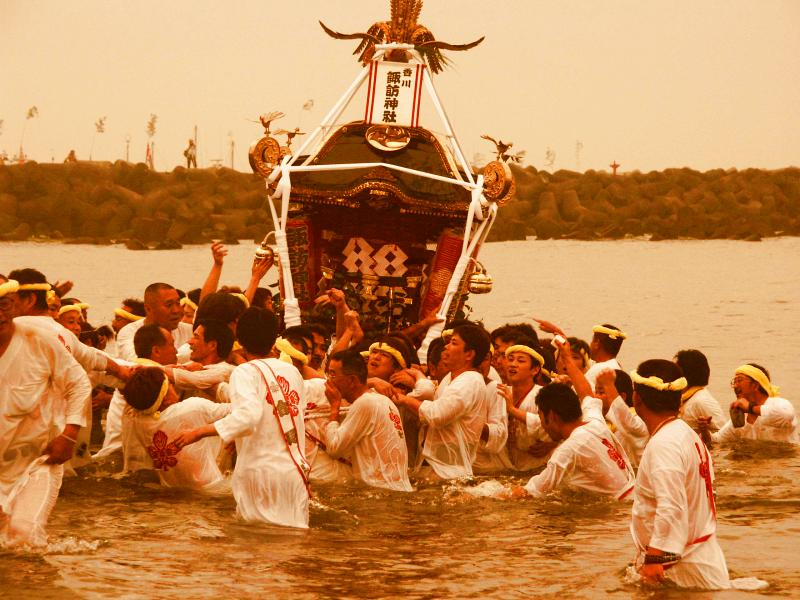
浜降祭（2003年7月）。桑田は参加経験こそないが、この浜降祭を始めとした伝統行事や神事への敬意を表しており、「MY LITTLE HOMETOWN」や「歌えニッポンの空」などの楽曲でその思いを込めている。2017年のソロライブツアー『がらくた』ではバックモニターの神輿の映像とSEに乗せて桑田も担ぐ仕草をし、会場を盛り上げた。

桑田はれっきとした日本人であり、本人の口からも「やはり僕は日本人」「僕の中にあるのは、当然、日本人の情緒そのもの」と民族的立場を語っている:214。日本文化や古典への敬意を持っており、四季折々の情景や古語・都々逸・南京玉すだれを始めとした和風要素を楽曲の歌詞やライブの演出に取り入れている。特に歌詞に対してソロの楽曲「影法師」は「トニー・ヴィスコンティ風の幻惑的なストリングス・アレンジをバックに、しかし描かれている世界は俳句のような日本的情緒を漂わせている」と高瀬康一に評価されており、1999年10月に「鎌倉薪能」を見に行って感銘を受けたことがきっかけで制作されたサザンの楽曲「通りゃんせ」は「桑田によって慎重に選ばれた日本語が 美しくも物悲しい鎌倉の四季を描いている。これを言葉の鳴りと流れを重視して力強く歌う事により、妖しさまでをも引き出している姿は圧巻である」とスタッフに評され、原由子に提供した「京都物語」は「京都に久しぶりに行ったときに日本の文化の良さを再認識して、そういうことに触発されてできた」「原さんにぴったりな楽曲」と桑田自身が制作経緯と出来栄えを簡潔に語っている。音楽プロデューサーの亀田誠治はこのような姿勢をとる桑田を「『日本人である』っていうことを最大の武器にして音楽を作られてる方だと思いますね」と評し、歌詞について「すごく日本っぽいキーワードをたくさん使ってる」「日本っていう国が持つ文化とか日本民族の歴史みたいなものを、桑田さんはごく自然に音楽の歌詞としてまとめあげてるんじゃないかっていう気がするんですね」などと高く評価している。また、DVDの冊子に越前和紙を使用したり、自ら春画風のイラストを書き下ろしてTシャツにデザインするなど、ソロ・サザンを問わずDVDやグッズなどにも日本文化や和風要素を意欲的に取り入れている。また、『桑田佳祐のやさしい夜遊び』でも日本の四季・風習や名所の魅力をリスナーから募集し、それを基に桑田が語る企画を度々実施している。
日本人が日本文化を見失ってしまうことへの強い危機感を持っており、そういった思いがあるゆえにビートルズなどの外国の文化への影響を受けている旨や日本的情緒を自身の音楽に積極的に取り入れていきたいことを語った上で「みんな日本人であることをもっと懐かしむべきだよ」と述べたり:52、サザンの11作目のオリジナル・アルバム『世に万葉の花が咲くなり』の制作の過程で『万葉集』を読み返し、日本語独特の情緒や情報量の多さに興味を覚えつつ「この言葉を我々はなくしていいのだろうか」といった危機感を持った旨を語ったりしている。2012年にベスト・アルバム『I LOVE YOU -now & forever-』の発売に伴い放送されたWOWOWでのインタビューで「今興味があるのは日本の『和』。そういったものをステージに取り入れられないかと考えているところです」と発言し、著書『やっぱり、ただの歌詩じゃねえか、こんなもん』でも「古の日本文化を、ステージなどに取り入れるのも有りだろう」と同年に開催された全国ツアーの演出案を語り:294、実際に全国ツアー『I LOVE YOU -now & forever-』でその演出が取り入れられた。また、その後もサザンの15作目のオリジナル・アルバム『葡萄』の制作経緯を「戦後70年、われわれ日本人の過去から現在、未来にいたるまでの生きざま、考え方を胸にメンバー、スタッフ一丸となって作り上げました」と簡潔にコメントしたり、2015年のサザンの全国ツアー『おいしい葡萄の旅』で百人一首80番（待賢門院堀河作）を朗読するなどの言動がみられている。なお、現在でこそ世界平和や友好を訴え、グローバルな発展などを意識したメッセージを発信しているイメージが強いが、先述した日本や日本人及び日本文化の将来への強い危機感から、独自の鎖国論を唱えた側面も存在しており、1999年発売の著書『素敵な夢を叶えましょう』の中では「日本はもう一回鎖国したほうがいいんではないかとつねづね思っててさ（中略）だから、貿易は出島だけですればいい（笑）。そうしたら、もう少し日本人の有り様、文化の中身みたいなものを考えるのではないかと。街並みなどもふくめて、とにかく我々は行政などが絡んでくると日本のいいところを捨ててしまいがちな気がするんだ」「中途半端に国際化を唱えるんであれば、いっそのこと鎖国したほうが日本人のパーソナリティには、合ってるんじゃないのかな」といった自説を語っている。
先述の通り古より伝わる日本語の大切さを説いているが故に、昨今の若者が話す言葉や日本語の乱れには憤りを感じており、若いスタッフが使っていた「ガチヤバイ」「パない」といった言葉に対して「ついていけない」「褒められているのかどうか分からない」と語ったり、「超」や「彼氏」といった音圧とイントネーション重視の言葉に対して「頭の中でビジュアルがありすぎて、そこに向けてのセンテンス作りや一風変わったイントネーション作りが上手くなり過ぎた」「言葉から波及する、もしくは寄りかかるものが希薄なのよ」という見解を語っている。また、多くの若手のシンガーやミュージシャンの才能や歌唱力を認めている一方で、「最近のJ-POPにはどうも『生きた歌詞』が少ないように思える」「昨今の若者向けポップスからは共感やリアリティを感じることが出来ない」「日本人が、日本人の為に、日本の中で日本語を用いて歌う曲の衝撃が小さくなった」という見解も示しており、自身が歌謡曲や演歌の影響を受けた旨と、日本語の歌詞を書くことに対しての強い思いをアピールし「ならば自分で書かなければならない」と語っている。ただし、この思いを真面目に語った上で「かく言う私も『ボディ・スペシャルII』で"からまって愛はFeel So Good"とか書いちゃってる張本人なので、まったくエラそうなことは言えないのだが」と自虐ネタ的なオチをつけて笑いを誘うこともある。
「声に出して歌いたい日本文学 <Medley>」の制作にあたり様々な日本文学に触れたことが、のちのオリジナル楽曲の制作に大きな影響を与えたことを述べており、同時に日本語の美しさや、ニュアンスの持たせ方、先達の表現力の豊かさに驚いた旨も述べている。また、2012年の全国ツアー『I LOVE YOU -now & forever-』で愛媛県松山市に滞在した際に道後温泉本館を訪れ、夏目漱石を偲んで作られた「坊つちやんの間」を見学した際には「現代のアートなんかでもそうだけど、相当、ぶっ飛んでるものだったんじゃないですかね、ある程度理解不能でも、民衆はそこが魅力でね、喰いついたに違いないと思うんですよ。日本人の言語感覚なり思考回路っていうか、僕は誇らしげに感じましたけどね」と発言している。音楽評論家の岩田由記夫は同楽曲に対し「『声に出して歌いたい日本文学』で彼（桑田）は己の根っこと大人になると何が大切か僕達に教えたかったのだ。これを愛国心と言う」と評価している。
俳句や短歌も好んでおり、『桑田佳祐のやさしい夜遊び』では度々句会を開催し、番組側から指定された季語で季節折々に合わせた俳句や短歌をリスナーから募集した。なお、俳人・歌人の中にも夏井いつきや俵万智のようにサザンファンであることを公言している人物が存在している。
好きな文部省唱歌として「故郷」を挙げている他、『桑田佳祐のやさしい夜遊び』2010年5月29日放送分では「民族音楽を聴こう～あなたのルーツは?～」と題した企画を実施し「炭坑節」「安里屋ユンタ」「河内のオッサンの唄」「揺籃のうた」「阿波踊り」「愛国行進曲」「津軽じょんから節」「夕焼小焼」といった日本の民謡・童謡・軍歌をオンエアしている。この回の生歌のコーナーでは先述の通り国歌「君が代」を独唱した。また、2022年の全国ツアー『お互い元気に頑張りましょう!!』では会場に合わせて各地の民謡やご当地ソングを歌うコーナーが存在した。このようなエピソードが多いことについては三橋美智也や三波春夫らが歌う歌謡曲や江利チエミが歌う「さのさ」などがテレビで流れたり、父親の鼻歌が「さのさ」や都々逸であったりと、子供時代からそういった音楽を耳にする環境にいたことが影響しており、桑田は「そうしたものが、子どものころから刷り込まれちゃっていたんじゃないですかね」「だから、僕らの年代というのは、ああいうニッポンの歌や民謡が意外とすんなり歌えるんだと思うんですよね」と語っている。先述の通りこういった楽曲を集めたカバーアルバムをリリースする案に対しては肯定的な反応を示している。
先述した「通りゃんせ」の歌詞に若宮大路の一・二・三の鳥居を登場させたり、御霊神社を散策コースとして気に入っているなど、神社仏閣への参拝に肯定的である。また、毎日仏壇や神棚に手を合わせ、両親や姉の墓参りも積極的に行っている。また、地元である茅ヶ崎では毎年夏に浜降祭が開催されており、サザン名義の「歌えニッポンの空」の歌詞のモチーフになったり、ソロ名義の「MY LITTLE HOMETOWN」で茅ヶ崎甚句の掛け声の音源をサンプリングしたり、2009年に海の家『夏倶楽部』で演奏した際はバックダンサーが法被を着用し小さな御輿を担いだり、2017年の全国ツアー『がらくた』で演奏した際はバックモニターに神輿を登場させ、ステージにいる桑田も担ぐ仕草をして会場を盛り上げるなど、伝統行事や神事への敬意を込めることがある。また、サザン名義の「I AM YOUR SINGER」のMVで桑田を始めとしたメンバーが乗っていたカートには「浜降祭」と書かれたステッカーが貼られていた。
ファッションや食の面でも日本的な要素を好んで取り入れており、病気療養を経て2010年12月31日の『第61回NHK紅白歌合戦』にビクター青山スタジオからの中継で出演し本格的に活動を再開した際には、紋付羽織袴姿で「それ行けベイビー!!」と「本当は怖い愛とロマンス」を熱唱した。ミニ・アルバム『ごはん味噌汁海苔お漬物卵焼き feat. 梅干し』を特集した『ROCKIN'ON JAPAN』2021年10月号では和室を背景に浴衣姿の桑田が表紙およびグラビアに登場した。桑田が理想とする和食のメニューとして飯、味噌汁、海苔、漬物、卵焼き、梅干しの6品を挙げている。これらは同ミニ・アルバムのタイトルやジャケットの由来にもなっている。
歌舞伎に対して興味を持っている。桑田は十八代目 中村勘三郎のファンであり、十八代目 勘三郎もサザンのファンであった。十八代目 勘三郎が特発性両側性感音難聴での療養をした際に桑田が手紙でエールを送ったことをきっかけに、双方の間では間接的な交流があった。2012年の全国ツアー『I LOVE YOU -now & forever-』ではオープニングで歌舞伎を意識した演出が取り入れられた。また、サザンファンを公言している四代目 中村梅玉とも京都で出会ったことをきっかけに意気投合し、交流がある。サザンの楽曲「恋のブギウギナイト」では歌舞伎の声ネタを意識したSEがラスサビ前の間奏で取り入れられている。
落語のファンであり、公言しているミュージシャンでは山下達郎やさだまさしと肩を並べる。桑田は落語の魅力を「人間の色気」と形容している。落語に存在する語感に親しみを持っている旨を語っており、歌詞に登場する粋な江戸言葉風のフレーズは落語からの影響が大きいのではないかといった指摘もされている。桑田が少年時代を過ごした昭和30年代から40年代は昭和落語の黄金期といわれており、さまざまなテレビ番組に出演していた落語家達は、当時の日本人には身近な存在だった。特に好きな落語家として立川談志、古今亭志ん朝、五代目 古今亭志ん生などを挙げている。特に談志への傾倒は相当なものであり、先述した『第61回NHK紅白歌合戦』に出演した際には、談志が発した「ふとした病」というフレーズを借用して自身が病気（食道癌）を乗り越えたことについて語っており、桑田を特集した「BRUTUS」2011年3月1日号では談志が出演した『落語のピン』のDVDを見ている旨を公言している。また、立川志の輔、三代目 桂春蝶、桂雀々らとの共演や交流があることが語られている。古今亭志ん朝、立川志の輔、桂吉弥、林家たい平、立川志の太郎、立川キウイ、立川志ららなどのようにサザンファンを公言している落語家も多く、特に志ん朝は自身の告別式の出棺の音楽に「栞のテーマ」が使用されたほどであった。桑田は2016年および2017年に架空の落語家『波乗亭 米祐』に扮して落語を演じた経験がある。桂雀々は桑田の落語を演じる才能を高く評価する発言をしており、『波乗亭米祐』名義で独演会を開催することや新作落語を制作することを桑田にリクエストし、「影響力のある米祐師匠ですから、もっと多くの人に落語の面白さを広めて欲しいと願います」と持ち上げている。
2017年に桂雀々の落語会にゲストで出演していたブレイク前の六代目 神田伯山による講談を見たことを自身のラジオ番組で言及し高く評価した。当時桑田は長年メールでの親交がある太田光（爆笑問題）に伯山のことを教えており、後に太田と伯山は共演する頻度が多い間柄になった。

#### ボウリングへの関心
桑田は学生時代、父に教えてもらった影響からボウリングに傾倒する。憧れていたプロボウラーとして岩上太郎を挙げており、特に学生時代は岩上のフォームの真似を教室で披露したりもしていた。プロボウラーを目指していた時期があり、マイボールを保持しアマチュア公認の試合に出場していた。大人に混じっての公式戦では優勝しトロフィーを獲得。40年以上経過した2017年には実物を発見し写真で公開した。当時は毎週4ゲームずつ投げ、平均の点数は220点ほどあった。また、ボウリング場でアルバイトをしていた経験があり、レーンにオイルを引くなどして、客が来ない早朝には練習もしていた。しかし、ボウリングのレーンの規定などが変わってからフォームが決まらず、そこでプロボウラーになることを諦め、音楽に関心が移っていった。
2016年に親交のあった矢島純一プロに還暦祝いとしてマイボールをプレゼントされて以降はボウリング熱が再燃し、週に一度スタッフと10ゲーム以上プレーしている。その実力は年を重ねても衰えず、1年後の2017年には279点という高記録を達成した。同年には自ら編集長に就任し『Sports Graphic Number』のボウリング特集号『Number PLUS 桑田佳祐×ボウリング特集』（文藝春秋、ISBN 9784160082311）を製作している。
2019年以降は自身の名を冠したボウリング大会『KUWATA CUP』を開催。テーマソングも担当し、「日本ボウリング競技 公式ソング」として日本ボウリング機構から認定されている。
2020年1月31日、自身初となるパーフェクトゲームを達成した。

#### その他
- お笑いや演芸が好きであることも知られており、自らもファンの笑いを誘う発言をステージでするほか、前述の通り落語への造詣が深いことが語られ、お笑い芸人や演芸関係者との親交も深い[429][232][404][420]。
- 映画館とスーパーマーケットに行くことを好んでいる[430]。また、島田洋七は漫才ブームのころにコンビニエンスストアでインスタントラーメンや弁当、お茶を手にした桑田と偶然遭遇し会話をしており、これがきっかけで桑田の人柄に好印象を持ち、サザンのアルバムを購入し車の中で好んで聴くようになった[431]。
- 福岡県を拠点に活動するサザンのトリビュートバンドであるKAWAMURA BANDの楽曲「君のメロディ」は、オリジナル曲でありながらも桑田の楽曲の作風を忠実に再現したものであった[432]。同楽曲はボーカルであり作詞作曲を担当した河村和範の実家である『カワムラ家具』のCMソングに起用され、そのクオリティの高さゆえ事情を知らないサザンファンの視聴者から「サザンの新曲か!?」と問い合わせがサザンの公式ファンクラブ「サザンオールスターズ応援団」に殺到した[432]。桑田はこれをきっかけに河村と対面し、労いの言葉をかけた[432]。
- 有料配信でのバラエティ番組やドラマの鑑賞を好んでいる[433]。また、好きなサスペンスドラマや映画を見たうえで、プロットを楽曲の歌詞のアイディアに応用することもある[434]。アダルトビデオ鑑賞も趣味の一つであり、それを題材にした楽曲も制作されている。MVや雑誌で多くのAV女優と共演したほか、村西とおる監督の型破りな半生を描いた配信ドラマ『全裸監督』をNetflixで視聴したことも語っている[435][436][437][433]。
- サーフィンに関しては『稲村ジェーン』制作時は全くやっておらず[438]、1993年に37歳を迎えてから本格的に始めた。パドルサーフィンも好んでいる[78]。
- 料理が得意。自身の著作に本格的なカレーのレシピを掲載したこともある[439]。レコーディング中は鍋料理をよく作る[440]。また、サッポロ一番塩らーめんが好きでありよくコンビニで購入するといい、麺を自ら茹でて、切った野菜を乗せて食べることも公言している[441]。スタッフに手料理を振る舞ったこともあり[442]、桑田が言うには「喫茶店風ナポリタン」をよく作る[379]。
- 先述したサッポロ一番塩らーめんのエピソードでも分かるように、ラーメンが好物である[441]。中学生時代には同級生[注釈 53]の家族が経営していた中華料理店のサンマーメン[注釈 54]を好んで食べていた[446]。他に好きな食べ物では、2016年3月26日に『桑田佳祐のやさしい夜遊び』の企画で宮城県女川町を訪れた際に現地の飲食店「女川海の膳 ニューこのり」で食べて気にいったクジラの刺身などが挙げられる[447]。
- 食用きのこメーカーや識者の間では桑田はエリンギを日本の食卓に広めた人物と言われており、エリンギの人工栽培が開始された1993年当時は知名度も低く生産も伸びなかったが、桑田が『ミュージックステーション』2000年11月3日放送分でエリンギ料理にハマっていることを公言し、実物をポケットから出した場面が放送されると、エリンギの出荷量が一気に10倍になるなどの反響を呼んだ[448][103][449][450]。
- かつてはヘビースモーカー[注釈 55]だったが、1999年10月から禁煙[452]。定期検診に通い、スタッフにも人間ドックへ行くことを勧める、暴飲暴食をしないなど、2010年の闘病以前から健康には気を使っていた[453]。闘病後も経過検査の結果を『桑田佳祐のやさしい夜遊び』で語ることがある[454]。

### 人間関係
- 同じサザンのメンバーであり、かつ妻である原由子にはミュージシャンとしても一人の女性としても頭が上がらないといい、度々敬意を示し感謝の言葉を述べている[455][456]。
- 同学年で長年親交がある世良公則とは双方が「戦友」と語るほどの仲であり、現在もメールでやり取りをしたり、桑田が世良の自宅を訪れたりするなどの交流が続いている[65][457]。桑田は世良について「ライバルで戦友でもあり大好きな人」「同時期にデビューして、同じようなことで楽しんだり悩んだり、そういうことを共有できたライバルですよ」「いまでもたまに会うと、なんか兄弟と久しぶりに会うときのくすぐったさを感じる」と話している[458][459]。また、桑田は世良を精神的支柱として頼りにしている旨を語っており、「僕はいじめられたら、世良くんのところに行こうと思って。『世良に言いつけるぞ』みたいな」といった発言もしている[457]。同学年のミュージシャンを集めて行われた「時代遅れのRock'n'Roll Band」の企画は世良との会話がきっかけで生まれたものであり、桑田がこの企画の案を出した際も、世良は真っ先に「桑ちゃんが動けば世の中は動く。ぼくは無条件にあなたの案に乗るよ」という言葉を桑田にかけて賛同した[460]。桑田は後に「世良くんがいなかったら、出来なかっただろうなと思うんです」「世良公則さんとの友情がありまして。思いがけないささやかな友情から、楽曲ができました。ステキなミュージシャンと再会できまして、セッションできたこと、うれしゅうございました」と感謝の言葉を語っている[457][461]。
- 佐野元春とは1983年に『元春レイディオ・ショー』で共演して以来、渡米時のニューヨークの佐野の家を桑田が訪れたり、文通を行うなどの交流を行っている[462][322]。また、佐野も桑田の才能を認めており、自身が司会を務めた『佐野元春のザ・ソングライターズ』（NHK教育テレビジョン）で真っ先に桑田に出演オファーをしたが、食道がんで休養していた時期と重なったためにいまだに実現していないといったエピソードがある[463]。
- Charとは「時代遅れのRock'n'Roll Band」よりも以前から『メリー・クリスマス・ショー』で共演している他、『桑田佳祐のやさしい夜遊び』の記念すべき第一回「ギタリスト特集」にも音声メッセージでゲスト出演をするなど、かねてから桑田とは交流を持っていた[208][注釈 33]。
- 野口五郎とは「時代遅れのRock'n'Roll Band」よりも以前から音楽番組で共演した経験があり、野口から「今度一緒にセッションしませんか?」と誘われていた過去があったことも桑田が言及している[457]。桑田が「時代遅れのRock'n'Roll Band」への参加オファーをかけに野口の作業スタジオを訪れた際には、桑田が数枚のレコードを持参し、互いに好きなザ・クルセイダーズ『南から来た十字軍』を始めとした音楽談義を行い、それを機に野口は「彼（桑田）が今まで作ってきた楽曲やアルバムの中に大きな一貫性のようなものが見えてきて、『なるほど、桑田佳祐がわかった!』と、心の中で膝を打ちました」といい、桑田の音楽性や人柄に対してより理解を示すようになった[464]。また、その際の会話で西城秀樹の話題になり、桑田は野口に「（2018年に亡くなっている）秀樹さんの代わりにはなれないけれど、僕とこれから先の親友になってくれませんか? 僕じゃダメですかね?」と呼びかけており、野口はその心意気に感動し、その後も交流が続いている[464]。
- 桑田は同世代であるHOUND DOGに対して高い評価を与えており、1980年に『80's JAM』で共演した際のHOUND DOGの印象として「大友（康平）が客をノセるのが上手くてね」「ステージ裏から観ててアイツらには完全に食われそうでヤバいなと思ったんだけど、なるべく顔に出さないようにしてた」と語っている[465]。現在もボーカルの大友康平とはメールや電話での交流を行っており、大友が「時代遅れのRock'n'Roll Band」のMVにドラマーとして出演したのは、桑田からの電話でのオファーがきっかけである[466]。
- 桑田は西城秀樹への尊敬の念を持っており『ひとり紅白歌合戦』で楽曲を度々カバーしたほか、1995年のサザンのライブ『ホタル・カリフォルニア』ではオープニング・アクトとして西城を出演させている[467]。西城の訃報が報じられたことを受け、桑田は2018年5月20日放送の『桑田佳祐のやさしい夜遊び』にて西城を追悼するコメントを述べ、ライブでのエピソードや西城の人柄を語ったうえで、生歌のコーナーで「YOUNG MAN (Y.M.C.A.)」を歌唱し[467]、同年5月26日に行われた西城の告別式にサザンオールスターズとして弔電を届けている[468]。また、『Act Against AIDS 2018 平成三十年度! 第三回ひとり紅白歌合戦』でも西城への追悼として「YOUNG MAN (Y.M.C.A.)」を歌唱した[469]。
- 桑田は松山千春の音楽やトークの才能を高く評価する発言を度々している[206][470]。松山も桑田の楽曲を聴いている旨を語っている[471]。二人とも同学年で野球やプロレス観戦という共通の趣味を持ち、草野球で対戦したこともある[472]。また、双方ともに『オールナイトニッポン』のパーソナリティを担当した経験を持っているという共通点もある[472]。また、松山は「時代遅れのRock'n'Roll Band」には参加していないが、前述した桑田と世良公則の会話の中ではメンバー候補の一人として話題に挙げられていた[473]。
- 鈴木雅之とは「ソウルメイト」と称するほどの仲であり、東京・赤坂の日枝神社で行われたラッツ&スターのメンバー5人の合同結婚式に桑田・原由子夫妻が媒酌人として出席したり、鈴木が『メリー・クリスマス・ショー』や『桑田佳祐のやさしい夜遊び』にゲスト出演するなどしている[474][475]。
- CHAGE and ASKAとはかつては『ミュージックステーション』などで共演し交流があった[476][477][478]。桑田は現在もChageのことを気にかけており、楽曲を『桑田佳祐のやさしい夜遊び』でかけている[479]。
- 同郷の先輩の加山雄三とは、双方の父親同士が友人関係にあったこともあり、幼少のころから縁が深い[68]。桑田がミュージシャンになってからは自身が主催した2006年の野外音楽イベント『THE 夢人島 Fes.』で共演したり、2014年の加山のライブに桑田がサプライズ出演するなどの交流があり[68]、プライベートでは電話でやり取りをする仲である[480]。桑田は『桑田佳祐のやさしい夜遊び』『ひとり紅白歌合戦』などで度々加山の楽曲をカバーしているほか[481][189]、サザンとして開催した『茅ヶ崎ライブ2023』では「夕陽は赤く」「君といつまでも」を登場曲にした[482]。
- 堺正章は鎌倉学園高等学校の先輩にあたり、サザンが「TSUNAMI」で『第42回日本レコード大賞』を受賞した際に共演している[483]。桑田は堺への敬意から度々「あの時君は若かった」（ザ・スパイダース）や「さらば恋人」をカバーしている[292][189]。
- 桑田が作曲をするきっかけとなった吉田拓郎とは良好な関係を築いており、吉田も桑田のファンである旨を語り、サザンの才能や影響力を称えている[26][484][485]。また、桑田と長渕剛の間に確執が生じた際には「ボクは桑田クンのファンとしていえば、桑田クンは何も説明しなくてもいい、謝る必要なんてない」などと桑田の肩を持つ発言を行い、長渕をトーンダウンさせた[484]。
- 長渕剛とは先述した確執や価値観の相違が取り沙汰されることも多いが、同世代であること[注釈 56]、吉田拓郎・ボブ・ディランなどを始めとした音楽的ルーツ[484][64][486]、国旗日の丸の掲揚及び国歌「君が代」の歌唱を肯定し、生まれ育った日本への強い愛情や世界平和を希求する思いを持っていること[注釈 57]、『太田上田』（中京テレビ）を公式YouTubeチャンネルで視聴していることが太田光（爆笑問題）と上田晋也（くりぃむしちゅー）の口から証言されたことなど[注釈 58][487]、桑田との共通点も多く存在しており、双方のファンを公言する著名人も多く存在している[注釈 59]。上述した騒動は長渕の薬物事件を契機に沈静化したが、これ以前にも長渕に暴力や女性問題などを始めとしたスキャンダルやダーティな噂が多かったこともあり、業界人の多くがそういったことに無縁な桑田を支持していたとされ、以後二人は絶縁状態となったとされる[489]。
- 桑田は宇崎竜童を尊敬しており、宇崎をモデルにした「Hey! Ryudo! (ヘイ! リュード!)」がサザンの楽曲として存在するほか[490]、1990年の著書で歌謡曲の衰退を憂いた際に「あんなに大好きだったのに、俺の中での愛すべき歌謡曲は1975年のダウン・タウン・ブギウギ・バンド『港のヨーコ・ヨコハマ・ヨコスカ』以降、ほとんど出てないですね」と発言している[491]。また、2009年の『桑田佳祐の音楽寅さん 〜MUSIC TIGER〜』のアンプラグドライブ企画で同曲の替え歌をメンバー紹介を兼ねて歌ったり[492]、山口百恵に提供された「プレイバックPart2」を『Act Against AIDS 2018 平成三十年度! 第三回ひとり紅白歌合戦』でカバーするなどしている[292]。宇崎との縁はデビュー前に遡り、桑田が宇崎の楽屋にデモテープを持参して挨拶をし「事務所に入れてくれないか?」と打診したエピソードがある[490]。宇崎の事務所に入ることは叶わなかったが[490]、デビュー後には宇崎が原由子に「うさぎの唄」という楽曲を提供するなどの交流が生まれている[493]。
- サザンのデビュー当時には内山田洋とクール・ファイブと音楽番組で共演する機会があり、桑田はその際に同グループのファンである旨をボーカルの前川清に直接伝えている[494]。しかし、当時の桑田の出で立ちは半ズボンであったため、前川に理解されるまでには数年の時間を要することになった[494]。前川が桑田の人柄や音楽性に理解を示すようになってからは互いに楽曲をカバーするようになり[189][495]、前川の楽曲の特集を『桑田佳祐のやさしい夜遊び』で組んだ際には前川本人から感謝の言葉が発せられるなど、良好な関係が続いている[496]。
- 松任谷由実とは1986年と1987年に『メリー・クリスマス・ショー』で共演し「Kissin' Christmas (クリスマスだからじゃない)」を共作した[207]。以降は特段の交流がなかったが、2018年の『第69回NHK紅白歌合戦』で31年ぶりに再会し「勝手にシンドバッド」の歌唱中に実現したツーショットが話題となった[207]。その後も交流が続き、2023年には先述の楽曲のリメイク版として「Kissin' Christmas (クリスマスだからじゃない) 2023」が制作された[207]。
- 忌野清志郎とは1983年のライブイベント『北海道スーパージャム'83』や『メリー・クリスマス・ショー』、1993年に開催された泉谷しげるの奥尻島救済コンサートなどで共演した[497][289]。以降は共演はなかったが桑田と忌野は互いを認め合う良好な関係を続けていた[498]。2009年5月に青山葬儀所で営まれた忌野のロック葬『忌野清志郎 AOYAMA ROCK'N ROLL SHOW』には桑田・原夫妻が参列した[498]。
- 泉谷しげるはアルバム『吠えるバラッド』の収録曲に桑田を『JOHN PAUL MacLENNON（ジョン・ポール・マッカレノン）』という名義でスライドギター奏者として参加させている[340]。また、『メリー・クリスマス・ショー』や1993年に開催された奥尻島救済コンサート、93年及び94年のAct Against AIDSコンサートなどでも共演した[289][290]。桑田は『桑田佳祐の音楽寅さん 〜MUSIC TIGER〜』の網走刑務所慰問ライブや『桑田佳祐のやさしい夜遊び』の拡大版などで泉谷の楽曲「春のからっ風」をカバーしている[499]。
- 内田裕也は桑田の才能を認め、『New Years World Rock Festival』への出演オファーを度々かけていた[500]。しかし、サザン及び桑田ソロの年越しライブと重なり出演が実現しなかったことを内田の没後に桑田が明かしている[500]。
- サザンのデビュー当時にはザ・ドリフターズのメンバーからも可愛がられており、『8時だョ!全員集合』（TBS系列）にも出演経験がある。なお、サザンのデビュー曲「勝手にシンドバッド」のタイトルは志村けんがかつてやっていた「渚のシンドバッド」（ピンク・レディー）と「勝手にしやがれ」（沢田研二）の振り付けをごちゃまぜにするコントネタから拝借したものだったことを桑田が度々語っている[501]。
- アマチュア時代にサザンとして新宿ロフトでライブを行った際にもんたよしのりと共演し、「勝手にシンドバッド」に対して「あれは最高にいい曲やぁ」と高評価を受けた[502]。後に桑田はもんたについて「部外者で最初に誉めてくれたのはあの人ね」と語っている[502]。また、もんたは桑田・原夫妻の結婚披露宴にも出席している[503]。
- サザンのデビュー当時には甲斐バンドとも接点があり、1978年7月23日に日比谷野外音楽堂で開催した甲斐バンドのコンサートにサザンがオープニング・アクトとして出演したほか、ボーカルの甲斐よしひろはデビュー前後から「勝手にシンドバッド」を高く評価する発言を当時自身が担当していたラジオ番組『甲斐よしひろの若いこだま』（NHK-FM）でしていた[504]。
- THE ALFEEとも交流があり、桑田はサザンのライブのMCで「アルフィーより年下のサザンオールスターズです」と挨拶することもある[505]。『メリー・クリスマス・ショー』での共演経験もある他、2025年にサザンが全国ツアー『THANK YOU SO MUCH!!』の一環で4月12日・13日にみずほPayPayドーム福岡でライブを行った際には、同じ二日間でTHE ALFEEも福岡サンパレスでライブを行っていたため、双方が楽屋に花束を届けた逸話が存在する[506][507][508][509]。
- サザンとして出場した際の『NHK紅白歌合戦』では三波春夫と2回共演しており、特に2回目にあたる1982年の『第33回NHK紅白歌合戦』では桑田が三波を真似ながら「チャコの海岸物語」を歌い物議を醸した[510]。しかしながら会場のウケは良く、得点集計コーナーで桑田と三波が並んだ際は客席から大爆笑が起こった[511]。当の三波はこのパフォーマンスを寛大に受け止め、桑田の芸に対する真摯さと人柄を称え、「（デビューから数えて）20年の歳月は、人間の心を知る見事な歌手を育てました」「更なる精進と活躍を祈ります」と今後の活躍を期待するコメントをサザンが20周年を迎えた1998年にしている[511]。
- 小林克也とは長年に渡り仕事やプライベートでの交流がある[69]。桑田は小林について「（交流を始めた）当時から洋楽の知識や新しい情報をたくさんご存知で、僕もいろんな事を克也さんから学びました」と語っている[512]。また、桑田はザ・ナンバーワン・バンドにも「六本木のベンちゃん」を始めとした数曲の楽曲提供を“嘉門雄三”名義で行っている[512]。
- コメディアン・俳優の伊東四朗とはサザンが準レギュラーとして出演していたお笑い番組『いい加減にします!』や桑田が監督を務めた映画『稲村ジェーン』などで度々共演や仕事をする機会があり、後者では特別出演というクレジットがなされている[513][514]。また、伊東は桑田及びサザンの楽曲や才能を認めており、自身がレギュラー出演しているラジオ番組『伊東四朗 吉田照美 親父・熱愛』（文化放送）2013年12月28日放送分の企画「第13回!輝く!伊東四朗大賞」の大賞に「ピースとハイライト」を選出している[注釈 60]。この「輝く!伊東四朗大賞」は2001年末から実施されている企画であり、その年のヒット曲の中から毎年伊東が一切の先入観を抜きにして気に入った楽曲を大賞に選ぶ内容となっている[515]。また、同番組では2018年・2021年の夏に『サザンオールスターズにこだわる』というテーマでサザンの特集を放送したこともある[516][517]。
- 中村雅俊と親交が深く、桑田が「マーマレードの朝」「恋人も濡れる街角」「ナカムラ・エレキ・音頭」を中村に提供したほか[518][519]、桑田が2016年3月26日に『桑田佳祐のやさしい夜遊び』の企画で宮城県女川町を訪れた際に出身者である中村に報告のメールを送っている[520]。なお、桑田は古くからの中村の大ファンであり、主演ドラマである『俺たちの旅』を熱心に見ていたことが語られている[519]。
- 桑田・原夫妻と山下達郎・竹内まりや夫妻は公私ともに長い家族ぐるみでの交流があり、山下・竹内の楽曲には後述のように4人でコーラスを入れたものが存在するほどである[521]。
- 桑田・原夫妻の長男や山下・竹内夫妻の娘と同じ学校だった縁から依布サラサおよび父親の井上陽水とも交流がある[522]。特に依布は桑田のソロやサザンを問わずライブが福岡で開催されると会場に訪れたり、楽屋で挨拶をする関係になっている[523][524]。
- 生前の高橋幸宏と家族ぐるみでの交流があり、桑田の自宅に招いては酒を飲んだり、サイコロゲームをしたり、お互いに好きなビートルズの楽曲をセッションしたりするなどの仲であった[166]。
- 1984年4月14日から9月1日まで毎月1回『サザンの勝手にナイトあっ!う○こついてる』というコント番組が日本テレビで放送されており[525]、サザンと駆け出しだった三宅裕司や小倉久寛らスーパー・エキセントリック・シアター（SET）によるコントと音楽で構成されたバラエティ番組だった[525]。同番組はサザンがメインであり、サザンと同じくアミューズに所属し、当時まだ無名であったSETはバーターとして出演していた。これについて三宅は「事務所が三宅裕司を売ろうとしていたとき、サザンがそれを理解して、一肌脱いでくれた」「サザンには足を向けて寝られない」と述べており、桑田を始めとしたサザンのメンバーへの感謝の念を度々話している[526]。
- アミューズの後輩で演劇ユニット「地球ゴージャス」の岸谷五朗・寺脇康文と親交があり、1987年の「悲しい気持ち (JUST A MAN IN LOVE)」発売当時にはバックダンサーとして南流石が振り付けを担当したグループ「湘南隊」[注釈 61]が結成され、メンバーとして寺脇が参加している[527]。2004年には岸谷からのオファーを受け、「地球ゴージャス」の舞台『クラウディア』に主題歌「FRIENDS」を提供したことがある[528]。これらの縁があり、岸谷と寺脇は何度か『桑田佳祐のやさしい夜遊び』の代行パーソナリティーを担当した経験がある[529]。
- アミューズの後輩の福山雅治とはメールでのやりとりを行っており、度々その内容が双方から語られている[530][307]。桑田は福山への誕生日プレゼントとしてギターを贈ったことがあり、のちに福山の楽曲「18 〜eighteen～」のレコーディングで使用されたエピソードが存在する[531]。
- 同じくアミューズの後輩のBEGINとは2006年夏の『THE 夢人島 Fes.』や2008年3月に沖縄県石垣市の石垣市民会館で開催された『桑田佳祐 アコースティックライブ in 石垣島』で共演しており[3]:86[532]、2011年に桑田や福山が中心となってチーム・アミューズ!!として発表したチャリティーソング「Let's try again」にも参加している[3]:15,88。桑田自身もBEGINの才能を認め、「涙そうそう」や「海の声」といったBEGINのメンバーが制作した楽曲を度々カバーしている[532][292]。
- アミューズと業務提携をしている大泉洋（TEAM NACS）とは2006年の桑田の50歳の誕生日パーティーで初めて対面し、それ以来様々な機会を捉えては共演をしている[533][534]。元々大泉はサザン及び桑田の大ファンである旨を公言している[533]。
- 神木隆之介はかつて同じ事務所だったこともあり、子役時代から「彩 〜Aja〜」のMVへの出演やフェスでの共演などでサザンとの縁が深かった[76]。双方がボウリングを特技としていることもあって、2017年の『Number PLUS 桑田佳祐×ボウリング特集』で共演し、これをきっかけに親交を深めることになり、以降桑田は神木に「桑田くん」と呼ばせるようになった[76]。
- 桑田は同じ事務所に所属していた三浦春馬が出演していた舞台をよく観劇していた旨を明かしており、特に2012年の主演舞台「地球ゴージャス」の『海盗セブン』での演技を「ひと際、光っていました」と高く評価している[535]。『桑田佳祐のやさしい夜遊び』で三浦の訃報に言及した際には「踊りも剣劇もやってらしたけど、歌も悔しいことにすごくうまいのよ。色んな仕事があった中で…とても残念でね。あんなに若くて才能がある。もったいない」と語り、過去に事務所の仲間でパーティーをやった時のことを振り返り「すげえいいやつだよね。当たり前の言い方なんだけど、とても感じのいい人で。ご家族、スタッフ、ファンの方、大変ショックだと思いますけど、三浦春馬君の安らかな眠りを祈りましょう。才能にあふれる方、本当に残念です。ご冥福を心よりお祈りいたします」と人柄を称えた上で追悼した[535]。
- 藤井フミヤとはチェッカーズ時代に『メリー・クリスマス・ショー』『ミュージックステーション』などで桑田やサザンと共演しており[536]、現在も藤井は桑田のことを「誰も敵わないと思う」「キングオブポップ」と称える発言を行っている[537][538]。
- 奥田民生とはUNICORN解散直後から交流があり、1993年のAct Against AIDSコンサートで桑田、奥田、奥居香（当時プリンセス プリンセス）、宮田和弥（JUN SKY WALKER(S)）の4人で「光の世界」を歌唱。その後同曲は桑田と奥田のデュエットとしてレコーディングもされたが、2002年に桑田のベスト・アルバム『TOP OF THE POPS』に収録されるまで陽の目を見ることはなかった[539]。桑田を特集した「BRUTUS」2011年3月1日号では「マークしている後輩」として再結成されたUNICORNの名が挙がっている[540]。
- Mr.Childrenとは小林武史を介しての縁があり、「1993年の『光の世界』に続くコラボ曲を」という依頼を受け桑田が書き下ろした「奇跡の地球」で桑田佳祐&Mr.Childrenとしてコラボ共演し、1994年のAct Against AIDSコンサートで歌唱され、翌年にはシングルとしてのリリースもなされた他、当時フジサンケイグループ主催で毎年ゴールデンウィークに行っていたライブイベント『LIVE UFO '95』の企画として『桑田佳祐＆Mr. Children “Acoustic Revolution with Orchestra” 奇跡の地球』も東京・大阪・名古屋で全12公演開催された[539]。その後も桑田とミスチルのボーカルの桜井和寿は互いの才能を認め合う発言を度々行う間柄となっている[541][130]。
- 桑田はエレファントカシマシのことをデビュー当時から気にかけており、その後1994年のAct Against AIDSコンサートで共演しているほか、2019年から2024年までの5年間は同じアミューズの先輩と後輩の関係になった[542][543]。また、サザンの楽曲である「みんなのうた」は、制作当初はエレカシやTHE ROCK BANDのようなアレンジで、歌詞も「学校の先公が」などといった反抗的な内容だったと桑田が明かしている[542]。桑田を特集した「BRUTUS」2011年3月1日号では「マークしている後輩」としてエレカシの名が挙がっている[540]。
- 桑田はTHE YELLOW MONKEYに対して「直球勝負ならイエローモンキーには勝てない」と語り、その音楽性を高く評価しており[544]、ボーカルの吉井和哉と『BRIDGE』2001年8月号で対談したり[545]、2014年のサザンの楽曲「天国オン・ザ・ビーチ」のミュージック・ビデオに吉井をゲスト出演させたりといった交流があり[546]、サザンが大トリとして出演した2024年9月23日の『ROCK IN JAPAN FESTIVAL 2024』でもTHE YELLOW MONKEYが別時間帯に出演し、サザンのステージのアンコールで演奏された「勝手にシンドバッド」での大団円にも参加している[547][548]。
- GLAYとは『ミュージックステーション』2000年1月1日放送分や2006年夏の『THE 夢人島 Fes.』などで共演経験があり[549][550]、特にTAKUROとは一緒に温泉に行くほど親密な仲であることが語られている[551]。
- サザンファンを公言し『ミュージックステーション』などで度々共演の機会があるaikoはサザンビーチちがさきで不定期に行われる無料ライブ『Love Like Aloha』で桑田のソロ名義やサザンを問わず幅広く楽曲をカバーしている[552][553][554]。桑田はaikoのことを「素晴らしい子です」と称える発言をしており、2013年に開催された『Act Against AIDS 2013 昭和八十八年度! 第二回ひとり紅白歌合戦』ではaikoの楽曲「カブトムシ」をカバーしている[552][555]。
- サザンファンを公言する平井堅は大学生時代に、桑田の自宅の門の上に「コーラスでいいので雇ってください」という弟子入りを志願する趣旨のメッセージを入れたデモテープと手紙を置いていった経験がある[103]。のちに平井と桑田は2003年の『桑田佳祐の音楽寅さん 〜MUSIC TIGER〜 サザンオールスターズスペシャル』（『FNS27時間テレビ みんなのうた』内での放送）や『桑田佳祐のやさしい夜遊び』2012年5月19日放送分で共演を果たし、後者では前述したデモテープの音源も放送された。このテープには当時の平井が歌ったプロコル・ハルム「青い影」、ビリー・ジョエル「ニューヨークの想い」の2曲が収録されている[103][556]。
- フォークデュオのゆずは2人とも桑田の大ファンであり、ラジオ番組に「桑田さんとセッションがしたいです」と手紙を送ったところ、後日桑田は本当にゆずの路上ライブに出向き、3人でセッションをしたといわれている[103]。その後はゆず、ユースケ・サンタマリア、KEIKO（globe）、こずえ鈴らが出演した1998年6月28日放送のスペースシャワーTVの特番『電リク野郎ELVISスペシャル“オール サザン 電リク”』や『ミュージックステーション』でも共演するようになり、桑田がゆずの楽曲「ヒカレ」を高く評価したり、北川悠仁が好きなサザンの楽曲として「素敵な夢を叶えましょう」を挙げるなど、双方が才能を認める発言をしている[557][558][206]。また、ゆずの楽曲である「ガイコクジンノトモダチ」の歌詞については桑田や忌野清志郎の影響があった旨を北川が発言している[559]。
- 桑田は米津玄師の才能を高く評価しており、2015年12月に米津の楽曲「Flowerwall」を『桑田佳祐のやさしい夜遊び』でかけた際には「歌う日本ハム（当時）・大谷翔平」「J-POP界最強の男」「素晴らしいよ!」と熱弁した[注釈 33]。2018年12月に誤った不仲説がネットニュースなどで報じられた際には、桑田と米津の双方が上述したエピソードや対面した経験があること引き合いに出し、さらに桑田が同年にリリースされた米津の楽曲「Lemon」を気に入っていることを言及した上で明確に否定する出来事があった[560][561]。
- 落語会に訪れたり、DVDを鑑賞したことをきっかけに桑田・原夫妻共に三代目 桂春蝶のファンであり[408]、特に桑田は春蝶とメールでの交流を持ち、フェスティバルホールで独演会を行うことが報じられた春蝶に対してエールを送り、春蝶のことを「大きな華がある」と称えたり[409]、「月光の聖者達」[注釈 2]を知覧特攻隊をテーマにした新作落語「明日ある君へ ～知覧特攻物語～[280]」のエンディングテーマとして使用することを許可したり[281]、落語会の終演後に食事に連れて行ったり[562]、サザンのライブの打ち上げに参加させ、メンバー・大里洋吉・スタッフの前で落語を披露させたりしている[563]。
- 落語家の桂雀々とは「チャコの海岸物語」がリリースされた1982年ごろから親交があり、大阪のラジオ局の番組スタッフを通じてサザンのライブの打ち上げに呼ばれたり、別の機会ではサザンのメンバーの前で落語を披露したこともあった[564]。また、桑田が雀々を介して敬愛するやしきたかじんと電話で話そうとしたエピソードも存在する[注釈 33]。2017年6月22日に東京国際フォーラムホールCにて行われた「桂雀々独演会芸暦40周年記念公演『地獄八景亡者戯2017』」に桑田はシークレットゲストとして出演し「若い広場」を歌っており、この時には同じくスペシャルゲストとして出演した明石家さんまとも久々に共演を果たしている[564][565]。
- 桑田はタモリ・ビートたけし・明石家さんまのいわゆるビッグ3全員に楽曲を提供した唯一のミュージシャンであり[566][注釈 62]、それぞれと良好な関係を築いているが、特にタモリとは『今夜は最高!』や『ミュージックステーション』などの番組で共演頻度が多く、音楽性を高く評価されている[567][570]。
- 桑田は嘉門タツオの芸名の名付け親であり、サザンやソロの楽曲を嘉門の持ちネタである替え唄メドレーに使用することも容認している[338]。一方の嘉門も桑田を恩人として慕っており、敬意や感謝の念を語ったり、サザン・ソロ問わずライブに足を運ぶなどしている[338][571][572]。
- 内村光良（ウッチャンナンチャン）とは1989年にフジテレビ系バラエティ番組『夢で逢えたら』に出演して共に出会い、以降共演の機会が多く、メールでの交流もある[242]。桑田は『第69回NHK紅白歌合戦』で共演した際の内村の人柄と司会ぶりを「ウッチャンは温かいよね。芸能の神をまつる紅白の神主はウッチャン」と『桑田佳祐のやさしい夜遊び』で高く評価している[573]。
- 爆笑問題とは1998年のサザン20周年記念特番『バカさわぎの腰つき!!』（TBS系列）及び『1998 スーパーライブ in 渚園』へのゲスト出演をきっかけに交流が始まり、特に太田光とはメールでのやりとりを行う間柄になっている[574]。桑田は年下の太田のことを理由は不明だが「兄貴」と呼んでいる[574]。桑田は爆笑問題の漫才のファンであり[574]、太田の誘いを受けて原と共にタイタンライブに足を運び観覧したり[575]、『爆笑問題の検索ちゃん』や『バクモン学園』（共にテレビ朝日系）を始めとした出演番組を楽しみに視聴していることや、番組の感想を太田にメールで送るなどのエピソードが語られている[574][576]。太田も桑田の新曲がリリースされると一曲ずつ丁寧に感想をメールで送っており、『桑田佳祐のやさしい夜遊び』で紹介されることもある[577]。また、桑田はサザンの活動に関する重要な情報を解禁前に太田に教えることがあり、その代表的な例として2008年の無期限活動休止や2013年の活動再開の際のエピソードが双方の口から語られている[578][579]。特に後者の情報が解禁された際に桑田は「今まで（発表できずに）苦しかったというか。みんな口堅いね。絶対バレると思ってたんですけどね。抜かれるだろうと」「爆笑問題の太田さん、黙っててくれてありがとう」と『桑田佳祐のやさしい夜遊び』でコメントした[580]。
- 同じ美容院に通っていることがきっかけで、サザンファンを公言するさまぁ〜ずと交流がある[581][582]。三村マサカズは自身がデザインしたTシャツを桑田へプレゼントしたことがあり、サザンの映像作品にも桑田がそのTシャツを着た姿が映されている[583][584]。また、桑田は『桑田佳祐の音楽寅さん 〜MUSIC TIGER〜』の収録中に前述の美容院の美容師を通して「なんかいいボケがないか、大竹ちゃんに訊いてくれる?」と尋ねたこともあったといい、収録では大竹一樹が提案したボケを行なったものの、オンエアではその部分がカットされたという逸話が存在する[581]。
- サザンファンを公言している伊達みきお（サンドウィッチマン）は『宮城ライブ 〜明日へのマーチ!!〜』のDVDを高く評価する発言をブログで行った[585]。この記事は『桑田佳祐のやさしい夜遊び』2012年3月10日放送分で紹介されており、桑田・原夫妻も知っている[586]。桑田は同年の全国ツアー『I LOVE YOU -now & forever-』セキスイハイムスーパーアリーナ公演でも前述の記事に言及した[587]。伊達もブログの読者からのコメントを通してこのことを知っており、桑田と教えてくれた読者に感謝する発言を行った[588]。なお、この時点では桑田とサンドウィッチマンは面識がなく、初めて共演したのはサザンが「究極の大トリ」として出演し、サンドウィッチマンが副音声で出演した2018年の『第69回NHK紅白歌合戦』だった[589]。
- 桑田はナイツのファンであることを『桑田佳祐のやさしい夜遊び』で公言しており、これがきっかけで「KUWATA CUP 2020」の実行委員会が同大会の公式アンバサダーをオファーした結果、ナイツが就任した[590]。
- 矢部浩之（ナインティナイン）やせいや（霜降り明星）のようにサザンファンを公言する著名人が結婚を発表した際には『桑田佳祐のやさしい夜遊び』で生歌を贈ったり祝福のコメントをすることがある[591][592]。
- 格闘家の角田信朗はサザンの大ファンであり、「桑田佳祐というアーティストの熱狂的な信者」を自認している[593]。1996年のスタジアムツアー『ザ・ガールズ万座ビーチ』横浜スタジアム公演の楽屋で挨拶をして以来桑田とは交流があり、2000年の年越しライブ『ゴン太君のつどい』では客席で観覧していた角田を桑田が発見し、ステージに上げている。桑田は「サザンオールスターズ特別名誉会員」という称号を角田に与えている[593][91]。
- 小説家の角田光代は15歳の時に『NUDE MAN』を聴いて以来ライブに通っていたほどのサザンファンである[594][595]。また、桑田は角田の小説を愛読しており、その旨が『桑田佳祐のやさしい夜遊び』で語られていたことを知人から伝え聞いた角田は自身の小説と手紙をアミューズへ送った。後日、桑田はお返しとして万年筆と本への感謝の意を記したカードを送っている[596]。これをきっかけに角田・河野丈洋夫妻は2012年に行われた桑田の全国ツアー『I LOVE YOU -now & forever-』横浜アリーナ公演へ招待された[596]。この際に角田・河野夫妻は桑田の楽屋に通され挨拶を行っており[596]、後に桑田はスタッフから「角田さんがお見えになりました」という言葉をかけられた際の顛末を自身のラジオ番組で「マッチョな方の角田（信朗）さんだと思ってた」などと笑いを交えながら振り返っている[597]。後に角田信朗もこのネタを自身のInstagramで言及している[597]。
- 桑田は上沼恵美子の大ファンであり、YouTubeチャンネルを見ていることを公言し『桑田佳祐のやさしい夜遊び』でも「上沼恵美子は天才」と語っている[598]。同番組のリスナーから多くの報告があったことをきっかけにそのことを上沼本人も知っている[598]。
- 黒柳徹子とはTBSテレビ系の音楽番組「ザ・ベストテン」に、桑田がサザンの一員として出演して以来、親交が深い。サザンが2ndシングル「気分しだいで責めないで」で出演した際、桑田が歌の間に「ノイローゼ、ノイローゼ」と叫んでいたのを聞き、桑田への同情と司会者として出演者をかばわなければいけないという意識が働いたことにより、黒柳がとっさに「みなさま息子が失礼いたしました」と言えばいいと考え、それ以来桑田を「息子」と呼ぶようになり、桑田もその後黒柳を「お母さん」と呼ぶようになった[599][600][601]。また、黒柳は原由子のことを「嫁」と呼んでいる[599]。
- SMAPとは音楽番組で度々共演し、1997年にはメンバーの香取慎吾と原由子のデュエット曲「みんないい子」を制作・提供した[602]。桑田はSMAPをリスペクトしており、SMAPの楽曲「夜空ノムコウ」「Dear WOMAN」を気に入って弾き語りでカバーしていた[602][603][67]。また、2013年にサザンとして行ったスタジアムツアー『灼熱のマンピー!! G★スポット解禁!!』の冒頭ではサザンのメンバー5人が奈落からせり上がって登場し、ナレーターから「サザンオール…SMAP!!」と紹介され、全員がずっこけるコントが行われた[604]。ちなみに、サザンの5人がずっこけた際にはBGMとしてSMAPの楽曲「がんばりましょう」のサビが流れていた[604]。SMAPの解散後の2018年に開催された『平成三十年度! 第三回ひとり紅白歌合戦』ではサザンのメンバーが5人揃って「世界に一つだけの花」を歌唱した[602]。また、SMAPも2016年にサザンの「涙のキッス」をカバーしている[605]。なお、SMAPのマネージャーを担当していた飯島三智はサザンのファンである旨が語られている[606]。
- 桑田はTOKIOに対しても高い評価を与えており、特に2015年に発表されたTOKIOの楽曲「東京ドライブ」を『桑田佳祐のやさしい夜遊び』で高く評価し、ボーカルの長瀬智也の歌唱力や作詞・作曲・編曲の才能およびバンドの演奏能力を称えている[607]。また、桑田は映画『空飛ぶタイヤ』における長瀬の演技に対しても「非常に面白かった」と称える発言を行っている[608]。長瀬も同映画の主題歌だったサザンの楽曲「闘う戦士たちへ愛を込めて」の『寄っといで 巨大都市（デっかいまち）へ』のフレーズについて「そんなの絶対思いつかない」とコメントし、桑田の当て字のセンスに驚いている[609]。また、長瀬は2018年に『やさしい夜遊び』にコメント出演した際に「僕らもやっぱりバンドとして音楽を追求してきたところもたくさんあって、どうしたらそんなに長くバンドが続くのかな? という秘訣をぜひ教えていただけたら」という相談を桑田に持ちかける発言をした[610]。
- 玉井詩織（ももいろクローバーZ）は『週刊ナイナイミュージック』（フジテレビ系列）2023年10月11日放送分で『茅ヶ崎ライブ2023』終演後のサザンのメンバーと共演しており、先述の通り自身の名前の由来が「栞のテーマ」からきていることを桑田に直接伝えている[330]。桑田はこれに気を良くし、茅ヶ崎市立第一中学校の野球部の帽子（レプリカ）を玉井にプレゼントしている[330]。また、サザンが大トリとして出演した2024年9月23日の『ROCK IN JAPAN FESTIVAL 2024』では、玉井が所属するももいろクローバーZも別時間帯に出演[547]。サザンのステージのアンコールで演奏された「勝手にシンドバッド」では同日の公演に出演したヤバイTシャツ屋さん、緑黄色社会、Creepy Nuts、WANIMA、THE YELLOW MONKEYらと共にももクロも登場した[611]。なお、桑田はこのステージの締めのコメントを玉井に求めており、玉井はその際に号泣しながら「桑田さんのおかげで、詩織という名前になりました。ありがとうございます!」と感謝の言葉を叫び、拍手喝采を浴びた[548][612]。ちなみに、この時玉井は先述した野球帽を被って登場しており、桑田もももクロのグッズのTシャツを着用してアンコールに臨んでいた[548]。また、桑田はこの『ROCK IN JAPAN FESTIVAL 2024』への出演に先立ち同日の公演に参加するアーティストの特集を『桑田佳祐のやさしい夜遊び』2024年9月7日放送分で行い、ももクロの楽曲では「サラバ、愛しき悲しみたちよ」をオンエアした[613]。
- 野球選手では長嶋茂雄を敬愛している。青学時代には長嶋の引退試合を青山の喫茶店で見ており、一つの時代の終わりを感じたのと同時に長嶋の人生と桑田自身の人生を比較し、人目をはばからず号泣したと語っている。この思い出を基にサザン名義で「栄光の男」を制作している[614]。このことを知った長嶋は桑田の人柄と功績を「素晴らしい。歌をはじめ、他の面においてもすごい方」と称えており、同楽曲に対しても「桑田さんの素晴らしい音楽に私の野球がいくらかでも貢献できたと思うと大変うれしい気持ちです」とコメントしている[615][616]。また、桑田はイチローに対しても敬意を持っており、2019年のサザンの全国ツアーで同楽曲を演奏した際には、本人サイドの許可を得た上でバックモニターに長嶋とイチローの映像が映され、2人の功績を称える演出を行った[617]。イチローはサザンの楽曲を好んで聴いていることが報じられたことがある[618]。桑田は引退してからのイチローについて「マリナーズのみならず、草野球をやったり、アマチュアを指導するための研修を受けたり、今後、何を目指していくのかというこだわりも特別で、そういうところも素晴らしいじゃないですか」と語っている[617]。また、落合博満に対して強い共感を示しており、落合の個人主義的な側面を称賛した上で「落合には共感するね。凄く分かるんだ。彼がやろうとしていることが凄く」「もし野球が出来なくなったらうちのサザンへいらっしゃい（笑）」と述べている[619]。
- プロサッカー選手の三浦知良と親交があり、1993年8月に行われた三浦と妻・りさ子の結婚披露宴でサザンオールスターズの生演奏のコーナーが設けられたり[620][621]、2008年に日産スタジアムで開催されたサザンのライブ『真夏の大感謝祭』の最終日に三浦がゲスト出演し開会宣言を行った経験もある[311]。また、誕生日が同じであり、同ライブで桑田が言及しているほか、一方の三浦も2021年に54歳の誕生日を迎えた際には、オンライン上で行われた誕生日イベントで敬意を込めて桑田のモノマネを披露している[311][622]。
- プロレスのファンでアントニオ猪木を敬愛している[91][623]。1982年に音楽番組「ザ・ベストテン」で初めて対面し、生放送中に得意技のコブラツイストをかけてもらった[624]。また、猪木はサザン名義の「太陽は罪な奴」のミュージック・ビデオにも出演した[625]。桑田はソロ・サザンを問わずライブ終了後に「1、2、3、ダーッ！」を観客と斉唱するのを恒例にしている[注釈 63][626][91]。また、ライブが佳境を迎え盛り上がると、何度となくアゴを突き出しファイティングポーズをとることもある[121][499]。猪木の死後開催された2022年の全国ツアー『お互い元気に頑張りましょう!!』で「Soulコブラツイスト〜魂の悶絶」が歌われた際には、間奏でプロレスラーを引退した際に語った詩を叫び、追悼とリスペクトを捧げている[627]。2025年には猪木と元妻の倍賞美津子をモデルにした「ミツコとカンジ」がサザンの楽曲として発表された[628]。インタビューなどで自身の音楽活動をプロレスに例えることもある[629]。また、猪木以外にも団体や派閥を問わず様々なプロレスラーとの交流もあり、1989年には前田日明と『週刊プレイボーイ』（集英社）内で「平成元年大対談!! 前田日明VS桑田佳祐」と題した対談企画をした経験があり、桑田は前田について「あの人、頭良いんだよね」「前田さんのYouTube面白いんだよね」と称える発言をしており、YouTubeチャンネルの動画を全て見ている旨を語っている[630][631][注釈 33]。2007年には「WONDA」（アサヒ飲料）のCMにおいて合成映像の中でジャイアント馬場と共演し、その際に馬場から16文キックを浴びせられた[632]。
- 元内閣総理大臣の安倍晋三は生前にサザンの楽曲を好んでおり、2014年の年越しライブ『ひつじだよ! 全員集合!』の二日目（12月28日開催）に昭恵夫人と共に来場した[633]。ちなみに同ライブでの演出が当時の安倍内閣への批判だとネット上で誤解され、後にアミューズと桑田が否定する出来事が起きている[226]。なお、安倍は「爆笑アイランド」の歌詞[注釈 64]については驚いていたが、ライブそのものに対してはリズムに合わせて体を揺らし、桑田の軽妙なトークにも時折身を乗り出して聞き入っており、記者団から感想を問われた際に「楽しみましたよ」と答え、満足した様子だったとされる[633]。昭恵夫人は後に自身の755で、同ライブをボックス席で観賞していたことを報告し、「（同ライブで演奏されなかった）いとしのエリーや真夏の果実を聴きたかったです」といった旨を述べている[634]。2022年7月8日に銃撃事件により安倍が死去した際には、翌日に桑田が『桑田佳祐のやさしい夜遊び』にて追悼のコメントを行い、同世代[注釈 65]として親近感を持っていた旨を語り、参議院予算委員会において参議院議員時代のアントニオ猪木の質問に対して当時の内閣総理大臣だった安倍が「猪木さん対ハルク・ホーガンとの闘いはテレビの前で熱中しました」と発言していたエピソードを振り返るなどして、早すぎる非業の死を惜しんでいる[635][注釈 33]。
- 先述の通り桑田は配信ドラマ『全裸監督』の視聴者であることを公言しており、村西とおるへの敬意を度々語っている[433][636]。また、村西も桑田やサザンの才能を認めており、映画『空飛ぶタイヤ』の主題歌「闘う戦士たちへ愛を込めて」を「秀逸でした」と高く評価する発言を行っている[637]。
- 漫画家のさくらももこは学生時代からのサザンファンであり、自身のエッセイには「たくさん持っているサインの中で一番の自慢は桑田さんのサインです」といった記述がなされている[638]。このサインの存在は後述の告別式の際に、司会の笠井信輔（当時フジテレビアナウンサー）を経由して桑田本人にも知らされている[639][638]。2012年1月にさくらは桑田の元へ『ちびまる子ちゃん』のエンディングテーマの作曲の依頼の手紙を歌詞と共に送った。桑田はさくらの綴った世界中の幸せを願う内容に共感しその依頼を快諾。同年4月1日から2017年10月1日の放送までさくら作詞、桑田作曲による「100万年の幸せ!!」がエンディングテーマに使用された[640]。その後も交流は続き桑田夫妻からのプレゼントと花をアミューズのスタッフを経由して貰ったり[641]、逆に桑田もさくらから額に入った直筆の絵が多数送られ自宅に飾っている[640]。さくらの訃報が報じられたことを受け、桑田は2018年9月1日放送の『桑田佳祐のやさしい夜遊び』で、冒頭と終盤にさくらを追悼するコメントを述べ、制作時のエピソードやその後の交流を語ったうえで、生歌のコーナーで「100万年の幸せ!!」を歌唱した[642]。桑田は2018年11月16日に青山葬儀所で営まれた「さくらももこさん ありがとうの会」に参列し、献歌として「100万年の幸せ!!」を歌っている[638][639]。また、『平成三十年度! 第三回ひとり紅白歌合戦』でもこの曲をさくらへの追悼として「YOUNG MAN (Y.M.C.A.)」（西城秀樹）とのメドレーとして歌唱した[469]。
- 桑田はデビュー当時からの沢口靖子のファンであり、現在も『科捜研の女』（テレビ朝日系）を視聴していることを『ポップス歌手の耐えられない軽さ』で語っている[643]。沢口とは2001年に『桑田佳祐の音楽寅さん 〜MUSIC TIGER〜』で共演しており、鎌倉市で擬似デートを行う企画を行っている[499]。
- 桑田は小池栄子のファンでもあり、グラビアを見たことをきっかけにサザンの楽曲「涙の海で抱かれたい 〜SEA OF LOVE〜」のミュージック・ビデオに小池を出演させた他、21年後の2024年発表の楽曲「恋のブギウギナイト」のMVにも出演している[644][645]。また、桑田は先述の通り小池がアシスタントとして出演する『爆笑問題の検索ちゃん』のスペシャルも毎年視聴している[574][644][646]。一方の小池もサザン及び桑田のソロ楽曲のファンであり、2002年には「東京」のMVを高く評価した上で「桑田さんのPVに出るのが夢」とコメントしており、先述の通りこの夢は翌年に現実のものとなっている[647][644]。
- 桑田は深田恭子のファンでもある。深田本人もこのことを知っており、出演した映画『空飛ぶタイヤ』の宣伝を兼ねて『桑田佳祐のやさしい夜遊び』にコメント出演したことがある他、深田の事務所のスタッフを介して公式グッズのカレンダーを桑田に進呈した経験もあり、ビクタースタジオに飾られていたことがある[610][648][649]。
- 桑田は小柳ルミ子のファンであることを『ポップス歌手の耐えられない軽さ』で語っており、そのことを小柳本人も知っている[650]。当時小柳はコロナ禍をきっかけに引退を考えていたが、桑田の発言を知ったことをきっかけに思い留まり、「命の恩人」と語るようになった[650]。その後は双方が誕生日や周年ごとの節目を迎える度に花束を送る関係になっている[650]。
- 和田アキ子は桑田の才能を認める発言を度々している[70]。桑田も歌手としての和田に敬意を表しており、『ひとり紅白歌合戦』では毎回和田のことを「白組・和田アキ男」「男と女を超越した、この人の存在こそ『ひとり紅白』」などと紹介し、『ジョーズ』のテーマに乗せて着ぐるみ人形を登場させ、怪獣のような雄叫びをサンプリングし、桑田も歌唱中に「しばいたるぞ」などと和田の口調をものまねするなどし、和田の芸風・キャラクターを誇張させた演出をしたうえで楽曲をカバーしている[190][651]。なお、これらの演出はすべて和田の了解を得たうえで行われている[652]。
- 女優の大空眞弓と交流があり、大空が葡萄の鉢植えを桑田のもとに送ってきたことがサザンの15枚目のオリジナル・アルバムのタイトルを『葡萄』にしたきっかけになった[376][653]。
- 生前の伊集院静とは面識こそなかったが手紙のやりとりをしたり、宮城県でのライブの際には伊集院から差し入れが届くなど間接的な交流があった[654]。
- 多くのファンや著名人と立場やイデオロギーを問わず分け隔て無く接している他、日本だけに留まらずアジア圏（台湾、香港、韓国など）を始めとした海外のファンも存在しており、彼らにも分け隔て無く接している[655][656][657]。
- 桑田の厚い人望と人脈により、幅広い楽曲をカバーした『ひとり紅白歌合戦』を映像化するにあたっては、管理楽曲や洋楽を含めたすべての関係者の承諾を得ることに成功している[658]。
- サザンの名付け親である宮治淳一や「盆ギリ恋歌」の歌詞とMVに登場する同級生などのように、小中学校時代の同級生の一部とは現在も交流がある[659][660]。

#### 家族・親族
- 父方の先祖は明治初期に小倉（現：福岡県北九州市）の城下町に住んでいた[注釈 66]。曽祖父が40代で早世した影響により桑田家は息子達が中心となり満州に渡っている。桑田家は祖母の実家にあたり、祖父は満州に働きに来ていた鹿児島の農家の次男であった。満州にいた時期に離婚したことにより、祖母は父を連れて桑田家に戻り、終戦後に北九州[注釈 67]に引き揚げて来た後に上京している[157]。桑田は父方の先祖のことを「めちゃくちゃイビツで家系図が枝垂れ桜みたいに一方向に傾いてる（笑）」と語っている[662]。
- 母方の先祖は昭和初期に東海道沿いで『太田屋百貨店』という百貨店を経営していた。当時の百貨店の写真は茅ヶ崎市の歴史写真集『保存版 ふるさと茅ヶ崎』（郷土出版社）に掲載されている[157]。桑田は母方の先祖のことを「かなり真面目で家系図がきれいなシンメトリックになっている」と語っている[662]。
- 父は上京後は映画好きだった影響からしばらく日本劇場で働いていた。その縁により当時映画製作が盛んだった茅ヶ崎市に移り住み、妻（桑田の母）と出会っている[157]。その後も湘南の地方新聞の記者[663]、パシフィックホテル茅ヶ崎への勤務[664]、茅ヶ崎市の映画館（大黒館。後に茅ヶ崎国際劇場と改名[665][28]:12）や小田原市の西洋料理店「grill KONOMI」の雇われ支配人[663]、妻と二人三脚でのバー経営[666]と数々の職業を転々とした。また、真偽は明確ではないが小津安二郎の運転手をやっていた時期があることも示唆されている[433]。なお、父は桑田と同様に歌が上手いことで有名だったことが語られており、父の真似をして歌っていたことが桑田が歌手を志すきっかけになったといわれる[664]。
- 母は父とのバー経営の後に平塚市で割烹の経営をした[667]。
- 姉のえり子とは腹違い（異母姉弟）であると桑田は述べている[668]。
- 著名な親戚として、石黒ケイ（歌手、女優）がいる。桑田はかつて「POPEYE」で担当していた連載『桑田佳祐のC調Interview』の第14回で石黒と対談したことがある[669]。

## 来歴

### 生い立ち・学生・アマチュア時代
1956年2月26日、神奈川県茅ヶ崎市にて生誕した。
1962年に茅ヶ崎市立茅ヶ崎小学校に入学した。小学生時代から将来の夢として漠然と歌手になることを考えていたが、先生によっては通用しないと思い、建築家や弁護士になりたいと答えていたこともあったという。5・6年生のころに入浴中に父の勧めで当時流行していた歌謡曲を歌い、「上手いね」と褒められた経験があり、それを後の音楽活動における原点として挙げている。また、このエピソードは同郷の先輩の加山雄三も父を介して知っており、度々紹介することがある。
ジョン・レノンのファンであった姉の影響もあり、ビートルズなどの洋楽にも親しんだ。
1968年に茅ヶ崎市立第一中学校に入学した。当時は野球部に所属しており、エースだった。同じ野球部にいたことがきっかけで宮治淳一との交流ができている。このころから教壇でコンサート会場さながらに歌い皆を楽しませており、また黒板消しをマイクに見立てて前川清のものまねをするなど、エンターテイナーの片鱗を見せている。登校前の早朝には学校のすぐ隣にあったパシフィックホテル茅ヶ崎でボウリングを行っていた。
1971年に鎌倉学園高等学校に入学した。当時は友人と2人で「ボウリング部」を名乗りトレーニングや練習をやっていた。また、これまで交流がなかった小中学校の同級生とも音楽を通して交流が生まれ、互いの家に出入りして楽器を鳴らしながらビートルズなどを2人で歌ったことが、桑田にとってギターやピアノを覚えるきっかけになった。3年生になった1973年に宮治からのオファーにより神奈川県立鎌倉高等学校の文化祭（鎌倉高校祭）のロック・コンサートに出演、ビートルズの「マネー」とエルヴィス・プレスリーの「ブルー・スエード・シューズ」を披露した。これが桑田が人前で演奏した初めてのステージであった。本人によると3年生の時のみ勉強に集中しており、英語と日本史と国語を勉強していた。特に英語と日本史は自己採点の結果パーフェクトだったという。
1974年に5校の入試を受験した結果、最初に合格の通知の電話が来た青山学院大学に入学した。大学の音楽サークル「BETTER DAYS」（ベター・デイズ）に所属し、本格的にバンド活動を開始。「温泉あんまももひきバンド」「脳卒中」「ピストン桑田とシリンダーズ」「青学ドミノス」など、頻繁にバンド名の変更やメンバーチェンジを繰り返していたが、1976年ごろから宮治の命名により自身のバンドに“サザンオールスターズ”の名を使用した。
1977年にサザンとして『EastWest '77』に出場し、桑田はベストボーカル賞を受賞、デビューのきっかけをつかむ。このころの桑田は音楽のプロになる気はなかったといわれるが、一方で軽い気持ちで「作詞家になる」と父に告げていたとも語っている。父は自身の経験から学生時代の桑田に喫茶店の学校に行ってバーテンダーの勉強をすることや自衛隊に入隊することを勧めていたという。これについて桑田は「今思うと、親父は僕のことをよく考えてくれていたんだなと思いますね」とインタビューでこのことを振り返った際に述べている。

### メジャーデビュー
1978年6月25日にビクター音楽産業より、サザンオールスターズとして「勝手にシンドバッド」でメジャーデビューを果たした。
1979年に桑田は青山学院大学を除籍となった。
1980年に発売したサザンの3枚目アルバム『タイニイ・バブルス』に収録されている原由子のボーカル曲「私はピアノ」が評判となり、1981年に桑田によるプロデュースで原が「I Love Youはひとりごと」でソロデビューを果たした。1982年に桑田と原は結婚をした:10,19-24。後に2児が生まれる。また、1982年に中村雅俊に提供した「恋人も濡れる街角」が50万枚近くの売り上げを記録し、1983年にはアミダばばあ & タケちゃんマンに提供した「アミダばばあの唄」が35万枚を売り上げた。

### KUWATA BAND結成、ソロデビュー
1986年から原が産休に入るため、サザンは活動を休止した。桑田は同年1月に結成したKUWATA BANDとして活動をした。活動期間は1年であり、シングル4作もヒットした。唯一のスタジオアルバム『NIPPON NO ROCK BAND』は、日本語詞中心に構成されたシングル曲は一切収録せず、全曲新曲の全英語詞アルバムになった:11,48,54-55。同年と1987年の12月24日には自身が企画・出演した特別番組『メリー・クリスマス・ショー』（日本テレビ系列）が放送され明石家さんま、松任谷由実、忌野清志郎らと共演した。
1987年4月から一ヶ月半の間、サザンメンバーの松田弘と共に渡米。現地でダリル・ホール&ジョン・オーツと「SHE'S A BIG TEASER」をレコーディングする。
1987年10月には「悲しい気持ち (JUST A MAN IN LOVE)」でソロデビューした。小林武史と藤井丈司が楽曲制作に参加し、プログラミングや打ち込み中心のポップス路線を展開。1988年には桑田・小林・藤井の共同プロデュースで1枚目アルバム『Keisuke Kuwata』を発売した。発売後は再びサザンとしての活動となった:11,48,54-55。
サザンの活動と並行して、1989年9月から自身が監督と音楽を務めた映画『稲村ジェーン』の撮影を開始し、同時に映画の楽曲のレコーディングも開始した:10。映画は1990年9月に公開され、賛否両論はあったが、配給収入は18.3億円を記録し、同年の日本映画配給収入年間4位にランクインした。1991年に入り、7月にサザンとして「ネオ・ブラボー!!」を発売後に桑田は小林を迎え、SUPER CHIMPANZEEを結成し、9月に「クリといつまでも」を発売した:12。

### アコースティックでの制作、エイズ啓発チャリティー
1993年7月、桑田はサザンとして発売した「エロティカ・セブン」のヒット直後に再びソロ活動を始動させた:78。第2期ソロ活動では小倉博和との共同作業を行い、10月には3枚目シングル「真夜中のダンディー」をソロで発売した。11月に札幌厚生年金会館で行われた泉谷しげるの奥尻島救済コンサートに参加、12月にアクト・アゲインスト・エイズの一環でAct Against AIDS '93に出演するなど、チャリティー活動も行った。
1994年2月に母が心筋梗塞により60歳の若さで死去。このことは当時の作風に影響を与えている:53 - 59。8月には4枚目シングル「月」を発売し、9月には2枚目アルバム『孤独の太陽』を発売した。アルバムは前作とは異なり、楽器本来の音に着目したアコースティック（アンプラグド）・フォーク路線を展開した:53 - 59。10月末には5枚目シングル「祭りのあと」を発売。12月にはAct Against AIDS '94に出演し、年末には年越しライブを開催した:12。
1995年に入り、1月に小林武史によるプロデュースでMr.Childrenとコラボしたチャリティーシングル「奇跡の地球」を発売。半年間による期間限定販売であったが、170万枚以上を売り上げ、全ての収益金が「Act Against AIDS基金」に充てられた。4月からは現在も放送しているラジオ番組『桑田佳祐のやさしい夜遊び』が開始した。5月からはサザンとしての活動を再開した:12。1995年も引き続きAct Against AIDS '95に出演した。1996年以降は桑田が単独でアクト・アゲインスト・エイズの一環したライブを開催した:13。

### ポップとロックの展開、フェスとの関わり
2000年10月にサザンの活動と並行して、桑田はフジテレビ系列で自身の冠番組となる『桑田佳祐の音楽寅さん 〜MUSIC TIGER〜』が開始し、11月にはパシフィコ横浜で『Act Against AIDS 2000 桑田佳祐が選ぶ20世紀ベストソング』も開催された。2001年に入り、桑田は完全にソロ活動に移行した。同年7月発売の6枚目シングル「波乗りジョニー」が110万枚、10月発売の7枚目シングル「白い恋人達」が120万枚を記録し、夏と冬のポップソングがヒット:14,72,82,171。11月にパシフィコ横浜で『Act Against AIDS 2001 桑田佳祐 plays "The Beatles" クワガタムシ対カブトムシ』を開催し敬愛するビートルズのナンバーを演奏した。12月にはクリスマスコンサートを開催するなど精力的に活動した:14,72,82,171。
2002年に入ると、斎藤誠・片山敦夫らサポートメンバーで結成されたTHE BALDING COMPANYとの共同作業を行い、前年に発売したポップ作品とは異なり、バンド形態の本格派ロック路線を展開した。8月には「ROCK IN JAPAN FESTIVAL 2002」に出演。9月には6月に発売した8枚目シングル「東京」を収録した3枚目アルバム『ROCK AND ROLL HERO』を発売した:14,72,82,171。12月にはベストアルバム『TOP OF THE POPS』を発売し、前年の楽曲はこちらのアルバムに収録された。このベストアルバムは170万枚を記録して、ソロ名義として最大ヒット作品となった。なお、11月から12月にかけて全国ドームツアーを開催している:14。
2003年以降はサザンが25周年を迎えることもあり、再びサザンとしての活動を再開した:14,72,82,171。2004年3月に父ががん性腹膜炎で死去。葬儀・告別式では桑田が喪主として挨拶を行い、生前に父が好んでいた黒沢明とロス・プリモスの「ラブユー東京」を生ギターで歌った。
2006年8月26日・27日、浜名湖ガーデンパークにてフェス『THE 夢人島 Fes.』が開催された。きっかけは桑田が「無人島でフェスを開催できないのか」と提案したことが実現した。出演者はアミューズの後輩である福山雅治・BEGIN・ポルノグラフィティ・ONE OK ROCKなど、また桑田と交流がある加山雄三・Mr.Children・GLAYなども参加した:86。同年11月から12月にかけて、桑田は『Act Against AIDS 2006 「星条旗よ永遠なれ!? 〜私のアメリカン・ヒーローズ」』を開催している:15,88。
2007年4月に桑田が本格的にソロで活動することが発表され、5月に9枚目シングル「明日晴れるかな」を発売した。オリコンで1位を獲得し、着うたではミリオンセラーとなり大ヒットした。その後、8月発売の10枚目シングル「風の詩を聴かせて」と、12月発売の11枚目シングル「ダーリン」も共にオリコン1位を獲得。11月から12月末にかけて、年越しも兼ねてソロでライブツアーを開催した:15,88。2008年はサザンが30周年を迎えることもあり、再びサザンとして活動を始めた:87。また、ソロとしては同年3月に沖縄県石垣市の石垣市民会館で『桑田佳祐 アコースティックライブ in 石垣島』を開催した。

### 食道癌の治療、震災復興チャリティー、ソロ25周年
2008年5月、年中いっぱいでサザンが無期限活動休止をすることを発表し、8月にライブ『真夏の大感謝祭』を開催した:15,88。10月に桑田の音楽性に影響を与えた姉が膵臓癌で亡くなっている。11月に桑田はソロで『Act Against AIDS 2008 昭和八十三年度! ひとり紅白歌合戦』を開催し、2009年以降からは本格的にソロ活動を再開した。桑田は4月から9月まで、『桑田佳祐の音楽寅さん 〜MUSIC TIGER〜』（レギュラー第2期）に出演した。番組が終了と共に10月から2010年10月に発売予定の4枚目アルバム『MUSICMAN』の製作に入り、12月には12枚目シングル「君にサヨナラを」を発売した:15,88。
2010年に入り、毎年誕生日（2月26日）を目処に行う定期検診を半年以上早めて7月に受けたところ、食道癌であることが発覚。治療に専念することで音楽活動を休止し、10月発売のアルバム『MUSICMAN』は発売延期となり、その後のライブツアーも中止となった。8月に手術が無事に終了して退院した。直後に手術前から決まっていた通り13枚目シングル「本当は怖い愛とロマンス」を発売。10月にはアルバムのレコーディングを再開。12月には紅白歌合戦に特別枠として出演し音楽活動を再開させた:15,88。
2011年2月に発売延期となったアルバム『MUSICMAN』を発売した。その直後に発生した東日本大震災の被災地に収益を寄付するチャリティーを行うために桑田は所属事務所の後輩である福山雅治らと共にチーム・アミューズ!!として「Let's try again」を5月に発売した。この楽曲は桑田が制作したものであり、8月にはソロフルバージョンとして「Let's try again 〜kuwata keisuke ver.〜」が制作され、14枚目シングル「明日へのマーチ/Let's try again 〜kuwata keisuke ver.〜/ハダカ DE 音頭 〜祭りだ!! Naked〜」に収録したうえで発売された。9月に入ると宮城でライブ『宮城ライブ 〜明日へのマーチ!!〜』を開催し、12月には年越しライブを開催した:15,88。
2012年に入り、桑田はソロとして25周年を迎えた。7月に25周年ベストアルバム『I LOVE YOU -now & forever-』を発売し、80万枚に迫るヒットを記録した。9月から12月の年越しにかけてアルバムを引っ提げ、全国ツアー『I LOVE YOU -now & forever-』を開催した。2013年3月に15枚目シングル「Yin Yang/涙をぶっとばせ!!/おいしい秘密」を発売。6月にサザンは35周年を迎え、バンドとしての活動を再開した。7月には商工会議所や同級生を始めとした地元有志の働きかけもあり茅ヶ崎市民栄誉賞を受賞した。なお、サザンの活動と並行しつつ、11月には『Act Against AIDS 2013 昭和八十八年度! 第二回ひとり紅白歌合戦』を開催した:15,88。2014年11月には長年の音楽活動が評価され紫綬褒章を受章した。

### 還暦、ボウリングイベントの開催、オリンピックテーマの制作
2015年8月に桑田はサザンとしてのライブ『おいしい葡萄の旅』が終演し、11月からソロ作品発売のためにレコーディングを開始した。2016年2月に還暦を迎え、誕生日当日にはソロ名義の作品のダウンロード配信が開始された。6月に16枚目シングル「ヨシ子さん」を発売した。この楽曲はR&B・HIPHOP・ EDM・サブスクリプションなどの最先端の音楽用語に対応しきれず、サタデー・ナイト・フィーバー、ナガオカ針、演歌などを回顧するアナログ世代の悲哀ととれる内容になっている。そして、11月に17枚目シングル「君への手紙」を発売し、12月には年越しライブを開催した:16。
2017年4月、特設サイトにて「ROUND30」と名付けられた企画を発表し、ソロデビュー30年の節目を迎えるにあたって、30項目におよぶ“全力投球”を宣言した。7月にライブハウスイベントの開催、8月には「ROCK IN JAPAN FESTIVAL 2017」に出演した。直後に5枚目アルバム『がらくた』を発売。アルバムは35万枚を超えるヒットとなり、この年の男性ソロアルバムとして最大売上を記録。10月から12月にかけて、アルバムを引っ提げて、全国ツアー『がらくた』を開催し、大晦日には『第71回NHK紅白歌合戦』に中継で出場した:16。
2018年11月に『Act Against AIDS 2018 平成三十年度! 第三回ひとり紅白歌合戦』を開催した。今回のライブで桑田にとって、Act Against AIDS活動は終了した。2019年に入り、サザンの全国ツアー『LIVE TOUR 2019 “キミは見てくれが悪いんだから、アホ丸出しでマイクを握ってろ!!” だと!? ふざけるな!!』と並行して桑田佳祐 & The Pin Boys名義の活動を開始。1月にボウリングシングル「レッツゴーボウリング」の発売、2月に自身主催のボウリング大会「KUWATA CUP 2019」を開催した。「レッツゴーボウリング」に関しては、オリコンで1位を獲得したことにより、30歳代〜60歳代で1位を獲得した。この記録は史上初となる記録になった。同年12月にはサザンも含めて自身の楽曲全てがサブスクリプション型サービスでのストリーミング配信が解禁された。
同年7月に民放5局列による2020年東京オリンピック共同企画「一緒にやろう2020」のテーマソングを桑田が制作することが発表され、2020年1月に民放5局列で同時放送された番組内で「SMILE〜晴れ渡る空のように〜」が公開された。2月にはボウリングシングル2枚目となる「悲しきプロボウラー」が発売された。
2020年1月から2021年4月まで、『週刊文春』にて『ポップス歌手の耐えられない軽さ』のタイトルでエッセイの連載をした。
2021年3月に桑田にとって初となるブルーノート東京で無観客ライブを開催し、昨年のサザンの無観客ライブも合わせて通算3回目の無観客ライブとなった。ブルーノートは格式が高く、桑田はこの会場でのライブに憧れていたという。このライブから得た収益の一部は「Music Cross Aid ライブエンタメ従事者支援基金」を通じ、ライブエンタテインメント業界支援のために役立てられた。9月には自身初となるミニ・アルバム『ごはん味噌汁海苔お漬物卵焼き feat. 梅干し』が発売され、発売に先駆けて7月に「SMILE〜晴れ渡る空のように〜」、8月に「炎の聖歌隊 ［Choir］」と「Soulコブラツイスト〜魂の悶絶」が配信シングルとして先行発売された。ミニ・アルバムはオリコン週間ランキングで1位を獲得し、男性ソロアーティストとして初となる5年代（1980年代〜2020年代）連続アルバム首位獲得を記録した。また、9月から12月の年越しにかけて、全国ツアー『BIG MOUTH, NO GUTS!!』を開催した。

### 同級生らとのチャリティー、ソロ35周年
2022年5月に桑田の呼びかけによって、桑田と同学年・同級生である佐野元春、世良公則、Char、野口五郎らと共にチャリティー配信シングル「時代遅れのRock'n'Roll Band」を発売。収益の一部は、困難に直面している世界中の子供たちの未来といのちを守るため、「セーブ・ザ・チルドレン」に寄付される。8月にはソロとして5年ぶりとなる「ROCK IN JAPAN FESTIVAL 2022」に出演予定であったが、出演3日前に新型コロナウイルスに感染したことをアミューズが発表し、出演見合わせとなり、後日『桑田佳祐のやさしい夜遊び』で代替企画を行った。11月にベストアルバム『いつも何処かで』が発売されたほか、11月から12月にかけて全国ドームツアー『お互い元気に頑張りましょう!!』が開催された。また、12月末には追加公演を横浜アリーナで開催、大晦日には「時代遅れのRock'n'Roll Band」で『第73回NHK紅白歌合戦』に事前収録という形で出演している。
2023年、松任谷由実のデビュー50周年を記念して松任谷とのコラボレーション・シングル「Kissin' Christmas (クリスマスだからじゃない) 2023」を発表。本作は元々『メリー・クリスマス・ショー』のために制作された楽曲で、今回のために新たにリメイクされた。シングルとして発売されたほか、同年の松任谷のコラボ・ベスト・アルバム『ユーミン乾杯!!』にも収録された。桑田と松任谷の楽曲での共演は『メリー・クリスマス・ショー』以来だったが、2019年の第69回NHK紅白歌合戦では究極の大トリとして出演したサザンのステージでは「勝手にシンドバッド」を演奏中、松任谷が踊りながら乱入し、桑田と濃厚な絡みを見せるなど当時32年ぶりの共演をしていた。

## 使用機材

### エレキギター
ポール・リード・スミス スタンダード 24
1996年のサザンのツアー『ザ・ガールズ万座ビーチ』から使用している。
ポール・リード・スミス S2 シングルカット スタンダード サテン
2011年の楽曲「それ行けベイビー!!」のMVや『宮城ライブ 〜明日へのマーチ!!〜』のアンコールで使用されており、『ちびまる子ちゃん』のエンディングテーマに使用された「100万年の幸せ!!」のMVでも、このギターを弾いている桑田がアニメ化されている。
フェンダー・ストラトキャスター
2002年のソロアルバム『ROCK AND ROLL HERO』のレコーディング・セッションで使用した。
フェンダー・テレキャスター ペイズリー レッド 1968
2011年3月5日に放送されたWOWOWのスペシャル番組「桑田佳祐『MUSICMAN』スペシャル」の中で「現代人諸君!!」を演奏した際などに使用した。
フェンダー・テレキャスター・カスタム
2002年のソロアルバム『ROCK AND ROLL HERO』のレコーディング・セッションで使用した。
フェンダー・カスタム・ショップ ストラトキャスター 1960
2000年のサザンの楽曲「HOTEL PACIFIC」のレコーディング・セッションから使用している。
フェンダー・カスタム・ショップ テレキャスター
2016年の年越しライブ『ヨシ子さんへの手紙 〜悪戯な年の瀬〜』から使用している。
シェクター「AC-KK/SIG」プロトタイプ
桑田のオリジナルモデルとして製作された。2017年にビルボードライブ東京で開催された『この夏、大人の夜遊び in 日本で一番垢抜けた場所!!』でも使用された。
リッケンバッカー 330 ミッドナイトブルー
2002年の楽曲「素敵な未来を見て欲しい」のMVで使用されている。
グレッチ キャデラックグリーン
『桑田佳祐の音楽寅さん 〜MUSIC TIGER〜』（フジテレビ系）2009年5月11日放送分第4回 「一日遅れの母の日スペシャル」で「東京だョおっ母さん」（島倉千代子）を歌唱した際に使用した。
ギブソン・SG
2002年のソロアルバム『ROCK AND ROLL HERO』のレコーディング・セッションで使用した。
ギブソン・ES-330
2002年のソロアルバム『ROCK AND ROLL HERO』のレコーディング・セッションで使用した。
ギブソン・ES-335
熊坂出監督作品『茅ヶ崎物語 〜MY LITTLE HOMETOWN〜』にて使用した。
ギブソン・レスポール スタンダード
2005年に開催したサザンの全国ツアー『みんなが好きです!』や「桑田佳祐 & SUPER MUSIC TIGERS」として出演した2009年8月30日に山中湖で開催されたライブイベント『SWEET LOVE SHOWER 2009』で使用。2種類所有しており、前者はピックガードがない仕様、後者はピックガードがある仕様になっている。
ギブソン・レスポール・カスタム
2002年のソロアルバム『ROCK AND ROLL HERO』のレコーディング・セッションで使用した。
エピフォン・カジノ
2002年のソロアルバム『ROCK AND ROLL HERO』のレコーディング・セッションで使用した。『Dream Power ジョン・レノン スーパー・ライヴ 2011』に出演し、ビートルズの楽曲を演奏した際にもこのギターを使用している。
PGM テレキャスター カスタムタイプ
埼玉県のギター工房『PGM』で桑田のオリジナルモデルとして複数種製作されている。後に同様のデザインで『KK』シリーズと題して市販化され、ファンの間で話題となり、さらにその垣根を超えてファンならずとも愛好家の多いモデルとして隠れたヒット商品となっている。
アイバニーズ LGB30 ナチュラル ジョージ・ベンソンモデル
2020年にサザンとして横浜アリーナで開催された無観客年越しライブ『Keep Smilin’〜皆さん、お疲れ様でした!! 嵐を呼ぶマンピー!!〜』や2021年の全国ツアー『BIG MOUTH, NO GUTS!!』など複数のライブで使用され、特に後者では映像作品のジャケット写真としてこのギターを弾いている姿が使われている。

### アコースティックギター
ギブソン・J-200
1996年のサザンのアルバム『Young Love』のジャケット写真や2002年の楽曲「ROCK AND ROLL HERO」のMVに登場している。また、同名のアルバムのレコーディング・セッションでも使用されている。
ギブソン・J-160E
2001年に開催された『Act Against AIDS 2001 桑田佳祐 plays "The Beatles" クワガタムシ対カブトムシ』にて使用。ジョン・レノンが使用していたものと同型であり、アタッチメントも付いている。2002年のソロアルバム『ROCK AND ROLL HERO』のレコーディング・セッションでも使用した。
ギブソン・ダヴ
2002年のソロアルバム『ROCK AND ROLL HERO』のレコーディング・セッションで使用した。また、2007年の楽曲「風の詩を聴かせて」のジャケットと同じシチュエーションで撮影された写真で使用され、翌年に沖縄県石垣市で開催された『桑田佳祐 アコースティックライブ in 石垣島』の告知用フライヤーやネット記事などでもこの写真が掲載されている。また、同曲のCD盤のジャケット裏にも海を背景にこのギターを弾く姿の写真が使用されている。
ギブソン・ダヴ アーティスト
ギブソン・ダヴと異なりピックガードに鳩が象嵌されていない仕様になっている。サザンの楽曲「彩 〜Aja〜」や「東京VICTORY」のMVおよび『ヨシ子さんへの手紙 〜悪戯な年の瀬〜』や『この夏、大人の夜遊び in 日本で一番垢抜けた場所!!』などの複数のライブでも使用されている。
ギブソン・ハミングバード MVS
2005年に開催したサザンの全国ツアー『みんなが好きです!』や2008年に沖縄県石垣市で開催された『桑田佳祐 アコースティックライブ in 石垣島』および2007年の楽曲「明日晴れるかな」「風の詩を聴かせて」のMVで使用している。
K.ヤイリ BL-150SP
「パワーがあるが取り回しがしやすく、オールマイティに使えるギター」という要望のもと製作された。桑田はこのギターを「最高のギター」と称え、楽曲の作曲に用いる他、テレビ番組でも頻繁に使用していた。2002年にはソロアルバム『ROCK AND ROLL HERO』のプロモーション用の写真としてこのギターを爪弾く姿を写したものが撮影された:136。『BL-150SP』は桑田のオリジナルモデルであり、通称「桑田モデル」とも呼ばれ、後年には同様のデザインで『K.ヤイリ BL-95K CTM』の型番で市販化されている。
マーティン HD-28V
2008年に日産スタジアムで開催されたサザンのライブ『真夏の大感謝祭』から使用されている。
ギルド D-55
2008年の『真夏の大感謝祭』から使い始め、『桑田佳祐の音楽寅さん 〜MUSIC TIGER〜』でのスタジオライブや2013年のサザンの楽曲「栄光の男」のMVなどでも使用されている。

### エレキベース
フェンダー・プレシジョンベース
2002年のソロアルバム『ROCK AND ROLL HERO』のレコーディング・セッションで使用した。
フェンダー・ジャズベース
2002年の楽曲「素敵な未来を見て欲しい」のレコーディングにて使用するが、途中で後述のゾン ソヌスに持ち替えている。
ゾン ソヌス
2002年の楽曲「素敵な未来を見て欲しい」のレコーディングにて使用した。
ファイネスティ ジャズ バス モデル
埼玉県のギター工房『PGM』で完全オーダーメイドで製作されており、レコーディングの際に使用している。原由子に提供した「夢をアリガトウ」のレコーディングでも使用しており、その模様が『桑田佳祐の音楽寅さん 〜MUSIC TIGER〜』2009年7月19日放送分第12回 「夢のような企画」にて映されている。

## 評価
前述の通り出身地である茅ヶ崎市やその周辺都市を取り上げた楽曲も多く、その影響で知名度や経済への貢献を評価され、これらが決め手となり2013年の茅ヶ崎市民栄誉賞贈賞に至った。2023年のサザンの楽曲「盆ギリ恋歌」の歌詞とMVに登場する同級生は桑田のことを「地元や仲間を大切にしてくれている。茅ヶ崎が好きなんだ。そんな人柄があるから長くスターでいられるのでは。市民みんな喜んでいるよ」と評している。
東日本大震災発生時やコロナ禍などにおいて音楽活動を通じて人々に寄り添い社会的貢献を行う姿勢への評価も高く、ソロ・サザンを問わず多くのライブの舞台監督を担当している南谷成功は桑田の行動力を「東日本大震災のときも今回のコロナ禍も、真っ先に旗を揚げて駆けつける。（サザンとして行った2020年の無観客配信ライブで演奏された）『東京VICTORY』で一緒に拳を突き上げていたとき、僕も含めてみんな嬉し泣きしていました。僕たちはついていくばかりですけど、全力でサポートしたいといつも思っています」と語り高く評価している。
性格に関しては「実はいい人」「とにかくおとなしい真面目な人」「真面目に年齢を重ねた常識人」と評されており、三枚目を装うパフォーマンスが散見されるが、これらは照れ隠しであることが指摘されている。桑田の堅実さは原を始めとした家族との関係やサザンのメンバー同士の人間関係を大切にしていることに端的に表れており、2008年にバンドの無期限活動休止を発表した際も「メンバー1人1人があってのサザンです」「メンバー5人いまして、私はもう彼ら1人1人が大事ですし、一生のパートナーとしてこれからも付き合っていきたいと思います」と個々のメンバーを気遣う発言を行っている。様々なミュージシャンが不倫や女性問題などのスキャンダルを起こす中で、桑田・原夫妻はそういったものとは無縁であり、双方が敬意を持って家庭や音楽と向き合っている面も高く評価されている。また、ソロ活動が活発になってもメンバーを見捨てない桑田の姿勢は武田鉄矢（海援隊）と肩を並べて評価されている。音楽プロデューサーの酒井政利は「原坊はもちろんのこと、メンバーもスタッフもそんな桑田の人となりに惹き付けられて、サザンオールスターズを楽しんでいるように見える」と評している。また、音楽評論家のスージー鈴木も「ワンマンバンドって、だいたい早く潰えるんですよね。桑田佳祐というリーダーがいて、（2018年の時点で）40年続けているというのはすごいことです」「メンバーの和気あいあいとした姿を見るにつけ、桑田はリーダーでありながら上から目線にならない"ムードメーカー"なのでしょう」と語っている。また、同郷の先輩の加山雄三は桑田の人柄を「本当にいいやつ。心が素晴らしいから、あんなスケベな曲が作れるんだよ」「世界に誇れるアーティスト。『THE 夢人島 Fes.2006』で奴は、俺の曲を全部知っててギターを弾くわ、コーラスまで付けてくれた。それでいて謙虚で、さすが我が後輩」と評価している。
チーフマネージャーから若手スタッフまで幅広い関係者から意見を募ったり、食事に連れて行ったりするなど面倒見がいいことでも知られる。2002年のソロアルバム『ROCK AND ROLL HERO』のレコーディング日誌にも「今日はこのくらいにして、みんなでごはんでも食べに行こうか?」とメンバー、スタッフを食事に誘う場面が記録されている。先述した「桑田佳祐 & SUPER MUSIC TIGERS」にベーシストとして参加した経験がある亀田誠治は桑田の人付き合いの良さについて「この人、音楽が好きなんだなあって思いましたね。そして人を楽しませる音楽を作るためには、まず一緒に音を出す仲間を大事にしなきゃいけないってことを肝に銘じてるんだなって」「桑田さんくらいのレベルになっても、こうやって1つのステージを作るために、みんなが1つになるためにこんなに心配りをし、こんなに努力をするんだっていう」「偉そうにしている姿なんて見たことないですね。僕らに対してもスタッフさんに対しても。実るほど頭を垂れる稲穂かな、じゃないですけど、決して偉ぶらないし音楽一筋にかけている感じが強くて。もう国宝って言っていいんじゃないかな（笑）」と評している。
ファンへの対応も評価されており、チーフマネージャーの話によると、桑田をはじめとしたサザンのメンバーは全員ファンレターにはすべて目を通しており、返信ハガキが同封されたものは時間が許す限り返信を書いている。老若男女幅広くファンが存在しており、桑田は「ファンレターや掲示板（公式BBS）を通じて、ファンの皆さんから教えられることも年々多くなってきた」と述べている。
サザンのメンバーでかつ妻であり、楽曲提供を多く受けている原由子は桑田のことを「いまだにレコーディングの度に、こんな引き出しがあったんだとびっくりさせられる、とてつもない才能の持ち主」「私では思いつかないようなアイデアもいっぱい出してくれるので刺激になります」と評しており、「私はずっと桑田の音楽の大ファンなんです」と語っている。また、原は自身のベストアルバム『ハラッド』の制作の際、ソロ・サザンを含めたこれまでの作品を振り返り、「桑田にいい曲をいっぱい作ってもらったんだ」ということを感じ、涙が止まらなくなったという。
元サザンのメンバーの大森隆志は桑田のことを「あれだけバラエティに富んだ楽曲を生み出せるミュージシャンは他にいない」と評している。
同郷の先輩の加山雄三は「茅ヶ崎出身で世界に通用するのは桑田君しかいない」「世界に誇れるアーティスト」と桑田の才能を高く評価する発言を度々している。また、白色にペイントされたモズライト・ギターを桑田に贈呈したエピソードや、2014年秋に加山が旭日小綬章を受章した同じタイミングで桑田も紫綬褒章を受章しており、電話で互いの栄誉を称え合ったエピソードもある。
茅ヶ崎とも縁が深い徳光和夫はサザンや桑田の楽曲の作風を「昭和から平成、そして今なお第一線で活躍しているでしょ。桑田（佳祐）さんは今（2025年時点で）69歳、そのお歳で全国ツアーをやっているなんてすごいですよ。サザンがデビューしたとき、僕は『紅白歌のベストテン』の司会をやっていたわけですけども、ランニング姿で『勝手にシンドバッド』を歌う姿は本当に斬新でね。周囲の若いスタッフも『まったく新しいものが出てきた!』と言ってましたけど、僕たち世代から見れば、“新しいのに懐かしい”不思議な存在でしたね。桑田さんのご実家はスナックをやっていらしたから、ムード歌謡が自然と染み込んでたんでしょう。桑田さんは百人一首や万葉集も読んでるらしくて、そこから歌詞を紡いでいるという話もある。だからこそ、サザンの曲には懐かしさと新しさが絶妙に同居しているといえるんだと思います」と分析している。
世良公則とは前述の通り双方が「戦友」と語るほどの間柄であり、サザンを解散せずに長く継続している桑田に対して尊敬の念を持っている旨を公言している。
桜井和寿（Mr.Children）は桑田について「サビへの盛り上げ方は桑田さんから」と、音楽性に多大な影響を受けたことを公言している。特にMr.Childrenの楽曲「しるし」のサビのメロディについては、サザンの楽曲「TSUNAMI」のサビのメロディとの近似性がマーティ・フリードマンによって指摘されている。また、桑田のソロアルバムの中では『孤独の太陽』が好きであり、その中でも「漫画ドリーム」を特に気に入っている。桑田も桜井のことを「個人的に日本で一番才能があるライターでありシンガーです」と高く評価している。
草野マサムネ（スピッツ）は「今現在日本のポピュラーソングを作ってる人間で直接的でも間接的でも（桑田の曲の）影響受けてない人ってほとんどいないと思うんですよ」「とくに、ロックのリズムに強引に日本語をのっけちゃう手法とか」「言葉の意味よりもリズム重視という作詞をコミカルになり過ぎない範囲でスマートにやれちゃうっていう、この辺がねぇ桑田佳祐さんこそ、J-POPのゴットファザーだと思う所以です」と桑田の音楽的な影響力の強さを語っている。桑田もスピッツの才能を認めており、『Act Against AIDS 2008 昭和八十三年度! ひとり紅白歌合戦』では「ロビンソン」をカバーしている。
R-指定（Creepy Nuts）はサザンおよび桑田ソロの楽曲を愛好しており、桑田の音楽性を「最初は普通に音楽を楽しんでたんですけど、いま聞くと、もうあの人は表現がラッパーなんですよね」「めっちゃ韻踏んでたりとか、言葉を詰めるとか、日本語の発音を耳障りが良いように崩すとか、あの人の歌い方がなかったら日本語でラップするのは難しいんじゃないかなって思うくらい（笑）」と評価している。また、いとうせいこうは「サザンがいなければ、桑田佳祐がいなければ、桑田佳祐の歌唱法や作詞法がなければ、日本語でラップをできるとすら思わなかった」と語っている。
坂本冬美は元々は音楽への興味の中心はポピュラー音楽よりも演歌だったが、中学生時代からは初恋の相手の影響でサザンの楽曲にも関心を示すようになった。当時のことを「ハスキーな歌声がせつなくて、そのときは歌詞の深い意味まではわからなかったけど、胸にキュンときたのを覚えています」と回想している。
AIは学生時代からサザンおよび桑田ソロの楽曲を聴いていたといい、その魅力を「独特のちょっとかすれた声もそうですが、歌詞や言い回しが凄いしかっこいい」と語り、「エロティカ・セブン」などのエロティックな楽曲がヒットしたことに対しても「すごいとしか言いようがありません」と評した。また、メッセージ性が強い楽曲の歌詞に対しても高い評価を与えており、特に「Missing Persons」の『Megumi, come back home to me.』の部分に対して「私には絶対に書けません。共感できると同時に、みんなでどうにかしようという気持ちが伝わって来ます」と語っている。
桑田のメッセージ性が強い楽曲の歌詞に関しては、シンガーソングライターの佐藤龍一も『桑田佳祐の音楽寅さん 〜MUSIC TIGER〜』第2期最終回で演奏された「漫画ドリーム09」のウイグルでの事件に触れた部分を高く評価しており、作詞をした桑田やこの場面を放送した『音楽寅さん』のスタッフの英断を称える発言を自身のブログで行った。
前川清は桑田の楽曲について「あの人のメロディーというのは、予測つかないです」「聴いててうれしくなるんです。ゾクーっときますよね」「ご自分しか歌えない歌というのも、けっこうありますよね。そういうところもおもしろいんだよなぁ」と評価しており、カバーすることに対しても積極的な姿勢を示している。
山崎まさよしは桑田について「引っかかりのある言葉でいい曲を作るから、尊敬する」と語っている。
藤井フミヤは桑田について「誰も敵わないと思う」「昨日、たまたまなんだけど、ラジオを聴いていたら、桑田さんの曲を何人かのアーティストが歌っていたのよ。別に届いてこないんだよね、歌詞もメロディも。ところが、桑田さん本人が歌うと、ドーンってくるじゃん。やっぱり、すごいなぁと思い知らされたね」「オレ、キングオブポップは桑田佳祐さんだと思ってる」と述べ敬意を払っていることを明かしている。
韓国のシンガーソングライターで9人組ガールズグループNiziUの総合プロデューサーのJ.Y. Parkことパク・ジニョンは桑田の音楽性を「桑田さんは本物のソウルを持っていて、アメリカのアーティストに比べて全然劣らないと思います」と評価しており、「一番好きな日本のアーティストです」と語っている。
音楽評論家の中山康樹は桑田について「桑田佳祐の音楽は、洋楽の要素と邦楽が渾然一体となった、奇妙にして絶妙なバランスの上で成立していた。そのバランスの微妙な揺れとグラデーションは、すくなくともそれ以前の邦楽の世界には存在しないものだった」と高く評価している。
音楽評論家のスージー鈴木は「あくまで個人的意見として、日本の“ロック人”を3人に絞るとすれば、吉田拓郎、矢沢永吉、桑田佳祐。そして、たった1人選ぶとすれば――桑田佳祐」と論じている。
ビートたけしはミュージシャンとしての桑田の才能を「大した天才だと思う」と評価している。また、桑田も芸人としてのたけしを認めている。ファンや識者の間では桑田とたけしに関して照れ隠しなどが混じった人柄や芸風の共通点を指摘する意見も存在している。この関係性を知らない者からは映画『稲村ジェーン』に関する論争の影響で現在も桑田とたけしが不仲であると誤解されたことも度々あり、たけしは「桑田佳祐の映画でいろいろあったのなんて、もうずいぶん昔のことなんだよ。もしも仲が悪かったら映画『浅草キッド』の主題歌に桑田佳祐の曲を使ったりしないだろう」とコメントしている。
内村光良（ウッチャンナンチャン）は桑田の人柄を「繊細な方」「あんなにスターなのに、全然スターに見えないというか、なにも飾らないし、本当に気さくな方」と評価している。
太田光（爆笑問題）は自身の人格形成に影響を与えた人物として桑田、ビートたけし、カート・ヴォネガット、立川談志、植木等、チャールズ・チャップリンといった6人の名前を挙げている。2023年のインタビューでは、桑田の多作ぶりを「『桑田佳祐はまだこれから』と僕は思ってます。もう曲が出尽くしたと思っても、また名曲を生み出す人。未来が本当に楽しみです」と語り称賛している。2011年のインタビューでは、災害時に不安や恐怖心を煽っていく表現者の風潮に対して批判的な旨を述べた上で、桑田に対しては「そういう奴と正反対のところに桑田さんはいる」と称え、「真っ正面から表現するっていう姿勢はいつも見習いたいなと思ってます」「全然違うジャンルなんだけど、俺にとっては目標みたいなところがあります。おこがましいですけど」と語っている。また、2015年には自身のラジオ番組『爆笑問題カーボーイ』（TBSラジオ）で桑田の影響力を「桑田佳祐がどんだけ、どんだけ日本を明るくしたか。どんだけ日本人を勇気付けて来たか」と力説している。また、太田の相方である田中裕二も桑田の人柄を「本当に優しくて気を遣ってくれて、腰が低い。本当にそこが尊敬する」と称えている。
デビュー当時からのサザンファンであり、晩年には桑田との交流もあった漫画家のさくらももこは、ミュージックビデオ集『MVP』のリリース時に「桑田さんて若い頃から現代に至るまでゆるぎない特別な才能があり、いかにたくさんの人々を魅了してきたか、私もサザンのデビューの頃から魅了されっぱなしですが、人生の思い出と共に桑田さんの歌があり、桑田さんが居なかったら今の文化はひとつの大きな趣を味わえなかったと思います」と自身のブログで発言した。
酒井若菜は桑田の存在を「桑田さんの声と音と言葉をリアルタイムで触れることのできる時代に生まれたことは、私の誇り」「なんであんなに人を元気にできちゃうんだろ しかも日本全国を しかもこんなに長く」と語っている。
西内まりやはかつて『共演してみたい憧れのアーティストベスト3』として桑田、長渕剛、テイラー・スウィフトの名前を挙げていた。とりわけサザン及び桑田の楽曲は昔から父親の車の中でずっと聴いていたといい、特に好きな曲として「白い恋人達」を挙げている。
作家の百田尚樹はソロ・サザンを含め2度ライブを観覧した経験があり、桑田、中島みゆき、松任谷由実の才能を高く評価する発言をしている。
落語家の三代目 桂春蝶は桑田のことを「日本の誇り」「国の宝」「一番死んでほしくないひと」「一生応援いたします」「これからも日本を明るく照らし続けてほしいです」と自身のブログで語るほど尊敬している。
2003年にHMVが発表した『邦楽アーティストの重要な100人（Top 100 Japanese pops Artists - No.1）』の12位に選ばれ、サザンは同チャートの1位に選出された。
2012年3月にgooが発表した「国歌斉唱、聴きたい男性歌手は?」と題したランキングで11位（668票）を獲得している。
2007年・2008年にオリコンが調査した“父親にしたいと思うアーティスト”にて総合1位を獲得、2007年に調査した“夏のバラードが似合う男性アーティスト”や“イケてる夏ダディ”でも全世代で1位を獲得している。
2014年の明治安田生命保険のアンケートで、「理想の有名人夫婦」ランキングの3位に桑田・原夫妻が入った。夫婦で苦楽をともにする姿が共感を集めたとされ、また2人とも第一線で活躍していることが支持された。

## 栄典・受賞

### 栄典
- 2013年 - 茅ヶ崎市民栄誉賞[715]
- 2014年 - 紫綬褒章[15]

2013年夏に茅ヶ崎市民栄誉賞を受賞した際には授賞式を茅ヶ崎公園野球場でのサザンのコンサートのステージ上で実施し、服部信明茅ヶ崎市長（当時）が桑田に賞を授与した。これを受けて桑田は「皆さんの気持ち、力のお陰。亡くなった父、母、姉にも見せたかった」「茅ヶ崎で生まれた幸せ、誇りを胸に刻みます」とあいさつした。
2014年秋に紫綬褒章を受章した際には驚きながらも「身に余る光栄」と語り、褒章を『高貴な章』と称え、ファンや自身の音楽性に影響を与えた音楽家への感謝の念と世界平和への願いを述べた。妻の原を伴って出席した伝達式では報道陣から声をかけられ、桑田は「大変ありがたいと思っております」と緊張の面持ちで答え、原は柔らかな微笑みをたたえていた。午後には他の受章者と共に皇居を訪れて当時の天皇明仁に拝謁した。桑田は拝謁した際に感動のあまり涙を流したことを翌日放送の自身のラジオ番組で語っている。同年のサザンの年越しライブでは実物を観客に向けて披露し、受章への喜びやメンバー、スタッフ、ファンへの感謝を綴った黒沢明とロス・プリモスの「ラブユー東京」の替え歌「ラブユー褒章」を歌った。普段は褒章は神棚に保管していることが桑田によって言及されている。

### 日本レコード大賞
| 年   | 作品           | カテゴリー                     |
| ---- | -------------- | ------------------------------ |
| 1982 | 夏をあきらめて | 作曲賞                         |
| 1988 | Keisuke Kuwata | 優秀アルバム賞                 |
| 1990 | 真夏の果実     | 作曲賞                         |
| 1994 | 月             | 優秀賞                         |
| 1994 | 孤独の太陽     | ベストアルバム賞・アルバム大賞 |
| 2001 | 白い恋人達     | 金賞                           |
| 2017 | がらくた       | 優秀アルバム賞                 |

### 日本ゴールドディスク大賞
| 年   | 作品               | カテゴリー                                |
| ---- | ------------------ | ----------------------------------------- |
| 2002 | 波乗りジョニー     | ソング・オブ・ザ・イヤー                  |
| 2002 | 白い恋人達         | ソング・オブ・ザ・イヤー                  |
| 2003 | 東京               | ソング・オブ・ザ・イヤー                  |
| 2003 | ROCK AND ROLL HERO | ロック&ポップ・アルバム・オブ・ザ・イヤー |
| 2003 | TOP OF THE POPS    | ロック&ポップ・アルバム・オブ・ザ・イヤー |
| 2008 | 明日晴れるかな     | シングル・オブ・ザ・イヤー                |
| 2023 | 該当なし           | 特別賞                                    |

### SPACE SHOWER Music Video Awards
| 年   | 作品       | カテゴリー              |
| ---- | ---------- | ----------------------- |
| 2002 | 白い恋人達 | BEST MALE VIDEO         |
| 2003 | 東京       | BEST VIDEO OF THE YEAR  |
| 2010 | 該当なし   | 特別賞                  |
| 2017 | 該当なし   | BEST ACHIEVEMENT ARTIST |

### ザテレビジョンドラマアカデミー賞
| 年     | 作品           | カテゴリー     |
| ------ | -------------- | -------------- |
| 2007年 | 明日晴れるかな | ドラマソング賞 |
| 2013年 | Yin Yang       | ドラマソング賞 |
| 2017年 | 若い広場       | ドラマソング賞 |

### その他の賞
ミュージック・ジャケット大賞
大賞『MUSICMAN』（2011年）
日本プロ音楽録音賞
最優秀賞「ハダカ DE 音頭 〜祭りだ!! Naked〜」（2011年）
CDショップ大賞
マエストロ賞『がらくた』（2018年）
日本ボウリング場協会賀詞交歓会
ボウリング・マスメディア大賞（2019年）

## 記録
※この記録は全てオリコンによるものである。
- グループとソロプロジェクトの両方のシングル・アルバム総売上が1000万枚を超えているのは桑田のみである[注釈 76][851]。
- ボーカリスト別売上では、B'zの稲葉浩志（8523万枚）に次いで歴代2位（6525万枚）を記録している（2016年現在）[851]。
- 作曲家シングル総売上：3901.8万枚（歴代4位・2020年10月現在）[852]

### シングル記録
- シングル総売上枚数：684.9万枚（2019年9月現在）[注釈 77]
- 年齢4年代連続シングル1位獲得：歴代1位（30代〜60代）[724]
  - 30代「真夜中のダンディー」
  - 40代「波乗りジョニー」「白い恋人達」「東京」
  - 50代「明日晴れるかな」「風の詩を聴かせて」「ダーリン」「君にサヨナラを」
  - 60代「レッツゴーボウリング」

### アルバム記録
- 5つの年代（1980年代 - 2020年代）でアルバム首位獲得（歴代1位タイ）[854][855][21][注釈 78]
  - 1980年代：『Keisuke Kuwata』
  - 1990年代：『孤独の太陽』
  - 2000年代：『TOP OF THE POPS』
  - 2010年代：『MUSICMAN』『I LOVE YOU -now & forever-』『がらくた』
  - 2020年代『ごはん味噌汁海苔お漬物卵焼き feat. 梅干し』『いつも何処かで』
- 年齢4年代連続アルバム1位獲得：歴代1位タイ[856][注釈 79]

### 映像作品記録
- 『昭和八十八年度! 第二回ひとり紅白歌合戦』は、男性ソロアーティストとして初のDVD・Blu-ray総合1位を獲得した作品[857]。
- キャリア30年3か月でDVD・Blu-ray映像作品ランキングの首位獲得でソロアーティスト歴代1位（2018年1月現在）[858]。
- ソロアーティストによる「ミュージックDVD・Blu-ray Disc通算1位獲得作品数」：歴代1位（6作、2023年5月現在）[859]。

## ストリーミング認定
2019年12月20日、各配信サイトにてこれまでの全シングル・アルバムのサブスクリプション配信が開始した。日本レコード協会でストリーミング認定された楽曲は下記の通り。
| 曲名                            | 認定                       |
| ------------------------------- | -------------------------- |
| 「白い恋人達」                  | ゴールド認定（2023年1月）  |
| 「白い恋人達」                  | プラチナ認定（2024年9月）  |
| 「波乗りジョニー」              | ゴールド認定（2023年4月）  |
| 「波乗りジョニー」              | プラチナ認定（2024年11月） |
| 「明日晴れるかな」              | ゴールド認定（2023年10月） |
| 「SMILE〜晴れ渡る空のように〜」 | ゴールド認定（2025年4月）  |

## 作品
※桑田佳祐名義で発売された作品のみ記載する。

### シングル
| 「初週売上」「順位」は「オリコン週間シングルランキング」の記録に準じる。 太字の「順位」はオリコンによる累計売上枚数がミリオンセラーを示す。 |                |                                                                                           |        |                      |          |      |                            |
| # | 発売日         | 作品名                                                                                    | 形態   | 規格品番             | 初週売上 | 順位 | 収録アルバム               |
| 1 | 1987年10月6日  | 悲しい気持ち (JUST A MAN IN LOVE)                                                         | EP     | VIHX-1725            | 未公表   | 2位  | Keisuke Kuwata             |
| 1 | 1987年10月6日  | 悲しい気持ち (JUST A MAN IN LOVE)                                                         | CT     | VST-10325            | 未公表   | 2位  | Keisuke Kuwata             |
| 1 | 1988年2月21日  | 悲しい気持ち (JUST A MAN IN LOVE)                                                         | 8cmCD  | VDRS-1001            | 未公表   | 2位  | Keisuke Kuwata             |
| 1 | 2001年6月25日  | 悲しい気持ち (JUST A MAN IN LOVE)                                                         | 12cmCD | VICL-35305           | 未公表   | 2位  | Keisuke Kuwata             |
| 2 | 1988年3月16日  | いつか何処かで (I FEEL THE ECHO)                                                          | EP     | VIHX-1731            | 未公表   | 2位  | Keisuke Kuwata             |
| 2 | 1988年3月16日  | いつか何処かで (I FEEL THE ECHO)                                                          | 8cmCD  | VDRS-1010            | 未公表   | 2位  | Keisuke Kuwata             |
| 2 | 1988年3月16日  | いつか何処かで (I FEEL THE ECHO)                                                          | CT     | VST-10347            | 未公表   | 2位  | Keisuke Kuwata             |
| 2 | 2001年6月25日  | いつか何処かで (I FEEL THE ECHO)                                                          | 12cmCD | VICL-35306           | 未公表   | 2位  | Keisuke Kuwata             |
| 3 | 1993年10月6日  | 真夜中のダンディー                                                                        | 8cmCD  | VIDL-170             | 未公表   | 1位  | 孤独の太陽                 |
| 3 | 1993年10月6日  | 真夜中のダンディー                                                                        | CT     | VISL-280             | 未公表   | 1位  | 孤独の太陽                 |
| 3 | 2001年6月25日  | 真夜中のダンディー                                                                        | 12cmCD | VICL-35308           | 未公表   | 1位  | 孤独の太陽                 |
| 4 | 1994年8月24日  | 月                                                                                        | 8cmCD  | VIDL-201             | 未公表   | 4位  | 孤独の太陽                 |
| 4 | 1994年8月24日  | 月                                                                                        | CT     | VISL-311             | 未公表   | 4位  | 孤独の太陽                 |
| 4 | 2001年6月25日  | 月                                                                                        | 12cmCD | VICL-35309           | 未公表   | 4位  | 孤独の太陽                 |
| 5 | 1994年10月31日 | 祭りのあと                                                                                | 8cmCD  | VIDL-202             | 未公表   | 2位  | TOP OF THE POPS            |
| 5 | 1994年10月31日 | 祭りのあと                                                                                | CT     | VISL-312             | 未公表   | 2位  | TOP OF THE POPS            |
| 5 | 2001年6月25日  | 祭りのあと                                                                                | 12cmCD | VICL-35310           | 未公表   | 2位  | TOP OF THE POPS            |
| 6 | 2001年7月4日   | 波乗りジョニー                                                                            | EP     | VIZL-60              | 51.9万枚 | 1位  | TOP OF THE POPS            |
| 6 | 2001年7月4日   | 波乗りジョニー                                                                            | 12cmCD | VICL-35300           | 51.9万枚 | 1位  | TOP OF THE POPS            |
| 7 | 2001年10月24日 | 白い恋人達                                                                                | EP     | VIJL-60090           | 52.0万枚 | 1位  | TOP OF THE POPS            |
| 7 | 2001年10月24日 | 白い恋人達                                                                                | 12cmCD | VICL-35330           | 52.0万枚 | 1位  | TOP OF THE POPS            |
| 8 | 2002年6月26日  | 東京                                                                                      | EP     | VIJL-60095           | 未公表   | 1位  | ROCK AND ROLL HERO         |
| 8 | 2002年6月26日  | 東京                                                                                      | 12cmCD | VICL-35380           | 未公表   | 1位  | ROCK AND ROLL HERO         |
| 9 | 2007年5月16日  | 明日晴れるかな                                                                            | EP     | VIJL-60600           | 16.8万枚 | 1位  | I LOVE YOU -now & forever- |
| 9 | 2007年5月16日  | 明日晴れるかな                                                                            | 12cmCD | VICL-36600（初回盤） | 16.8万枚 | 1位  | I LOVE YOU -now & forever- |
| 9 | 2007年5月16日  | 明日晴れるかな                                                                            | 12cmCD | VICL-36601（通常盤） | 16.8万枚 | 1位  | I LOVE YOU -now & forever- |
| 10 | 2007年8月22日  | 風の詩を聴かせて                                                                          | EP     | VIJL-60800           | 9.3万枚  | 1位  | I LOVE YOU -now & forever- |
| 10 | 2007年8月22日  | 風の詩を聴かせて                                                                          | 12cmCD | VICL-36800           | 9.3万枚  | 1位  | I LOVE YOU -now & forever- |
| 11 | 2007年12月5日  | ダーリン                                                                                  | EP     | VIJL-60900           | 9.4万枚  | 1位  | I LOVE YOU -now & forever- |
| 11 | 2007年12月5日  | ダーリン                                                                                  | 12cmCD | VIZL-371（初回盤）   | 9.4万枚  | 1位  | I LOVE YOU -now & forever- |
| 11 | 2007年12月5日  | ダーリン                                                                                  | 12cmCD | VICL-37100（通常盤） | 9.4万枚  | 1位  | I LOVE YOU -now & forever- |
| 12 | 2009年12月9日  | 君にサヨナラを                                                                            | EP     | VIJL-62000           | 7.1万枚  | 1位  | MUSICMAN                   |
| 12 | 2009年12月9日  | 君にサヨナラを                                                                            | 12cmCD | VIZL-380（初回盤）   | 7.1万枚  | 1位  | MUSICMAN                   |
| 12 | 2009年12月9日  | 君にサヨナラを                                                                            | 12cmCD | VICL-37200（通常盤） | 7.1万枚  | 1位  | MUSICMAN                   |
| 13 | 2010年8月25日  | 本当は怖い愛とロマンス                                                                    | EP     | VIJL-60500           | 11.0万枚 | 2位  | MUSICMAN                   |
| 13 | 2010年8月25日  | 本当は怖い愛とロマンス                                                                    | 12cmCD | VIZL-550（初回盤）   | 11.0万枚 | 2位  | MUSICMAN                   |
| 13 | 2010年8月25日  | 本当は怖い愛とロマンス                                                                    | 12cmCD | VICL-37300（通常盤） | 11.0万枚 | 2位  | MUSICMAN                   |
| 14 | 2011年8月17日  | 明日へのマーチ/ Let's try again 〜kuwata keisuke ver.〜/ ハダカ DE 音頭 〜祭りだ! Naked〜 | EP     | VIJL-61000           | 9.2万枚  | 2位  | I LOVE YOU -now & forever- |
| 14 | 2011年8月17日  | 明日へのマーチ/ Let's try again 〜kuwata keisuke ver.〜/ ハダカ DE 音頭 〜祭りだ! Naked〜 | 12cmCD | VIZL-570（初回盤）   | 9.2万枚  | 2位  | I LOVE YOU -now & forever- |
| 14 | 2011年8月17日  | 明日へのマーチ/ Let's try again 〜kuwata keisuke ver.〜/ ハダカ DE 音頭 〜祭りだ! Naked〜 | 12cmCD | VICL-37500（通常盤） | 9.2万枚  | 2位  | I LOVE YOU -now & forever- |
| 15 | 2013年3月13日  | Yin Yang/涙をぶっとばせ!!/おいしい秘密                                                    | EP     | VIJL-61200           | 6.9万枚  | 3位  | がらくた                   |
| 15 | 2013年3月13日  | Yin Yang/涙をぶっとばせ!!/おいしい秘密                                                    | 12cmCD | VICL-37400           | 6.9万枚  | 3位  | がらくた                   |
| 16 | 2016年6月29日  | ヨシ子さん                                                                                | 12cmCD | VICL-37900（初回盤） | 8.1万枚  | 2位  | がらくた                   |
| 16 | 2016年6月29日  | ヨシ子さん                                                                                | 12cmCD | VICL-37901（通常盤） | 8.1万枚  | 2位  | がらくた                   |
| 16 | 2016年7月27日  | ヨシ子さん                                                                                | EP     | VIJL-61600           | 8.1万枚  | 2位  | がらくた                   |
| 17 | 2016年11月23日 | 君への手紙                                                                                | EP     | VIJL-61700           | 7.0万枚  | 2位  | がらくた                   |
| 17 | 2016年11月23日 | 君への手紙                                                                                | 12cmCD | VICL-38200（初回盤） | 7.0万枚  | 2位  | がらくた                   |
| 17 | 2016年11月23日 | 君への手紙                                                                                | 12cmCD | VICL-38201（通常盤） | 7.0万枚  | 2位  | がらくた                   |

### 配信シングル
| 「初週売上」「順位」は「オリコン週間デジタルシングル（単曲）ランキング」の記録に準じる。 |               |                              |          |      |                                           |
| #                                                                                        | 発売日        | タイトル                     | 初週売上 | 順位 | 収録アルバム                              |
| 1                                                                                        | 2021年7月12日 | SMILE〜晴れ渡る空のように〜  | 2.3万DL  | 2位  | ごはん味噌汁海苔お漬物卵焼き feat. 梅干し |
| 2                                                                                        | 2021年8月11日 | 炎の聖歌隊 ［Choir］         | 1.0万DL  | 7位  | ごはん味噌汁海苔お漬物卵焼き feat. 梅干し |
| 3                                                                                        | 2021年8月30日 | Soulコブラツイスト〜魂の悶絶 | 1.0万DL  | 2位  | ごはん味噌汁海苔お漬物卵焼き feat. 梅干し |

### オリジナル・アルバム
| 「初週売上」「順位」は「オリコン週間アルバムランキング」の記録に準じる。 |               |                    |              |                       |          |      |
| #                                                                        | 発売日        | タイトル           | 形態         | 規格品番              | 初週売上 | 順位 |
| 1                                                                        | 1988年7月9日  | Keisuke Kuwata     | LP           | VIH-28333             | 未公表   | 1位  |
| 1                                                                        | 1988年7月9日  | Keisuke Kuwata     | CT           | VCF-10360             | 未公表   | 1位  |
| 1                                                                        | 1988年7月9日  | Keisuke Kuwata     | CD           | VDR-1520              | 未公表   | 1位  |
| 1                                                                        | 1992年6月27日 | Keisuke Kuwata     | CD           | VICL-8061             | 未公表   | 1位  |
| 1                                                                        | 2001年6月25日 | Keisuke Kuwata     | CD           | VICL-60804            | 未公表   | 1位  |
| 2                                                                        | 1994年9月23日 | 孤独の太陽         | CT           | VITL-132              | 未公表   | 1位  |
| 2                                                                        | 1994年9月23日 | 孤独の太陽         | CD           | VICL-555              | 未公表   | 1位  |
| 2                                                                        | 2001年6月25日 | 孤独の太陽         | CD           | VICL-60806            | 未公表   | 1位  |
| 3                                                                        | 2002年9月26日 | ROCK AND ROLL HERO | LP （2枚組） | VIJL-60101〜60102     | 未公表   | 2位  |
| 3                                                                        | 2002年9月26日 | ROCK AND ROLL HERO | CD           | VICL-60920            | 未公表   | 2位  |
| 4                                                                        | 2011年2月23日 | MUSICMAN           | LP （2枚組） | VIJL-60700〜60701     | 27.3万枚 | 1位  |
| 4                                                                        | 2011年2月23日 | MUSICMAN           | CD           | VIZL-560 （初回盤）   | 27.3万枚 | 1位  |
| 4                                                                        | 2011年2月23日 | MUSICMAN           | CD           | VICL-63600 （通常盤） | 27.3万枚 | 1位  |
| 5                                                                        | 2017年8月23日 | がらくた           | LP （2枚組） | VIJL-61800〜61801     | 16.8万枚 | 1位  |
| 5                                                                        | 2017年8月23日 | がらくた           | CD           | VIZL-1700 （初回盤A） | 16.8万枚 | 1位  |
| 5                                                                        | 2017年8月23日 | がらくた           | CD           | VIZL-1701 （初回盤B） | 16.8万枚 | 1位  |
| 5                                                                        | 2017年8月23日 | がらくた           | CD           | VIZL-1702 （初回盤C） | 16.8万枚 | 1位  |
| 5                                                                        | 2017年8月23日 | がらくた           | CD           | VICL-65000 （通常盤） | 16.8万枚 | 1位  |

### ベスト・アルバム
| 「初週売上」「順位」は「オリコン週間アルバムランキング」の記録に準じる。 太字の「順位」はオリコンによる累計売上枚数がミリオンセラーを示す。 |                |                            |                              |                             |          |      |
| # | 発売日         | タイトル                   | 形態                         | 規格品番                    | 初週売上 | 順位 |
| 1 | 1992年6月27日  | フロム イエスタデイ        | CT                           | VITL-107                    | 未公表   | 2位  |
| 1 | 1992年6月27日  | フロム イエスタデイ        | CD                           | VICL-300                    | 未公表   | 2位  |
| 1 | 2001年6月25日  | フロム イエスタデイ        | CD                           | VICL-60805                  | 未公表   | 2位  |
| 2 | 2002年11月27日 | TOP OF THE POPS            | CD（2枚組）                  | VICL-61006〜61007           | 96.1万枚 | 1位  |
| 3 | 2012年7月18日  | I LOVE YOU -now & forever- | CD（3枚組）                  | VIZL-640（初回盤）          | 43.2万枚 | 1位  |
| 3 | 2012年7月18日  | I LOVE YOU -now & forever- | CD（2枚組）                  | VICL-64000〜64001（通常盤） | 43.2万枚 | 1位  |
| 4 | 2022年11月23日 | いつも何処かで             | CD（2枚組）+ TシャツSサイズ  | VIZL-2600（初回盤A）        | 未公表   | 1位  |
| 4 | 2022年11月23日 | いつも何処かで             | CD（2枚組）+ TシャツMサイズ  | VIZL-2601（初回盤B）        | 未公表   | 1位  |
| 4 | 2022年11月23日 | いつも何処かで             | CD（2枚組）+ TシャツLサイズ  | VIZL-2602（初回盤C）        | 未公表   | 1位  |
| 4 | 2022年11月23日 | いつも何処かで             | CD（2枚組）+ TシャツXLサイズ | VIZL-2603（初回盤D）        | 未公表   | 1位  |
| 4 | 2022年11月23日 | いつも何処かで             | CD（2枚組）                  | VICL-67200〜1（通常盤）     | 未公表   | 1位  |
| 4 | 2023年5月3日   | いつも何処かで             | LP（4枚組）                  | VIJL-62200〜3               | -        | -    |

### ミニ・アルバム
| 「初週売上」「順位」は「オリコン週間アルバムランキング」の記録に準じる。 |               |                                           |        |                      |          |      |
| #                                                                        | 発売日        | タイトル                                  | 形態   | 規格品番             | 初週売上 | 順位 |
| 1                                                                        | 2021年9月15日 | ごはん味噌汁海苔お漬物卵焼き feat. 梅干し | CD+BD  | VIZL-2400（初回盤A） | 9.7万枚  | 1位  |
| 1                                                                        | 2021年9月15日 | ごはん味噌汁海苔お漬物卵焼き feat. 梅干し | CD+DVD | VIZL-2401（初回盤B） | 9.7万枚  | 1位  |
| 1                                                                        | 2021年9月15日 | ごはん味噌汁海苔お漬物卵焼き feat. 梅干し | CD     | VICL-67100（通常盤） | 9.7万枚  | 1位  |
| 1                                                                        | 2021年9月15日 | ごはん味噌汁海苔お漬物卵焼き feat. 梅干し | LP     | VIJL-62100（重量盤） | 9.7万枚  | 1位  |

### 映像作品
| 「初週売上」「順位」は「オリコン週間DVDランキング」「オリコン週間Blu-rayランキング」の記録に準じる。 |                |                                                                         |               |                            |          |        |
| 作品分類                                                                                             | 発売日         | タイトル                                                                | 形態          | 規格品番                   | 初週売上 | 順位   |
| ライブ・ビデオ                                                                                       | 1991年10月2日  | Acoustic Revolution Live at Nissin Power Station 1991.3.26              | VHS           | VIVL-49                    | 未公表   | 未公表 |
| ライブ・ビデオ                                                                                       | 1991年10月2日  | Acoustic Revolution Live at Nissin Power Station 1991.3.26              | LD            | VILL-43                    | 未公表   | 未公表 |
| ライブ・ビデオ                                                                                       | 2001年12月5日  | Acoustic Revolution Live at Nissin Power Station 1991.3.26              | DVD           | VIBL-44                    | 未公表   | 未公表 |
| ライブ・ビデオ                                                                                       | 1994年12月21日 | すべての歌に懺悔しな!! -桑田佳祐 LIVE TOUR '94-                         | VHS           | VIVL-140 （初回盤）        | 未公表   | 未公表 |
| ライブ・ビデオ                                                                                       | 1994年12月21日 | すべての歌に懺悔しな!! -桑田佳祐 LIVE TOUR '94-                         | VHS           | VIVL-141 （通常盤）        | 未公表   | 未公表 |
| ライブ・ビデオ                                                                                       | 1994年12月21日 | すべての歌に懺悔しな!! -桑田佳祐 LIVE TOUR '94-                         | LD            | VILL-99 （初回盤）         | 未公表   | 未公表 |
| ライブ・ビデオ                                                                                       | 1994年12月21日 | すべての歌に懺悔しな!! -桑田佳祐 LIVE TOUR '94-                         | LD            | VILL-100 （通常盤）        | 未公表   | 未公表 |
| ライブ・ビデオ                                                                                       | 2001年12月5日  | すべての歌に懺悔しな!! -桑田佳祐 LIVE TOUR '94-                         | DVD           | VIBL-45                    | 未公表   | 未公表 |
| ライブ・ビデオ                                                                                       | 1997年3月5日   | 夷撫悶汰（いヴもんた）レイト・ショー 〜長距離歌手の孤独 in Jazz Cafe〜  | VHS           | VIVL-200                   | 未公表   | 未公表 |
| ライブ・ビデオ                                                                                       | 1997年3月5日   | 夷撫悶汰（いヴもんた）レイト・ショー 〜長距離歌手の孤独 in Jazz Cafe〜  | DVD           | VIBL-6                     | 未公表   | 未公表 |
| ライブ・ビデオ                                                                                       | 2001年12月5日  | 夷撫悶汰（いヴもんた）レイト・ショー 〜長距離歌手の孤独 in Jazz Cafe〜  | DVD           | VIBL-46                    | 未公表   | 未公表 |
| ミュージック・ビデオ                                                                                 | 2002年12月11日 | D.V.D. WONDER WEAR 桑田佳祐ビデオクリップス2001〜2002                   | VHS           | VIVL-270                   | 未公表   | 未公表 |
| ミュージック・ビデオ                                                                                 | 2002年12月11日 | D.V.D. WONDER WEAR 桑田佳祐ビデオクリップス2001〜2002                   | DVD           | VIBL-67                    | 未公表   | 未公表 |
| ライブ・ビデオ                                                                                       | 2003年3月26日  | けいすけさん、ビデオも色々と大変ねぇ。                                  | VHS           | VIVL-286                   | 未公表   | 未公表 |
| ライブ・ビデオ                                                                                       | 2003年3月26日  | けいすけさん、ビデオも色々と大変ねぇ。                                  | DVD           | VIBL-109                   | 未公表   | 未公表 |
| ライブ・ビデオ+CD                                                                                    | 2008年3月12日  | 桑田さんのお仕事 07/08 〜魅惑のAVマリアージュ〜                         | DVD+CD        | VIZL-500 （初回盤）        | 未公表   | 1位    |
| ライブ・ビデオ+CD                                                                                    | 2008年3月12日  | 桑田さんのお仕事 07/08 〜魅惑のAVマリアージュ〜                         | DVD+CD        | VIZL-501 （通常盤）        | 未公表   | 1位    |
| ライブ・ビデオ                                                                                       | 2009年3月25日  | 昭和八十三年度! ひとり紅白歌合戦                                        | DVD （2枚組） | VIBL-700〜701              | 未公表   | 2位    |
| ライブ・ビデオ                                                                                       | 2009年3月25日  | 昭和八十三年度! ひとり紅白歌合戦                                        | BD            | VIXL-200                   | 未公表   | 4位    |
| ライブ・ビデオ                                                                                       | 2011年11月16日 | 宮城ライブ 〜明日へのマーチ!!〜                                         | DVD           | VIBL-800 （通常盤）        | 3.8万枚  | 3位    |
| ライブ・ビデオ                                                                                       | 2011年11月16日 | 宮城ライブ 〜明日へのマーチ!!〜                                         | DVD           | VIBL-580 （初回盤）        | 3.8万枚  | 3位    |
| ライブ・ビデオ                                                                                       | 2011年11月23日 | 宮城ライブ 〜明日へのマーチ!!〜                                         | BD            | VIXL-300                   | 未公表   | 20位   |
| ライブ・ビデオ                                                                                       | 2013年3月13日  | 桑田佳祐 LIVE TOUR & DOCUMENT FILM 「I LOVE YOU -now & forever-」完全盤 | DVD           | VIBL-900〜901（通常盤）    | 未公表   | 3位    |
| ライブ・ビデオ                                                                                       | 2013年3月13日  | 桑田佳祐 LIVE TOUR & DOCUMENT FILM 「I LOVE YOU -now & forever-」完全盤 | DVD           | VIZL-900 （初回盤）        | 未公表   | 3位    |
| ライブ・ビデオ                                                                                       | 2013年3月13日  | 桑田佳祐 LIVE TOUR & DOCUMENT FILM 「I LOVE YOU -now & forever-」完全盤 | BD            | VIXL-400〜401（通常盤）    | 未公表   | 2位    |
| ライブ・ビデオ                                                                                       | 2013年3月13日  | 桑田佳祐 LIVE TOUR & DOCUMENT FILM 「I LOVE YOU -now & forever-」完全盤 | BD            | VIZL-901 （初回盤）        | 未公表   | 2位    |
| ライブ・ビデオ                                                                                       | 2014年3月12日  | 昭和八十八年度! 第二回ひとり紅白歌合戦                                  | DVD （2枚組） | VIBL-1200〜1201            | 2.0万枚  | 1位    |
| ライブ・ビデオ                                                                                       | 2014年3月12日  | 昭和八十八年度! 第二回ひとり紅白歌合戦                                  | BD            | VIXL-600                   | 1.9万枚  | 1位    |
| イメージビデオ                                                                                       | 2016年11月30日 | THE ROOTS 〜偉大なる歌謡曲に感謝〜                                      | DVD           | VIBL-1000 （通常盤）       | 未公表   | 4位    |
| イメージビデオ                                                                                       | 2016年11月30日 | THE ROOTS 〜偉大なる歌謡曲に感謝〜                                      | DVD           | VIZL-1501 （初回盤）       | 未公表   | 4位    |
| イメージビデオ                                                                                       | 2016年11月30日 | THE ROOTS 〜偉大なる歌謡曲に感謝〜                                      | BD            | VIXL-800 （通常盤）        | 未公表   | 5位    |
| イメージビデオ                                                                                       | 2016年11月30日 | THE ROOTS 〜偉大なる歌謡曲に感謝〜                                      | BD            | VIZL-1500 （初回盤）       | 未公表   | 5位    |
| ミュージック・ビデオ                                                                                 | 2018年1月3日   | MVP                                                                     | DVD           | VIBL-1402〜1403 （通常盤） | 3.4万枚  | 1位    |
| ミュージック・ビデオ                                                                                 | 2018年1月3日   | MVP                                                                     | DVD           | VIBL-1400〜1401 （初回盤） | 3.4万枚  | 1位    |
| ミュージック・ビデオ                                                                                 | 2018年1月3日   | MVP                                                                     | BD            | VIXL-901 （通常盤）        | 4.1万枚  | 1位    |
| ミュージック・ビデオ                                                                                 | 2018年1月3日   | MVP                                                                     | BD            | VIXL-900 （初回盤）        | 4.1万枚  | 1位    |
| ライブ・ビデオ                                                                                       | 2018年4月4日   | がらくたライブ                                                          | DVD           | VIBL-1500〜1501 （通常盤） | 1.3万枚  | 2位    |
| ライブ・ビデオ                                                                                       | 2018年4月4日   | がらくたライブ                                                          | DVD           | VIZL-1901 （初回盤）       | 1.3万枚  | 2位    |
| ライブ・ビデオ                                                                                       | 2018年4月4日   | がらくたライブ                                                          | BD            | VIXL-1000 （通常盤）       | 1.9万枚  | 2位    |
| ライブ・ビデオ                                                                                       | 2018年4月4日   | がらくたライブ                                                          | BD            | VIZL-1900 （初回盤）       | 1.9万枚  | 2位    |
| ライブ・ビデオ                                                                                       | 2019年6月5日   | Act Against AIDS 2018 平成三十年度! 第三回ひとり紅白歌合戦              | DVD           | VIBL-1600〜1601 （通常盤） | 1.5万枚  | 1位    |
| ライブ・ビデオ                                                                                       | 2019年6月5日   | Act Against AIDS 2018 平成三十年度! 第三回ひとり紅白歌合戦              | DVD           | VIZL-2101 （初回盤）       | 1.5万枚  | 1位    |
| ライブ・ビデオ                                                                                       | 2019年6月5日   | Act Against AIDS 2018 平成三十年度! 第三回ひとり紅白歌合戦              | BD            | VIZL-2100 （通常盤）       | 2.2万枚  | 1位    |
| ライブ・ビデオ                                                                                       | 2019年6月5日   | Act Against AIDS 2018 平成三十年度! 第三回ひとり紅白歌合戦              | BD            | VIXL-1100 （初回盤）       | 2.2万枚  | 1位    |
| ライブ・ビデオ                                                                                       | 2022年4月6日   | LIVE TOUR 2021「BIG MOUTH, NO GUTS!!」                                  | DVD           | VIBL-1900〜1901 （通常盤） | 1.5万枚  | 1位    |
| ライブ・ビデオ                                                                                       | 2022年4月6日   | LIVE TOUR 2021「BIG MOUTH, NO GUTS!!」                                  | DVD           | VIZL-2501 （初回盤）       | 1.5万枚  | 1位    |
| ライブ・ビデオ                                                                                       | 2022年4月6日   | LIVE TOUR 2021「BIG MOUTH, NO GUTS!!」                                  | BD            | VIXL-1500 （通常盤）       | 2.9万枚  | 1位    |
| ライブ・ビデオ                                                                                       | 2022年4月6日   | LIVE TOUR 2021「BIG MOUTH, NO GUTS!!」                                  | BD            | VIZL-2500 （初回盤）       | 2.9万枚  | 1位    |
| ライブ・ビデオ                                                                                       | 2023年5月3日   | お互い元気に頑張りましょう!! -Live at TOKYO DOME-                       | DVD           | VIBL-2000〜2001 （通常盤） | 1.7万枚  | 1位    |
| ライブ・ビデオ                                                                                       | 2023年5月3日   | お互い元気に頑張りましょう!! -Live at TOKYO DOME-                       | DVD           | VIZL-2701 （初回盤）       | 1.7万枚  | 1位    |
| ライブ・ビデオ                                                                                       | 2023年5月3日   | お互い元気に頑張りましょう!! -Live at TOKYO DOME-                       | BD            | VIXL-1600 （通常盤）       | 3.1万枚  | 1位    |
| ライブ・ビデオ                                                                                       | 2023年5月3日   | お互い元気に頑張りましょう!! -Live at TOKYO DOME-                       | BD            | VIZL-2700 （初回盤）       | 3.1万枚  | 1位    |

### 監督映画
| 公開日       | タイトル     | 配給 | 配給収入 |
| ------------ | ------------ | ---- | -------- |
| 1990年9月8日 | 稲村ジェーン | 東宝 | 18.3億円 |

### 参加作品

#### シングル（参加）
| アーティスト名                                    | 発売日         | タイトル                                          | 形態 | 規格品番                                        | 初週売上 | 順位 | 備考 |
| ------------------------------------------------- | -------------- | ------------------------------------------------- | ---- | ----------------------------------------------- | -------- | ---- | --- |
| チーム・アミューズ!!                              | 2011年5月25日  | Let's try again                                   | CD   | ASCM-6092（アミューズソフトエンタテインメント） | 19.0万枚 | 2位  | |
| 桑田佳祐&His Friends                              | 2012年7月18日  | Kissin' Christmas (クリスマスだからじゃない)      | -    | -                                               | -        | -    | |
| 竹内まりや                                        | 2014年7月23日  | 静かな伝説（レジェンド）                          | CD   | WPCL-11929（MOON ⁄ WARNER MUSIC JAPAN）         | 未公表   | 10位 | コーラス |
| 桑田佳祐 feat. 佐野元春, 世良公則, Char, 野口五郎 | 2022年5月23日  | 時代遅れのRock'n'Roll Band                        | 配信 | -                                               | 2.1万DL  | 1位  | |
| 桑田佳祐&松任谷由実                               | 2023年11月27日 | Kissin' Christmas (クリスマスだからじゃない) 2023 | 配信 | -                                               | 1.7万DL  | 1位  | 上述、「Kissin' Christmas (クリスマスだからじゃない)」のリメイク版。 CDの初回プレス分のみ紙ジャケット仕様、“仲良くしようよ!!クリスマス・ステッカー”封入。 |
| 桑田佳祐&松任谷由実                               | 2023年12月20日 | Kissin' Christmas (クリスマスだからじゃない) 2023 | CD   | VICL-38800                                      | 2.4万枚  | 3位  | 上述、「Kissin' Christmas (クリスマスだからじゃない)」のリメイク版。 CDの初回プレス分のみ紙ジャケット仕様、“仲良くしようよ!!クリスマス・ステッカー”封入。 |
| 桑田佳祐&松任谷由実                               | 2024年2月14日  | Kissin' Christmas (クリスマスだからじゃない) 2023 | EP   | VIKL-30120                                      | -        | -    | 上述、「Kissin' Christmas (クリスマスだからじゃない)」のリメイク版。 CDの初回プレス分のみ紙ジャケット仕様、“仲良くしようよ!!クリスマス・ステッカー”封入。 |

#### アルバム
| アーティスト名 | 発売日       | タイトル                       | 形態 | 規格品番 | 順位 |
| -------------- | ------------ | ------------------------------ | ---- | -------- | ---- |
| 嘉門雄三       | 1982年3月2日 | 嘉門雄三 & VICTOR WHEELS LIVE! | LP   | VIX-1001 | 8位  |

#### アルバム（参加）
| アーティスト名 | 発売日         | タイトル       | 楽曲                                              | 形態   | 規格品番                  | 順位 | 備考       |
| -------------- | -------------- | -------------- | ------------------------------------------------- | ------ | ------------------------- | ---- | ---------- |
| 山下達郎       | 1988年10月19日 | 僕の中の少年   | 蒼氓                                              | CD     | 38XG-3（MOON RECORDS）    | 1位  | コーラス   |
| 山下久美子     | 2000年6月25日  | THE HEARTS     | バスルームから愛をこめて                          | CD     | TOCT-24361（東芝EMI）     | 29位 | コーラス   |
| 松任谷由実     | 2023年12月20日 | ユーミン乾杯!! | Kissin' Christmas (クリスマスだからじゃない) 2023 | CD+BD  | UPCH-29465（EMI Records） | 2位  | デュエット |
| 松任谷由実     | 2023年12月20日 | ユーミン乾杯!! | Kissin' Christmas (クリスマスだからじゃない) 2023 | CD+DVD | UPCH-29466（EMI Records） | 2位  | デュエット |
| 松任谷由実     | 2023年12月20日 | ユーミン乾杯!! | Kissin' Christmas (クリスマスだからじゃない) 2023 | CD     | UPCH-20663（EMI Records） | 2位  | デュエット |

### 著書
- 『ただの歌詩じゃねえか、こんなもん』（エッセイつき歌詞集、1984年、新潮社）ISBN 4101353018
- 『ケースケランド』（1984年、集英社）ISBN 4087800792
- 『ロックの子』（1985年、講談社）ISBN 4062017172
- 『ONGAKU BAKADAISHO NO BOKEN』（1987年、扶桑社）ISBN 4893531255
- 『ブルーノート・スケール』（1987年、ロッキング・オン）ISBN 4947599138
- 『ただの歌詩じゃねえか、こんなもん'84-'90』（上述の同名作品の続編、1990年、新潮社）ISBN 4101353026
- 『桑田佳祐の「平成NG日記」』（映画「稲村ジェーン」の撮影日誌、1990年、講談社）ISBN 4061723375
- 『素敵な夢を叶えましょう』（1999年、角川書店）ISBN 4048836021
- 『やっぱり、ただの歌詩じゃねえか、こんなもん 桑田佳祐 言の葉大全集』（上述の同名作品の続々編、2012年、新潮社）ISBN 9784103328315
- 『ポップス歌手の耐えられない軽さ』（上述の『週刊文春』の連載に加筆修正を施したもの、2021年、文藝春秋[886]）ISBN 4163914498

## 提供作品

### プロデュース作品
- 西慎嗣&ロード・ロード・ローディ・ミス・クローディ・グループ
  - アルバム『NISHI.』[887]

### 楽曲提供
※本項では楽曲提供のみ記載する。他の歌手がサザンオールスターズ・桑田の楽曲をカバーして発売した作品は記載しない。
| 歌手                              | 楽曲                                                    | 担当       | 発売年 |
| --------------------------------- | ------------------------------------------------------- | ---------- | ------ |
| 中村雅俊                          | マーマレードの朝                                        | 作詞・作曲 | 1980   |
| 中村雅俊                          | 恋人も濡れる街角                                        | 作詞・作曲 | 1982   |
| 中村雅俊                          | ナカムラ・エレキ・音頭                                  | 作詞・作曲 | 1982   |
| スペクトラム                      | MOTION                                                  | 作詞       | 1980   |
| Lord,Lord,Lawdy Miss Clawdy Group | すてきなトランスポーテイション                          | 作詞・作曲 | 1980   |
| Lord,Lord,Lawdy Miss Clawdy Group | Spin Love                                               | 作詞       | 1980   |
| Lord,Lord,Lawdy Miss Clawdy Group | シュールなるなぎさ1963                                  | 作曲       | 1980   |
| タモリ                            | 狂い咲きフライデイ・ナイト                              | 作詞・作曲 | 1981   |
| タモリ                            | スタンダード・ウイスキーボンボン                        | 作詞・作曲 | 1981   |
| 高樹澪                            | 恋の女のストーリー                                      | 作詞・作曲 | 1981   |
| 高樹澪                            | MIO-SUN                                                 | 作詞・作曲 | 1981   |
| 原由子                            | I Love Youはひとりごと                                  | 作詞・作曲 | 1981   |
| 原由子                            | My Baby Shines On Me                                    | 作詞・作曲 | 1981   |
| 原由子                            | がんばれアミューズ                                      | 作詞・作曲 | 1981   |
| 原由子                            | いにしえのトランペッター                                | 作詞・作曲 | 1981   |
| 原由子                            | Last Single X'mas                                       | 作詞・作曲 | 1981   |
| 原由子                            | 恋は、ご多忙申し上げます                                | 作詞・作曲 | 1983   |
| 原由子                            | Rimbaud（ランボオ）                                     | 作詞・作曲 | 1983   |
| 原由子                            | 横浜 Lady Blues                                         | 作詞・作曲 | 1983   |
| 原由子                            | 新・野毛山模様                                          | 作詞・作曲 | 1983   |
| 原由子                            | 女優                                                    | 作詞・作曲 | 1983   |
| 原由子                            | いちょう並木のセレナーデ                                | 作詞・作曲 | 1983   |
| 原由子                            | ヨコハマ・モガ                                          | 作詞・作曲 | 1983   |
| 原由子                            | ガール(GIRL)                                            | 作詞・作曲 | 1988   |
| 原由子                            | ためいきのベルが鳴るとき                                | 作詞・作曲 | 1989   |
| 原由子                            | ハートせつなく                                          | 作詞・作曲 | 1991   |
| 原由子                            | じんじん                                                | 作詞・作曲 | 1991   |
| 原由子                            | 使い古された諺を信じて                                  | 作詞       | 1991   |
| 原由子                            | 東京ラブコール                                          | 作詞・作曲 | 1991   |
| 原由子                            | 花咲く旅路                                              | 作詞・作曲 | 1991   |
| 原由子                            | イロイロのパー                                          | 作詞・作曲 | 1991   |
| 原由子                            | 想い出のリボン                                          | 作詞・作曲 | 1991   |
| 原由子                            | 涙の天使に微笑みを                                      | 作詞・作曲 | 1997   |
| 原由子                            | 夢をアリガトウ                                          | 作詞・作曲 | 2009   |
| 原由子                            | 京都物語                                                | 作詞・作曲 | 2010   |
| 原由子                            | オモタイキズナ                                          | 作詞・作曲 | 2022   |
| 原由子                            | 旅情                                                    | 作詞・作曲 | 2022   |
| 原由子                            | スローハンドに抱かれて（Oh Love!!）                     | 作詞       | 2022   |
| 原由子                            | 夜の訪問者                                              | 作詞・作曲 | 2022   |
| 原由子                            | ヤバいね愛てえ奴は                                      | 作詞・作曲 | 2022   |
| 原由子                            | 鎌倉 On The Beach                                       | 作詞       | 2022   |
| 原由子                            | 初恋のメロディ                                          | 作詞       | 2022   |
| 小林克也&ザ・ナンバーワンバンド   | 六本木のベンちゃん                                      | 作詞・作曲 | 1982   |
| 小林克也&ザ・ナンバーワンバンド   | ブルースだ〜れ!                                         | 作曲       | 1982   |
| 小林克也&ザ・ナンバーワンバンド   | My Peggy Sue                                            | 作詞・作曲 | 1982   |
| 小林克也&ザ・ナンバーワンバンド   | 茅ヶ崎は今日も黄色い                                    | 作詞・作曲 | 1983   |
| 小林克也&ザ・ナンバーワンバンド   | プロレスを10倍楽しく見る方法 〜今でも豊登を愛しています | 作詞・作曲 | 1983   |
| 上田正樹                          | Miss You Baby                                           | 作詞・作曲 | 1983   |
| 松田弘                            | 蒼いパリッシュ                                          | 作詞・作曲 | 1983   |
| アミダばばあ&タケちゃんマン       | アミダばばあの唄                                        | 作詞・作曲 | 1983   |
| ジューシィ・フルーツ              | 萎えて女も意志をもて                                    | 作詞・作曲 | 1984   |
| ジューシィ・フルーツ              | 海                                                      | 作詞・作曲 | 1984   |
| 明石家さんま                      | さんまのまんま                                          | 作曲       | 1987   |
| 古舘伊知郎                        | 夢見る頃を過ぎても                                      | 作詞・作曲 | 1988   |
| 早川義夫                          | アメンボの歌                                            | 作詞・作曲 | 1997   |
| 香取慎吾&原由子                   | みんないい子                                            | 作詞・作曲 | 1997   |
| 坂本冬美                          | ブッダのように私は死んだ                                | 作詞・作曲 | 2020   |
| 斎藤誠                            | 涙のMidnight Soul                                       | 作詞       | 2022   |

### メインボーカル（デュエット含む）
- ザ・ナンバーワンバンド
  - 『六本木のベンちゃん』『茅ヶ崎は今日も黄色い』
- Real Fish featuring 桑田佳祐・いとうせいこう[888]
  - 『ジャンクビート東京』
- 村上"ポンタ"秀一
  - 『ホワイト・ルーム〜サンシャイン・オブ・ユア・ラヴ〜天国への扉』
- 村田陽一
  - 『クロス・タウン・トラフィック』

## ライブ・コンサートツアー
| 年     | タイトル | 公演規模・会場 |
| ------ | --- | --- |
| 1981年 | 嘉門雄三 & Victor Wheels                                                                                               | 全2公演 12月11日 Egg-man 12月12日 Egg-man |
| 1991年 | Acoustic Revolution | 全3公演 3月24日 日清パワーステーション 3月25日 日清パワーステーション 3月26日 日清パワーステーション |
| 1994年 | 桑田佳祐 LIVE TOUR '94 -さのさのさ-                                                                                    | 全35公演 9月29日 静岡市民文化会館 10月4日 熊本市民会館 10月6日 鹿児島市民文化ホール 10月8日 福岡サンパレス 10月9日 九州厚生年金会館 10月13日 大宮ソニックシティ 10月18日 新潟県民会館 10月19日 群馬県民会館 10月23日 仙台サンプラザ 10月24日 岩手県民会館 10月31日 日本武道館 11月1日 日本武道館 11月8日 アクトシティ浜松 11月10日 神戸国際会館 11月11日 京都会館 11月16日 石川厚生年金会館 11月17日 フェニックス・プラザ 11月20日 長野県県民文化会館 11月24日 宇都宮市文化会館 11月25日 郡山市民文化センター 12月5日 徳島県立産業観光交流センター 12月6日 香川県県民ホール 12月8日 広島厚生年金会館 12月9日 岡山市民会館 12月11日 徳山市文化会館 12月12日 愛媛県県民文化会館 12月15日 旭川市民文化会館 12月17日 北海道厚生年金会館 12月18日 北海道厚生年金会館 12月22日 名古屋市総合体育館 レインボーホール 12月23日 名古屋市総合体育館 レインボーホール 12月26日 大阪城ホール 12月27日 大阪城ホール 12月30日 横浜アリーナ 12月31日 横浜アリーナ |
| 1994年 | 帰ってきた青山のダンディー                                                                                             | 10月28日 青山学院大学 |
| 1995年 | IBM PC & OS/2 Warp PRESENTS LIVE UFO '95 桑田佳祐 & Mr.Children "Acoustic Revolution with Orchestra" 奇跡の地球        | 全12公演 4月18日 名古屋市総合体育館 レインボーホール 4月19日 名古屋市総合体育館 レインボーホール 4月28日 国立代々木競技場 第一体育館 4月29日 国立代々木競技場 第一体育館 5月1日 国立代々木競技場 第一体育館 5月2日 国立代々木競技場 第一体育館 5月6日 国立代々木競技場 第一体育館 5月7日 国立代々木競技場 第一体育館 5月10日 大阪城ホール 5月11日 大阪城ホール 5月13日 大阪城ホール 5月14日 大阪城ホール |
| 1996年 | Act Against AIDS '96 夷撫悶汰（いヴもんた）レイト・ショー 〜長距離歌手の孤独 in Jazz Cafe〜                            | 全3公演 12月1日 パシフィコ横浜 国立大ホール 12月2日 パシフィコ横浜 国立大ホール 12月3日 パシフィコ横浜 国立大ホール |
| 1997年 | Act Against AIDS '97 桑田佳祐 歌謡サスペンス劇場                                                                       | 全3公演 11月29日 ワールド記念ホール 12月1日 パシフィコ横浜 国立大ホール 12月2日 パシフィコ横浜 国立大ホール |
| 1998年 | Act Against AIDS '98 桑田佳祐 オールリクエストショー                                                                   | 全3公演 11月30日 パシフィコ横浜 国立大ホール 12月1日 パシフィコ横浜 国立大ホール 12月2日 パシフィコ横浜 国立大ホール |
| 1999年 | Act Against AIDS '99 桑田佳祐 エリック・クラプトソ 横浜公演                                                            | 全3公演 11月30日 パシフィコ横浜 国立大ホール 12月1日 パシフィコ横浜 国立大ホール 12月2日 パシフィコ横浜 国立大ホール |
| 2000年 | 伊豆だらけのローラ | 全5公演 1月29日 Zepp Sapporo 1月31日 仙台BEEBベースメントシアター 2月3日 名古屋 CLUB DIAMOND HALL 2月4日 神戸 チキンジョージ 2月5日 福岡 DRUM LOGOS |
| 2000年 | Act Against AIDS 2000 桑田佳祐が選ぶ20世紀ベストソング                                                                 | 全3公演 11月30日 パシフィコ横浜 国立大ホール 12月1日 パシフィコ横浜 国立大ホール 12月2日 パシフィコ横浜 国立大ホール |
| 2001年 | 古賀紅太 No Reason! ライブハウスツアー                                                                                 | 全7公演 7月5日 岐阜モダンカフェクラブ 7月9日 Yokohama Bay Hall 7月12日 PENNY LANE 24 7月15日 青森クォーター 7月18日 佐賀GEILS 7月19日 奈良NEVER LAND 8月9日 LIQUIDROOM |
| 2001年 | Act Against AIDS 2001 桑田佳祐 plays "The Beatles" クワガタムシ対カブトムシ                                            | 全3公演 11月30日 パシフィコ横浜 国立大ホール 12月1日 パシフィコ横浜 国立大ホール 12月2日 パシフィコ横浜 国立大ホール |
| 2001年 | No Reason Coca-Cola Presents 桑田佳祐 Xmas LIVE in 札幌                                                                | 全3公演 12月22日 北海道立産業共進会場 12月23日 北海道立産業共進会場 12月24日 北海道立産業共進会場 |
| 2002年 | No Reason Coca-Cola Presents 桑田佳祐全国ドームツアー2002 「けいすけさん、色々と大変ねぇ。」                           | 全9公演 11月16日 ナゴヤドーム 11月17日 ナゴヤドーム 11月23日 福岡ドーム 11月24日 福岡ドーム 12月4日 東京ドーム 12月5日 東京ドーム 12月14日 大阪ドーム 12月15日 大阪ドーム 12月22日 札幌ドーム |
| 2002年 | 追加公演!! No Reason Coca-Cola Presents 桑田佳祐年越しライブ2002 「けいすけさん、年末も色々と大変ねぇ。」              | 全4公演 12月27日 横浜アリーナ 12月28日 横浜アリーナ 12月30日 横浜アリーナ 12月31日 横浜アリーナ |
| 2003年 | 桑田佳祐 Act Against AIDS 2003 栄光のDISCO & SOUL                                                                      | 全3公演 12月2日 パシフィコ横浜 国立大ホール 12月3日 パシフィコ横浜 国立大ホール 12月4日 パシフィコ横浜 国立大ホール |
| 2004年 | 桑田佳祐 Act Against AIDS 2004 「THE GOLDEN AGE OF BRITISH ROCK 〜愛と青春の英国ロック〜」                             | 全3公演 11月30日 パシフィコ横浜 国立大ホール 12月1日 パシフィコ横浜 国立大ホール 12月2日 パシフィコ横浜 国立大ホール |
| 2006年 | 桑田佳祐 Act Against AIDS 2006 「星条旗よ永遠なれ!? 〜私のアメリカン・ヒーローズ」                                     | 全3公演 11月30日 パシフィコ横浜 国立大ホール 12月1日 パシフィコ横浜 国立大ホール 12月2日 パシフィコ横浜 国立大ホール |
| 2007年 | WONDA presents 桑田佳祐 LIVE TOUR 2007 呼び捨てでも構いません!! 「よっ、桑田佳祐」SHOW supported by ショコライフ       | 全14公演 11月21日 マリンメッセ福岡 11月22日 マリンメッセ福岡 12月1日 北海道立総合体育センター 北海きたえーる 12月2日 北海道立総合体育センター 北海きたえーる 12月6日 ホットハウススーパーアリーナ 12月7日 ホットハウススーパーアリーナ 12月11日 大阪城ホール 2月12日 大阪城ホール 12月19日 日本ガイシ スポーツプラザ 日本ガイシホール 12月20日 日本ガイシ スポーツプラザ 日本ガイシホール 12月27日 横浜アリーナ 12月28日 横浜アリーナ 12月30日 横浜アリーナ 12月31日 横浜アリーナ |
| 2008年 | Meet the Music 2008! 全国民放FM53局 & KDDI present 桑田佳祐 アコースティックライブ in 石垣島                           | 3月23日 石垣市民会館 |
| 2008年 | 桑田佳祐 Act Against AIDS 2008 「昭和八十三年度! ひとり紅白歌合戦」                                                    | 全3公演 11月30日 パシフィコ横浜 国立大ホール 12月1日 パシフィコ横浜 国立大ホール 12月2日 パシフィコ横浜 国立大ホール |
| 2009年 | 桑田佳祐 Act Against AIDS 2009 「映画音楽寅さん チャラン・ポランスキー 監督・脚本・主演 『男はしたいよ』」             | 全3公演 11月30日 パシフィコ横浜 国立大ホール 12月1日 パシフィコ横浜 国立大ホール 12月2日 パシフィコ横浜 国立大ホール |
| 2010年 | 桑田佳祐 LIVE TOUR 2010 全国への階段 〜Stairway to Nippon〜                                                            | - 桑田の病気に伴う療養のため、全公演が中止。 全19公演 10月28日 愛媛県武道館 10月29日 愛媛県武道館 11月6日 朱鷺メッセ 11月7日 朱鷺メッセ 11月13日 セキスイハイムスーパーアリーナ 11月14日 セキスイハイムスーパーアリーナ 11月20日 広島県立総合体育館 グリーンアリーナ 11月21日 広島県立総合体育館 グリーンアリーナ 11月27日 札幌ドーム 12月4日 東京ドーム 12月5日 東京ドーム 12月11日 京セラドーム大阪 12月12日 京セラドーム大阪 12月18日 福岡 Yahoo! JAPAN ドーム 12月19日 福岡 Yahoo! JAPAN ドーム 12月24日 ナゴヤドーム 12月25日 ナゴヤドーム 12月30日 横浜アリーナ 12月31日 横浜アリーナ |
| 2011年 | 桑田佳祐 宮城ライブ 〜明日へのマーチ!!〜                                                                               | 全2公演 9月10日 セキスイハイムスーパーアリーナ 9月11日 セキスイハイムスーパーアリーナ |
| 2011年 | マウントレーニアダブル presents 桑田佳祐 ライブ in 神戸&横浜 2011 〜年忘れ!! みんなで元気になろうぜ!!の会〜            | 全4公演 12月24日 ワールド記念ホール 12月25日 ワールド記念ホール 12月30日 横浜アリーナ 12月31日 横浜アリーナ |
| 2012年 | NTT docomo presents 桑田佳祐 LIVE TOUR 2012 I LOVE YOU -now & forever-                                                 | 全22公演 9月15日 セキスイハイムスーパーアリーナ 9月16日 セキスイハイムスーパーアリーナ 9月29日 北海道立総合体育センター 北海きたえーる 9月30日 北海道立総合体育センター 北海きたえーる 10月6日 サンドーム福井 10月7日 サンドーム福井 10月24日 愛媛県武道館 10月25日愛媛県武道館 11月7日 広島県立総合体育館 グリーンアリーナ 11月8日 広島県立総合体育館 グリーンアリーナ 11月14日 さいたまスーパーアリーナ 11月15日 さいたまスーパーアリーナ 11月28日 マリンメッセ福岡 11月29日 マリンメッセ福岡 12月5日 日本ガイシ スポーツプラザ 日本ガイシホール 12月6日 日本ガイシ スポーツプラザ 日本ガイシホール 12月12日 大阪城ホール 12月13日 大阪城ホール 12月27日 横浜アリーナ 12月28日 横浜アリーナ 12月30日 横浜アリーナ 12月31日横浜アリーナ |
| 2013年 | 桑田佳祐 Act Against AIDS 2013 「昭和八十八年度! 第二回ひとり紅白歌合戦」                                              | 全4公演 11月30日 パシフィコ横浜 国立大ホール 12月1日 パシフィコ横浜 国立大ホール 12月3日 パシフィコ横浜 国立大ホール 12月4日 パシフィコ横浜 国立大ホール |
| 2016年 | 桑田佳祐 年越しライブ2016「ヨシ子さんへの手紙 〜悪戯な年の瀬〜」 Supported by UCC                                      | 全4公演 12月27日 横浜アリーナ 12月28日 横浜アリーナ 12月30日 横浜アリーナ 12月31日 横浜アリーナ |
| 2017年 | この夏、大人の夜遊び in 日本で一番垢抜けた場所!! supported by ニッポンハム / Billboard Live 10th Anniversary           | 全2公演 7月10日 Billboard Live Tokyo 7月11日 Billboard Live Tokyo |
| 2017年 | WOWOW presents 桑田佳祐 LIVE TOUR 2017「がらくた」 supported by JTB                                                    | 全18公演 10月17日 朱鷺メッセ・新潟コンベンションセンター 10月18日 朱鷺メッセ・新潟コンベンションセンター 10月28日 広島グリーンアリーナ 10月29日 広島グリーンアリーナ 11月11日 東京ドーム 11月12日 東京ドーム 11月18日 ナゴヤドーム 11月19日 ナゴヤドーム 11月25日 福岡 ヤフオク!ドーム 11月30日 宮城セキスイハイムスーパーアリーナ 12月1日 宮城セキスイハイムスーパーアリーナ 12月9日 アスティとくしま 12月10日 アスティとくしま 12月16日 京セラドーム大阪 12月17日 京セラドーム大阪 12月23日 札幌ドーム 12月30日 横浜アリーナ 12月31日 横浜アリーナ |
| 2018年 | 桑田佳祐 Act Against AIDS 2018 「平成三十年度! 第三回ひとり紅白歌合戦」                                                | 全3公演 11月29日 パシフィコ横浜 国立大ホール 12月1日 パシフィコ横浜 国立大ホール 12月2日 パシフィコ横浜 国立大ホール |
| 2021年 | 桑田佳祐「静かな春の戯れ 〜Live in Blue Note Tokyo〜」                                                                 | 3月7日 ブルーノート東京（配信ライブ） |
| 2021年 | 桑田佳祐 LIVE TOUR 2021「BIG MOUTH,NO GUTS!!」 Supported by SOMPOグループ                                              | 全20公演 9月18日 宮城セキスイハイムスーパーアリーナ 9月19日 宮城セキスイハイムスーパーアリーナ 9月25日 愛媛県武道館 9月26日 愛媛県武道館 10月1日 朱鷺メッセ 新潟コンベンションセンター 10月2日 朱鷺メッセ 新潟コンベンションセンター 10月7日 広島グリーンアリーナ 10月8日 広島グリーンアリーナ 10月20日 マリンメッセ福岡 A館 10月21日 マリンメッセ福岡 A館 10月30日 北海道・真駒内セキスイハイムアイスアリーナ 10月31日 北海道・真駒内セキスイハイムアイスアリーナ 11月10日 大阪城ホール 11月11日 大阪城ホール 11月20日 さいたまスーパーアリーナ 11月21日 さいたまスーパーアリーナ 12月4日 愛知・日本ガイシホール 12月30日 横浜アリーナ 12月31日 横浜アリーナ |
| 2022年 | 桑田佳祐 LIVE TOUR 2021「BIG MOUTH,NO GUTS!!」 Supported by SOMPOグループ オンライン特別追加公演                       | - 全て2021年11月20日・21日公演のストリーミング配信。 全4公演（配信ライブ） 1月3日 さいたまスーパーアリーナ 1月7日 さいたまスーパーアリーナ 1月8日 さいたまスーパーアリーナ 1月9日 さいたまスーパーアリーナ |
| 2022年 | 桑田佳祐 LIVE TOUR 2022「お互い元気に頑張りましょう!!」Supported by SOMPOグループ                                      | 全10公演 11月2日 宮城セキスイハイムスーパーアリーナ 11月3日 宮城セキスイハイムスーパーアリーナ 11月12日 福岡PayPayドーム 11月19日 バンテリンドームナゴヤ 11月20日 バンテリンドームナゴヤ 12月3日 京セラドーム大阪 12月4日 京セラドーム大阪 12月10日 東京ドーム 12月11日 東京ドーム 12月17日 札幌ドーム |
| 2022年 | 桑田佳祐 LIVE TOUR 2022「年末も、お互い元気に頑張りましょう!!」Supported by SOMPOグループ                              | - 上述の「お互い元気に頑張りましょう!!」の追加公演。 全3公演 12月28日 横浜アリーナ 12月30日 横浜アリーナ 12月31日 横浜アリーナ |
| 2023年 | 桑田佳祐 LIVE TOUR 2022「お互い元気に頑張りましょう!!」Live & Documentary Film On Streaming Supported by SOMPOグループ | - 全て2022年12月31日公演のストリーミング配信。 全4公演（配信ライブ） 2月12日 横浜アリーナ 2月13日 横浜アリーナ 2月14日 横浜アリーナ 2月15日 横浜アリーナ |
| 2024年 | 桑田佳祐「JAZZと歌謡曲とシャンソンの夕べ〜R60」                                                                        | 全4公演 3月29日 ブルーノート東京 3月30日 ブルーノート東京 4月5日 クラブ月世界 4月6日 クラブ月世界 |

## 出演
※太字は、現在放送中の番組である。

### ラジオ番組
| 放送年                 | 番組名                                                                                              | 放送局                             |
| ---------------------- | --------------------------------------------------------------------------------------------------- | ---------------------------------- |
| 1979年 - 1980年        | 桑田佳祐のオールナイトニッポン                                                                      | ニッポン放送                       |
| 1984年 - 1985年        | 桑田佳祐のオールナイトニッポン                                                                      | ニッポン放送                       |
| 1981年1月 - 1981年9月  | 桑田クンと関口クン                                                                                  | ニッポン放送                       |
| 1979年9月 - ?          | 桑田佳祐の桑田だセイラーマン                                                                        | 文化放送                           |
| 1980年10月 - 1981年3月 | 桑田佳祐のゼロックス・ポッピン・ポップス                                                            | ニッポン放送                       |
| 1981年 - 1982年        | サタデーアドベンチャー                                                                              | FM東京 （現： TOKYO FM） / JFN38局 |
| 1981年10月 - 1982年3月 | 桑田佳祐と○○○○のなんでもスルー・ザ・ナイト                                                          | ニッポン放送                       |
| 1981年10月 - 1982年3月 | MBSミュージックマガジン                                                                             | MBSラジオ                          |
| 1982年4月 - 1983年9月  | 桑田佳祐のミスターポップス!                                                                         | ニッポン放送                       |
| 1990年 - 1993年        | ミュージック・スクエア                                                                              | NHK-FM                             |
| 1995年 - 現在          | 桑田佳祐のやさしい夜遊び                                                                            | TOKYO FM / JFN38局 / 茅ヶ崎FM      |
| 2020年3月20日 - 22日   | WE LOVE RADIO, WE LOVE MUSIC 桑田佳祐のお家でRADIO〜こんな時こそラジオでSMILE!〜 supported by SUUMO | 全国民放ラジオ101局                |
| 2022年11月3日          | FM FESTIVAL 2022 ～原 由子のGood Times Radio～ときどき(!?) 何処かで桑田佳祐 supported by Spotify    | TOKYO FM / JFN38局                 |
| 2023年11月3日          | FM FESTIVAL 2023 サザンオールスターズ デビュー45周年！「サザンとわたし」 スペシャル                 | TOKYO FM / JFN38局                 |

### テレビ番組

#### レギュラー番組 / 特別番組
| 放送年                                             | 番組名                                                                     | 放送局     | 備考                                               |
| -------------------------------------------------- | -------------------------------------------------------------------------- | ---------- | -------------------------------------------------- |
| 1986年12月24日                                     | Merry X'mas Show 〜メリー・クリスマス・ショー〜                            | 日本テレビ | -                                                  |
| 1987年12月24日                                     | Merry X'mas Show 〜メリー・クリスマス・ショー〜                            | 日本テレビ | -                                                  |
| 2000年10月6日 - 2001年3月30日 2001年10月5日 - 26日 | 桑田佳祐の音楽寅さん 〜MUSIC TIGER〜                                       | フジテレビ | レギュラー放送                                     |
| 2003年6月29日                                      | 桑田佳祐の音楽寅さん 〜MUSIC TIGER〜                                       | フジテレビ | 『FNS27時間テレビ みんなのうた』内で放送の特別番組 |
| 2006年8月21日                                      | 桑田佳祐の音楽寅さん 〜MUSIC TIGER〜                                       | フジテレビ | 特別番組                                           |
| 2009年4月20日 - 9月21日                            | 桑田佳祐の音楽寅さん 〜MUSIC TIGER〜                                       | フジテレビ | レギュラー放送                                     |
| 2009年12月22日                                     | 桑田佳祐の音楽寅さん 〜MUSIC TIGER〜                                       | フジテレビ | 特別番組                                           |
| 2012年7月11日                                      | 桑田佳祐の音楽寅さん 〜MUSIC TIGER〜                                       | フジテレビ | 特別番組                                           |
| 2016年8月26日                                      | 桑田佳祐「偉大なる歌謡曲に感謝 〜東京の唄〜」                              | フジテレビ | -                                                  |
| 2019年1月3日                                       | 桑田佳祐のレッツゴーボウリング 日米オールスター頂上決戦!                   | テレビ東京 | -                                                  |
| 2019年3月20日                                      | 桑田佳祐 大衆音楽史「ひとり紅白歌合戦」 〜昭和・平成、そして新たな時代へ〜 | NHK        | -                                                  |

#### カメオ出演
| 放送年          | 番組名           | 放送局     | 備考                                                               |
| --------------- | ---------------- | ---------- | ------------------------------------------------------------------ |
| 2007年          | プロポーズ大作戦 | フジテレビ | エンディングのみ出演。                                             |
| 2012年 - 2017年 | ちびまる子ちゃん | フジテレビ | エンディングのみ、アニメーション出演。                             |
| 2017年10月1日   | ちびまる子ちゃん | フジテレビ | 学生のころの桑田（声：西谷修一）が本編にアニメーションとして出演。 |
| 2013年          | 最高の離婚       | フジテレビ | 第8話以降のエンディングのみ出演。                                  |

#### NHK紅白歌合戦出場歴
| 年度   | 放送回 | 回 | 曲目                                      | 出演順   | 対戦相手         | 備考 |
| ------ | ------ | -- | ----------------------------------------- | -------- | ---------------- | --- |
| 2010年 | 第61回 | 初 | 本当は怖い愛とロマンス それ行けベイビー!! | 特別企画 | （対戦相手なし） | - |
| 2017年 | 第68回 | 2  | 若い広場                                  | 特別企画 | （安室奈美恵）   | トリ前 『ひよっこ』特別編には浜口庫之助役で出演 |
| 2022年 | 第73回 | 3  | 時代遅れのRock'n'Roll Band                | 特別企画 | 対戦相手なし     | トリ前（2） 「桑田佳祐 feat. 佐野元春, 世良公則, Char, 野口五郎」として出場 歌唱前に「朝起きたら…」（小林万里子）の替え歌、「夜空の星」（加山雄三）を披露。 |

- 他に、第71回（2020年）にVTRで出演[899]。
- サザンオールスターズとしては5回出場し、計8回出場。

### 映画
| 年     | 作品名                            | 役   | 備考など                         |
| ------ | --------------------------------- | ---- | -------------------------------- |
| 1995年 | 【es】 Mr.Children in FILM        | 本人 | Mr.Childrenのドキュメント映画。  |
| 2017年 | 茅ヶ崎物語 〜MY LITTLE HOMETOWN〜 | 本人 | 桑田の学生時代を映画化した作品。 |
| 2019年 | 男はつらいよ お帰り 寅さん        | 本人 | オープニングに出演。             |

#### 吹き替え
| 年             | 作品名                   | 役                   | 放送局     | 備考                           |
| -------------- | ------------------------ | -------------------- | ---------- | ------------------------------ |
| 1980年10月24日 | アメリカン・グラフィティ | ウルフマン・ジャック | フジテレビ | 『ゴールデン洋画劇場』で放送。 |

### CM
※すべて桑田佳祐個人での出演によるもの。
| 出演年          | 企業名                   | プロモーション商品など              | テーマ                                                  |
| --------------- | ------------------------ | ----------------------------------- | ------------------------------------------------------- |
| 1981年          | アンネット               | アンネシャンテS                     | N/A                                                     |
| 1982年          | 雪印乳業                 | スライスチーズ                      | N/A                                                     |
| 1986年          | TDK                      | カセットテープSF46・AD46            | N/A                                                     |
| 1989年          | 富士フイルム             | フジカラー                          | N/A                                                     |
| 1989年 - 1991年 | 日本生命保険             | ロングラン                          | N/A                                                     |
| 1991年 - 1992年 | キヤノン                 | ビデオi                             | N/A                                                     |
| 1993年 - 1995年 | キリンビバレッジ         | JIVE                                | N/A                                                     |
| 1994年          | 角川書店                 | 角川文庫                            | N/A                                                     |
| 1996年          | 麒麟麦酒                 | キリン・ラガー                      | N/A                                                     |
| 1998年          | 三菱電機                 | デジタル・ムーバ D207               | N/A                                                     |
| 2000年          | WOWOW                    | N/A                                 | サマーキャンペーン                                      |
| 2016年 - 2017年 | WOWOW                    | N/A                                 | N/A                                                     |
| 2001年 - 2002年 | 日本コカ・コーラ         | コカ・コーラ                        | No Reason! キャンペーン                                 |
| 2003年 - 2004年 | 日本航空                 | N/A                                 | FLY! JAL! キャンペーン                                  |
| 2004年 - 2005年 | トヨタ自動車             | N/A                                 | MORE THAN BEST キャンペーン                             |
| 2006年 - 2007年 | 明治製菓                 | ショコライフ                        | N/A                                                     |
| 2007年          | アメリカン・エキスプレス | N/A                                 | MORE THAN JUST A CARD キャンペーン                      |
| 2007年          | ダンディハウス           | N/A                                 | ニッポン ダンディ? キャンペーン                         |
| 2007年          | アサヒ飲料               | WONDA                               | モーニングショット アフターショット 圧力仕立て ブラック |
| 2008年          | アサヒ飲料               | WONDA                               | 金の微糖                                                |
| 2009年 - 2010年 | 大塚製薬                 | UL・OS（ウル・オス）                | N/A                                                     |
| 2011年 - 2012年 | NTTドコモ                | N/A                                 | walk with you 2011 SUMMER キャンペーン                  |
| 2011年          | 森永乳業                 | マウントレーニア ダブル             | N/A                                                     |
| 2013年 - 2014年 | サッポロビール           | サッポロ プレミアムアルコールフリー | N/A                                                     |
| 2014年          | 三井住友銀行             | N/A                                 | Lady, Fight!                                            |
| 2016年 - 2017年 | JTB                      | N/A                                 | JTBの春旅・JTBの夏旅                                    |
| 2016年          | UCC上島珈琲              | UCC BLACK無糖                       | N/A                                                     |
| 2020年 -        | SOMPOホールディングス    | N/A                                 | N/A                                                     |
| 2021年 -        | ユニクロ                 | LifeWear                            | ふだん着の日が、人生になる。                            |

## タイアップ楽曲
※桑田佳祐名義で発表された曲のタイアップを記載している。
| 楽曲                                                        | タイアップ                                                                             |
| ----------------------------------------------------------- | -------------------------------------------------------------------------------------- |
| SHE'S A BIG TEASER                                          | コカ・コーラ「I feel Coke & Sound Special」CMソング                                    |
| いつか何処かで (I FEEL THE ECHO)                            | JAL '88沖縄キャンペーン CMソング                                                       |
| いつか何処かで (I FEEL THE ECHO)                            | ユニクロ「LifeWear」CMソング                                                           |
| 遠い街角 (The wanderin' street)                             | 富士フイルム「フジカラー」CMソング                                                     |
| 遠い街角 (The wanderin' street)                             | ユニクロ「LifeWear」CMソング                                                           |
| Blue 〜こんな夜には踊れない                                 | 松竹富士映画『ラッフルズホテル』主題歌                                                 |
| 真夜中のダンディー                                          | キリンビバレッジ「JIVE」CMソング                                                       |
| すべての歌に懺悔しな!!                                      | キリンビバレッジ「JIVE」CMソング                                                       |
| 祭りのあと                                                  | 日本テレビ系ドラマ『静かなるドン』主題歌                                               |
| 祭りのあと                                                  | キリンビバレッジ「JIVE」CMソング                                                       |
| MUSIC TIGER                                                 | フジテレビ系『桑田佳祐の音楽寅さん 〜MUSIC TIGER〜』オープニングテーマ                 |
| 波乗りジョニー                                              | コカ・コーラ「No Reason! キャンペーン」CMソング                                        |
| 波乗りジョニー                                              | ユニクロ「LifeWear」CMソング                                                           |
| 白い恋人達                                                  | コカ・コーラ「No Reason! キャンペーン」CMソング                                        |
| 白い恋人達                                                  | ユニクロ「LifeWear」CMソング                                                           |
| 夏の日の少年                                                | Town&Country CMソング                                                                  |
| 可愛いミーナ                                                | コカ・コーラ「No Reason! キャンペーン」CMソング                                        |
| 可愛いミーナ                                                | ユニクロ「LifeWear」CMソング                                                           |
| ROCK AND ROLL HERO                                          | コカ・コーラ「No Reason! キャンペーン」CMソング                                        |
| ROCK AND ROLL HERO                                          | ユニクロ「LifeWear」CMソング                                                           |
| 影法師                                                      | コカ・コーラ「No Reason! キャンペーン」CMソング                                        |
| こんな僕で良かったら                                        | アメリカン・エキスプレス「MORE THAN JUST A CARD」CMソング                              |
| こんな僕で良かったら (Trumpet & Jazz Piano Trio:CM Version) | アメリカン・エキスプレス「MORE THAN JUST A CARD」CMソング                              |
| 明日晴れるかな                                              | フジテレビ系ドラマ『プロポーズ大作戦』主題歌                                           |
| 明日晴れるかな                                              | ユニクロ「LifeWear」CMソング                                                           |
| 男達の挽歌(エレジー)                                        | ダンディハウス「ニッポン ダンディ?」CMソング                                           |
| 風の詩を聴かせて                                            | 東宝系映画『Life 天国で君に逢えたら』主題歌                                            |
| 風の詩を聴かせて                                            | KDDI・沖縄セルラー電話「au LISTEN MOBILE SERVICE」キャンペーンCMソング                 |
| 風の詩を聴かせて                                            | ユニクロ「LifeWear」CMソング                                                           |
| NUMBER WONDA GIRL 〜恋するワンダ〜                          | アサヒ飲料「WONDA」CMソング                                                            |
| ダーリン                                                    | アサヒ飲料「WONDA」CMソング                                                            |
| ダーリン                                                    | ユニクロ「LifeWear」CMソング                                                           |
| DEAR MY FRIEND                                              | アサヒ飲料「WONDA」CMソング                                                            |
| DEAR MY FRIEND                                              | ユニクロ「LifeWear」CMソング                                                           |
| 現代東京奇譚                                                | ゴー・シネマ映画『闇の子供たち』主題歌                                                 |
| HONKY JILL 〜69(あいなめ)のブルース〜                       | フジテレビ系『桑田佳祐の音楽寅さん 〜MUSIC TIGER〜』オープニングテーマ                 |
| 君にサヨナラを                                              | 大塚製薬「UL・OS」（ウル・オス）CMソング                                               |
| 君にサヨナラを                                              | ユニクロ「LifeWear」CMソング                                                           |
| EARLY IN THE MORNING                                        | フジテレビ系『めざましテレビ』2010年度テーマソング                                     |
| EARLY IN THE MORNING                                        | 大塚製薬「UL・OS」（ウル・オス）CMソング                                               |
| 月光の聖者達（ミスター・ムーンライト）                      | 三井住友フィナンシャルグループ CMソング                                                |
| 月光の聖者達（ミスター・ムーンライト）                      | 松竹映画『護られなかった者たちへ』主題歌                                               |
| 銀河の星屑                                                  | フジテレビ系ドラマ『CONTROL〜犯罪心理捜査〜』主題歌                                    |
| 明日へのマーチ                                              | NTT docomo「walk with you 2011」キャンペーンソング                                     |
| 明日へのマーチ                                              | ユニクロ「LifeWear」CMソング                                                           |
| CAFÉ BLEU                                                   | 森永乳業「マウントレーニア ダブル」CMソング                                            |
| 幸せのラストダンス                                          | 三井住友銀行 CMソング                                                                  |
| 100万年の幸せ!!                                             | フジテレビ系アニメ『ちびまる子ちゃん』エンディングテーマ                               |
| 愛しい人へ捧ぐ歌                                            | NTT docomo「ドコモthanksキャンペーン」CMソング                                         |
| 愛しい人へ捧ぐ歌                                            | NTT docomo20周年記念スペシャルドラマ 夢の扉 特別編『20年後の君へ』テーマソング         |
| MASARU                                                      | フジテレビ主催イベント『お台場合衆国!2012〜ここから始まるNIPPON応援団!〜』テーマソング |
| 涙をぶっとばせ!!                                            | NTT docomo「ドコモ2012冬」キャンペーンソング                                           |
| Yin Yang                                                    | フジテレビ系ドラマ『最高の離婚』主題歌                                                 |
| Yin Yang                                                    | フジテレビ系土曜プレミアム『最高の離婚Special 2014』主題歌                             |
| おいしい秘密                                                | サッポロ「プレミアム アルコールフリー」CMソング                                        |
| 愛のプレリュード                                            | JTB TVCMソング                                                                         |
| 大河の一滴                                                  | UCC BLACK無糖 TVCMソング                                                               |
| 百万本の赤い薔薇                                            | フジテレビ系情報番組『ユアタイム』テーマソング                                         |
| ヨシ子さん                                                  | WOWOW 開局25周年CMソング                                                               |
| 君への手紙                                                  | ショウゲート映画『金メダル男』主題歌                                                   |
| 君への手紙                                                  | WOWOW 25周年記念CMソング                                                               |
| 若い広場                                                    | NHK連続テレビ小説『ひよっこ』主題歌                                                    |
| 若い広場                                                    | ユニクロ「LifeWear」CMソング                                                           |
| オアシスと果樹園                                            | JTB「オアフ島」篇「ハワイ島」篇CMソング                                                |
| 愛のささくれ〜Nobody loves me                               | WOWOW CMソング                                                                         |
| MY LITTLE HOMETOWN                                          | ライブ・ビューイング・ジャパン映画『茅ヶ崎物語 〜MY LITTLE HOMETOWN〜』主題歌          |
| SMILE〜晴れ渡る空のように〜                                 | 民放共同企画「一緒にやろう」応援ソング                                                 |
| SMILE〜晴れ渡る空のように〜                                 | ユニクロ 「LifeWear」CMソング                                                          |
| 悲しきプロボウラー                                          | SOMPOグループ CMソング                                                                 |
| 金目鯛の煮つけ                                              | SOMPOグループ CMソング                                                                 |
| 悲しい気持ち (JUST A MAN IN LOVE)                           | ユニクロ「LifeWear」CMソング                                                           |
| ほととぎす［杜鵑草］                                        | ユニクロ「LifeWear」CMソング                                                           |
| 炎の聖歌隊 ［Choir］                                        | SUBARU「フォレスター」CMソング                                                         |
| Soulコブラツイスト〜魂の悶絶                                | ユニクロ「LifeWear」CMソング                                                           |
| Soulコブラツイスト〜魂の悶絶                                | Netflix映画『浅草キッド』主題歌                                                        |
| JOURNEY                                                     | ユニクロ「LifeWear」CMソング                                                           |
| 平和の街                                                    | SOMPOグループ CMソング                                                                 |
| 誰かの風の跡                                                | ユニクロ「LifeWear」CMソング                                                           |
| 鏡                                                          | ユニクロ「LifeWear」CMソング                                                           |
| なぎさホテル                                                | ユニクロ「LifeWear」CMソング                                                           |
| それ行けベイビー!!                                          | ユニクロ「LifeWear」CMソング                                                           |
| 春まだ遠く                                                  | ユニクロ「LifeWear」CMソング                                                           |

## 演じた人物
映画
- 野村周平 - 茅ヶ崎物語 〜MY LITTLE HOMETOWN〜（2017年）[939]

テレビアニメ
- 西谷修一 - ちびまる子ちゃん「茅ヶ崎の約束」（2017年）[940]

## 関連書籍
- 『別冊カドカワ総力特集桑田佳祐』（2002年、角川書店）ISBN 4047213896
- 『クワタを聴け!』（中山康樹著、2007年、集英社新書）ISBN 4087203808
- 『別冊カドカワ総力特集桑田佳祐』（2011年、角川書店）ISBN 4048954199
- 『桑田佳祐論』（スージー鈴木著、2022年、新潮新書）ISBN 4106109549